# Histoire du char d'assaut
Pour des articles plus généraux, voir Char d'assaut et Char de combat.
L'histoire du char d'assaut, regroupe l'histoire de l'ensemble des véhicules destinés à avancer sous le feu ennemi tout en restant protégé.

## Origines

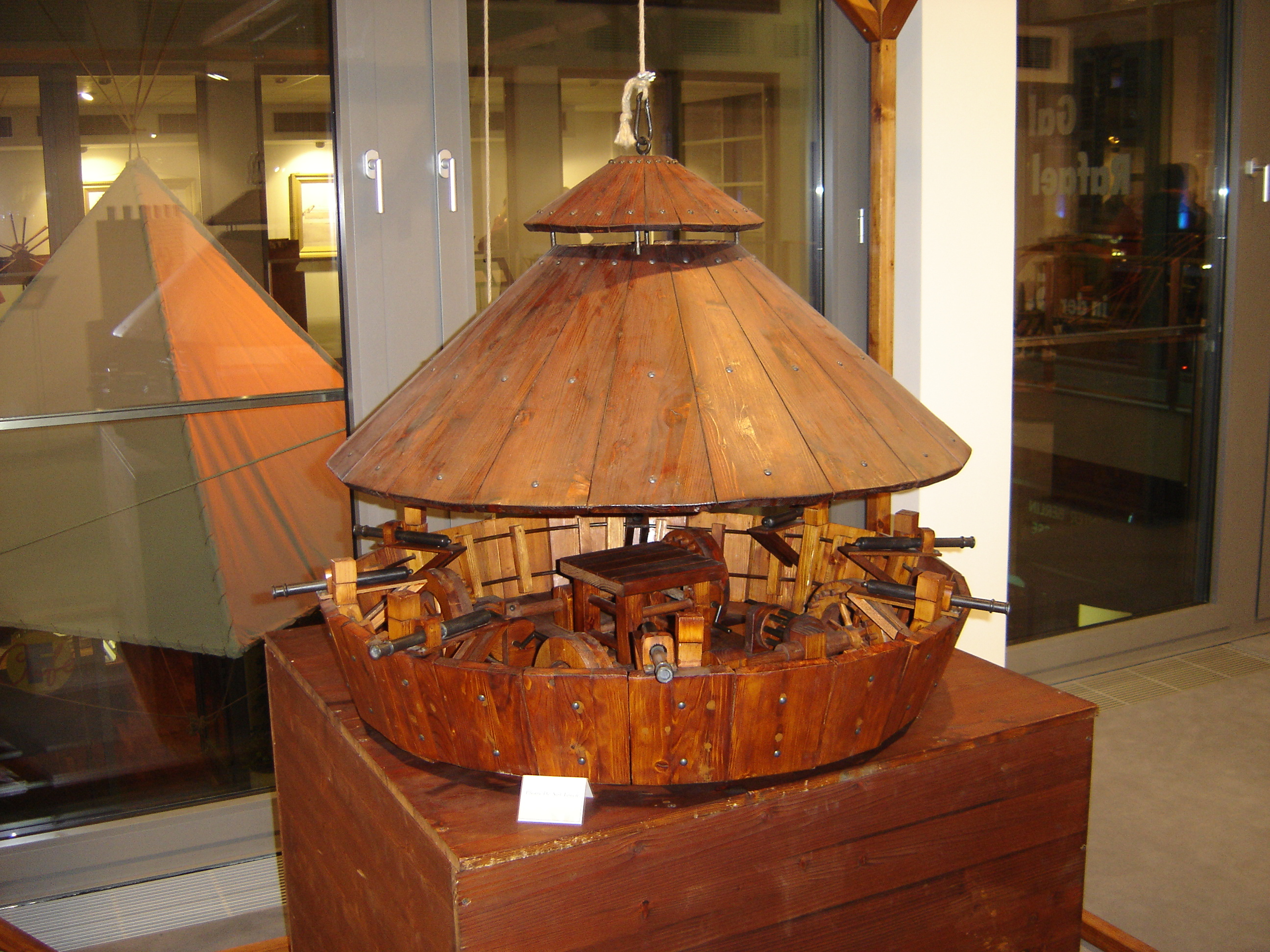
Vue intérieure du char de Léonard de Vinci

Le principe de la guerre blindée peut être rapprochée des tentatives de protéger les soldats des projectiles ennemis qui existent depuis l'Antiquité.

### L'Antiquité et le Moyen Âge: tours de siège et chariots renforcés

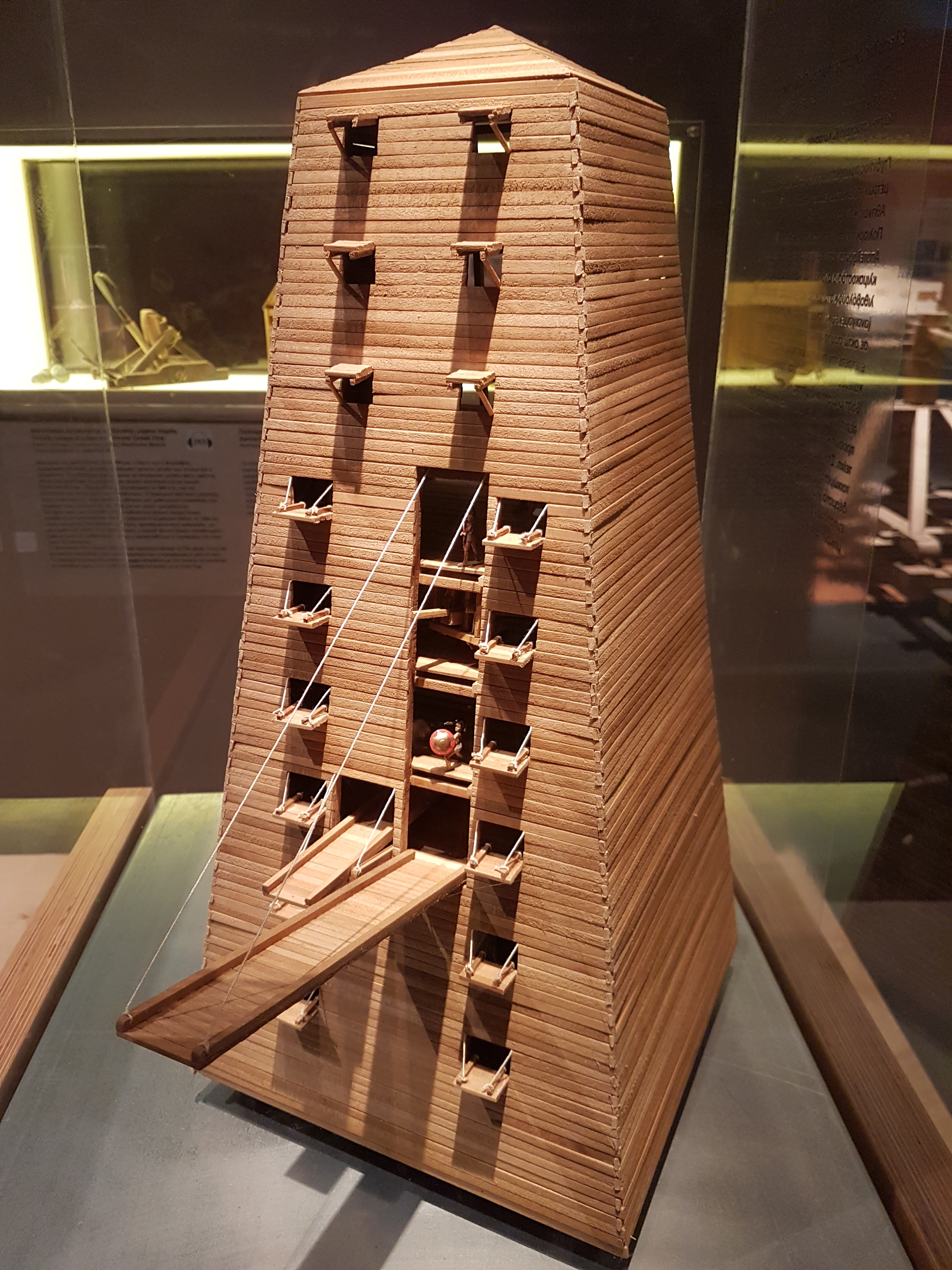
Tour de siège Hélépole, 4eme siècle av JC, Grèce (maquette)

Les Grecs construisent dès le IVe siècle av. J.-C. des tours de siège appelées hélépoles,.
Les Assyriens utilisent des protections mobiles pour leurs archers.
Les Romains disposent de tours mobiles protégées par des boucliers, se déplaçant sur des roues et munies de catapultes.
En Allemagne, le maître d'armes allemand Hans Talhoffer décrit dans un manuscrit écrit en 1459 une machine de guerre. Doté d'un moyen de propulsion inconnu, il est censé être équipé de lames mobiles sur les côtés, d’un habitacle recouvert de plaques et pourvu de lances et de couleuvrines. Les projectiles sont supposées être des charges explosives assimilables à des shrapnels. Son aspect lui vaut le surnom « d’écrevisse ».
Léonard de Vinci imagine des machines capables de franchir les rangs ennemis, tout en ouvrant la route à l'infanterie. Il dessine des tourelles blindées sur roues dont la principale caractéristique est de ne pouvoir avancer. Entre le blindage, l'artillerie embarquée et les munitions, on atteint un poids colossal que ne peuvent déplacer ni les manivelles à main censées faire tourner les roues, ni même les chevaux censés entrer dans la machine. Ces chars ne sont donc rien d'autre qu'un jeu de l'esprit.
D'autres projets sont envisagés. Mariano di Jacopo rédige un traité sur l'Art de la guerre où il imagine ainsi un char à deux roues capable de percer et de désordonner les lignes ennemies.

### Anticipation (optimiste) par Herbert George Wells

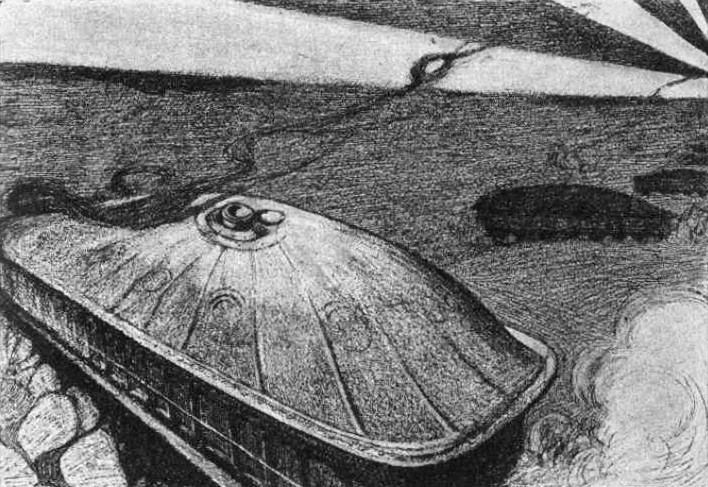
Illustration des vaisseaux terrestre présentés dans la nouvelle The Land Ironclads.

L'auteur de science-fiction britannique H. G. Wells publie en 1903 dans la revue The Strand Magazine une nouvelle intitulée Les Cuirassés de terre. Il y décrit une armée de nationalité inconnue disposant d'immenses véhicules blindés servis par les soldats. Wells donne un certain nombre de détails techniques qui s'inspirent des réalisations d'un inventeur nommé Bramah Joseph Diplock (en), qui avait inventé une roue déformable équipée de pieds articulés, système nommé « roue Pedrail (en) ».

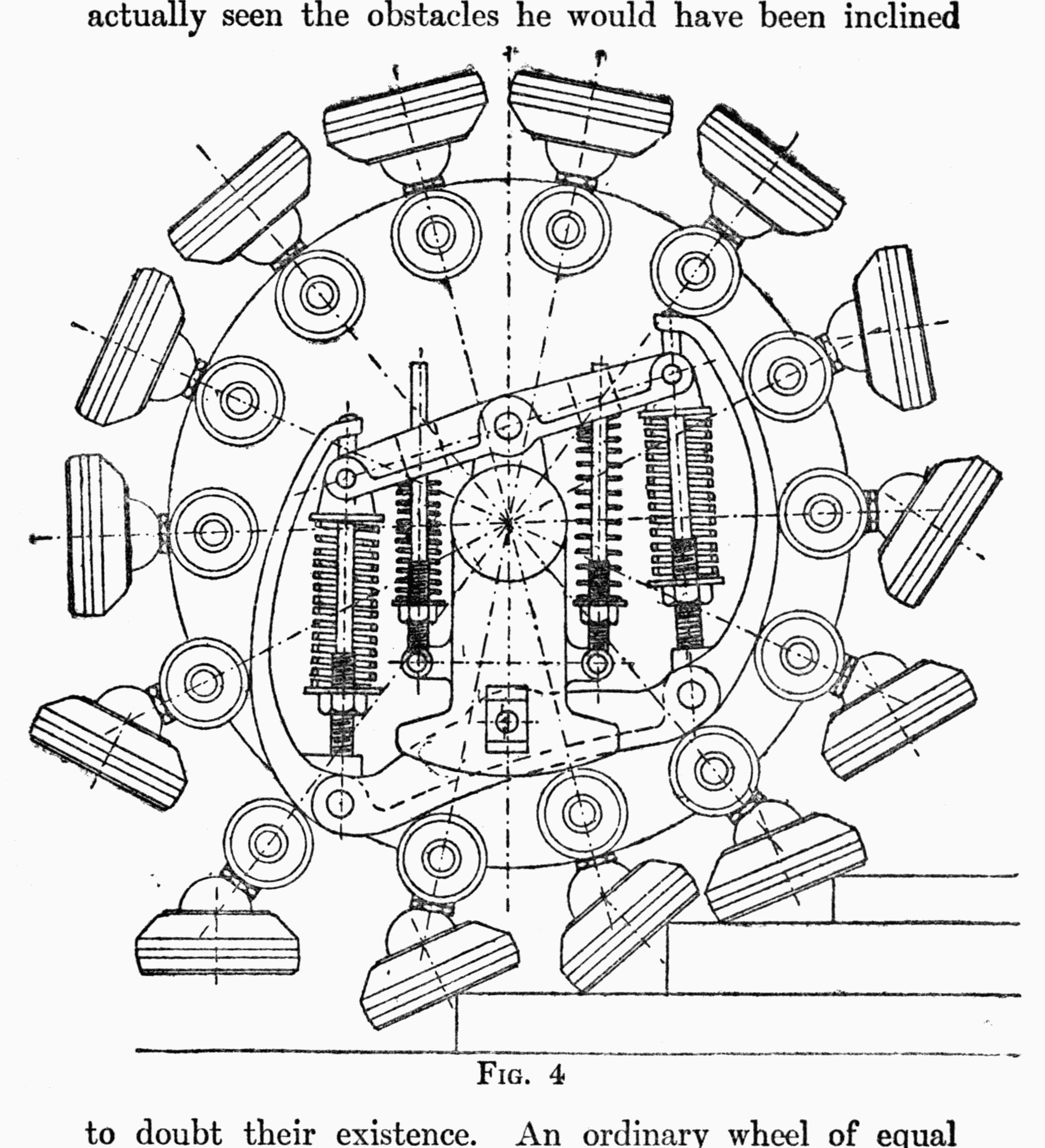
Dessin d'une roue Pedrail montant un escalier.

Si Diplock a bien breveté la roue Pedrail (en), les essais décevants l'incitent à se lancer dans la voie des chenilles articulées entraînées par des couronnes de type barbotin, une voie explorée notamment par la firme américaine Holt Manufacturing Company (en), (ancêtre direct de la compagnie Caterpillar) fabricant de tracteurs agricoles chenillés, les tracteurs Holt[réf. nécessaire].
La nouvelle de Wells a toutefois pu avoir une influence négative sur le développement du char d'assaut. En effet, envisager un engin conçu comme un gros navire terrestre, équipé de multiples tourelles et d'un équipage pléthorique était beaucoup trop ambitieux compte tenu de la faible puissance des moteurs à pétrole du début du XXe siècle et des difficultés à se mouvoir dans la boue et les accidents de terrain[réf. nécessaire].

### Révolution industrielle
L'apparition du moteur à explosion permet de transporter un engin blindé plus facilement qu'avec des chevaux. L'une des premières traces d'utilisation d'un véhicule à moteur blindé a lieu pendant la guerre de Crimée en 1854.

#### Projet Levavasseur
En 1903, le capitaine français Léon René Levavasseur (1860-1942) du 6e bataillon d'artillerie propose au Comité général d'artillerie un projet de canon autopropulseur.
Ce « projet de canon autopropulseur » est resté dans les mémoires sous le nom de « projet Levavasseur ». Il propose :
- d'établir une pièce de campagne automobile susceptible de parcourir tous les terrains accessibles aux voitures attelées et qui assure au personnel et aux organes de mouvement une protection complète contre le tir fusant et la balle d'Infanterie ;
- la mobilité nécessaire à ce projet est obtenue, dans le projet dont il s'agit, par l'emploi d'un dispositif équivalent à des roues de très grand diamètre.

Soumis au Comité général d'Artillerie où il fut étudié pendant deux ans, le projet Levavasseur ne fut pas retenu, le comité jugeant la traction automobile moins fiable que la traction hippomobile.
Le capitaine Levavasseur ré-étudia son projet et revient à la charge en 1908 où le projet fut à nouveau rejeté. Cependant, en 1916, le char Saint Chamond présentait beaucoup de similitudes avec le projet Levavasseur.

#### Autres projets
Benjamin Holt, de la Holt Manufacturing Company (en) de Stockton, en Californie, a été le premier à déposer un brevet américain pour un tracteur à chenilles en état de marche en 1907.
Soumise en 1911 à l'armée austro-hongroise et publiée en 1912 dans une revue allemande, la proposition du lieutenant autrichien Gunther Burstyn (en) mérite une attention particulière. Sous le nom trompeur de Motorgeschütze — canon motorisé — c'est en effet un véritable char, avec canon de 37 mm sous tourelle qu'il avait imaginé. Le char Burstyn s'apparentait plus au Renault FT de 1917 qu'aux premiers chars casemates britanniques ou, en France, aux chars Schneider ou Saint-Chamond.
En 1912, un inventeur civil australien, Lancelot de Mole (en) présenta au Ministère britannique de la Guerre le projet d’un engin blindé à chenilles qui pouvait transporter des soldats à travers les tranchées et les barbelés sans craindre les tirs des mitrailleuses. Le projet de cet ingénieur arrivait au bon moment : il fut pourtant rejeté.
Pendant la seconde guerre des Boers, les Britanniques utilisèrent pour la première fois le blindage pour protéger leurs trains. Dans certaines exploitations agricoles américaines, des tracteurs à chenilles rendaient de précieux services.
La mise en œuvre stratégique des chars d'assaut fut lente au cours de la Première Guerre mondiale mais aussi après le conflit. Cela peut s'expliquer à cause de plusieurs paramètres :
1. les limitations techniques de l'époque empêchaient la mise de chars fiables et efficaces ;
2. le prestige de la cavalerie à cheval empêchaient les officiers à abandonner leur rôle à des unités mécanisées ;
3. Le haut-commandement boudait également les chars.[réf. nécessaire]

## Première Guerre mondiale
- Les chars de la Première Guerre mondiale sur Commons

Les combats de la Première Guerre mondiale provoque un regain d'intérêt pour les chars. Leur utilisation visait des buts différents :
- sur le front occidental, le but était de pouvoir briser la nature statique de la guerre de tranchées, qui s'était imposée à la fin de 1914 à cause de la puissance de feu acquise par les différentes armées en conflit à ce moment et qui empêchait toute progression[17] ;
- sur le front moyen-oriental, le but était de pouvoir patrouiller le long du canal de Suez, mais aussi de protéger les installations des tribus locales fidèles au pouvoir ottoman et de récupérer les pilotes tombés derrière les lignes ennemies[18].

### Premiers projets
Si les armées disposaient déjà d'automitrailleuses, elles ne pouvaient pas traverser le terrain accidenté du no man's land. De nouveaux projets furent mis en chantier pour pallier ce problème.
En octobre 1914, le colonel Ernest Dunlop Swinton de la British Army, soumet la proposition aux autorités militaires britanniques de la création d'un engin armé, blindé et à chenilles. C'est en janvier 1915 que le Premier Lord de l’Amirauté, Winston Churchill, s’y intéresse. La conception en est confiée à Walter Gordon Wilson, de la Royal Naval Armoured Car Division, avec l’aide de l’ingénieur agricole William Tritton, directeur de la William Foster & Co Ltd, une entreprise de Lincoln. Ernest Swinton se voit confier la responsabilité des premières unités. Ce dernier les rebaptise « tank » en français : « réservoir » pour faire croire que le Royaume-Uni produisait des réservoirs d’eau autotractés à destination de la Mésopotamie. Un premier prototype effectue ces essais le 2 février 1916.
Les premiers chars étaient basés sur des châssis de tracteurs à roue ou à chenilles. C'est par exemple le cas du char Schneider CA1, basé sur le tracteur Holt de Caterpillar.
C'est fin 1915 et début 1916 que qu'ont lieu les premiers essais de tracteurs Baby Holt modifiés pour le franchissement de tranchées, à Vincennes, sous l'égide du Général Mourret. Le développement du Tracteur B par le sous-lieutenant Charles Fouché et sa caisse "navale" en bois est à la base du Schneider CA. Mais les projets continuent jusqu'à la fin de la guerre, notamment chez Schneider, St Chamond et FCM, sous l'impulsion du colonel Estienne.
Le colonel Estienne est un des premiers à avoir une vision globale des « cuirassés » terrestres, dont il précise les  caractéristiques et l’emploi opérationnel en décembre 1915. Le 25 février 1916, Schneider obtient un contrat de 400 appareils. En parallèle, le directeur du Service automobile lance l’étude d’un « cuirassé » plus performant et notifie, le 8 avril, une commande de 400 à la Forges et aciéries de la Marine et d’Homécourt. Le 16 juillet, Louis Renault informe Estienne de sa décision de développer un char léger. Après les essais du démonstrateur, Estienne demande la livraison de 1 000 chars légers armés de mitrailleuses. La commande d’un prototype sera suivie, le 22 février 1917, d’une autre de 150 Renault « FT » qui sera portée à 1 150 en mai.

### Utilisation au combat

#### Front occidental
Du côté britannique, le général Haig était si impatient de gagner du terrain pendant la bataille de la Somme,  qu’il voulut disposer des premiers 50 engins disponibles. Les chars Mark I, avec leur forme rhomboïde, étaient conçus pour franchir une tranchée de près de 4 m de largeur et un obstacle de plus de 1 m de haut, permettant d'écraser les barbelés et de franchir les lignes ennemies, ouvrant ainsi la voie à l'infanterie. Une fois la tranchée traversée, ils obliquaient et la longeaient en la mitraillant, d'où la disposition des mitrailleuses sur le côté de la caisse. Celle-ci faisait 8 m de long et 4 m de large. Pesant près de 30 tonnes avec un canon de 57 et quatre mitrailleuses, leur vitesse de pointe était à peine supérieure à celle d’un homme au pas. L’équipage comprenait huit hommes, dont deux chargés de manœuvrer chaque chenille. Leur autonomie ne dépassait pas 40 km et environ tous les 80 km, les chenilles devaient être remplacées[réf. nécessaire].

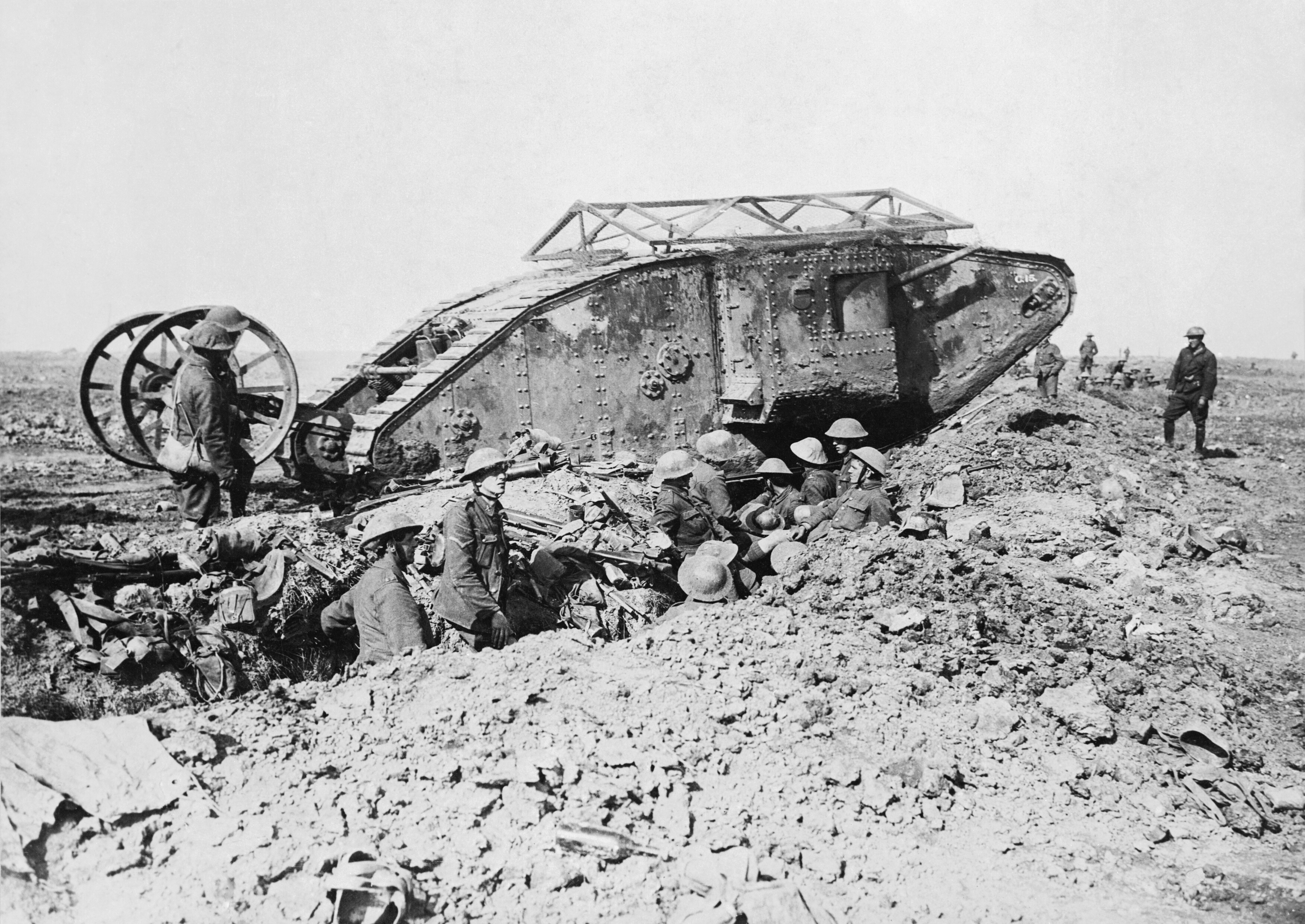
Premier char de l'armée britannique, le Mark I, utilisé pour la première fois au cours de la Bataille de la Somme (25 septembre 1916).

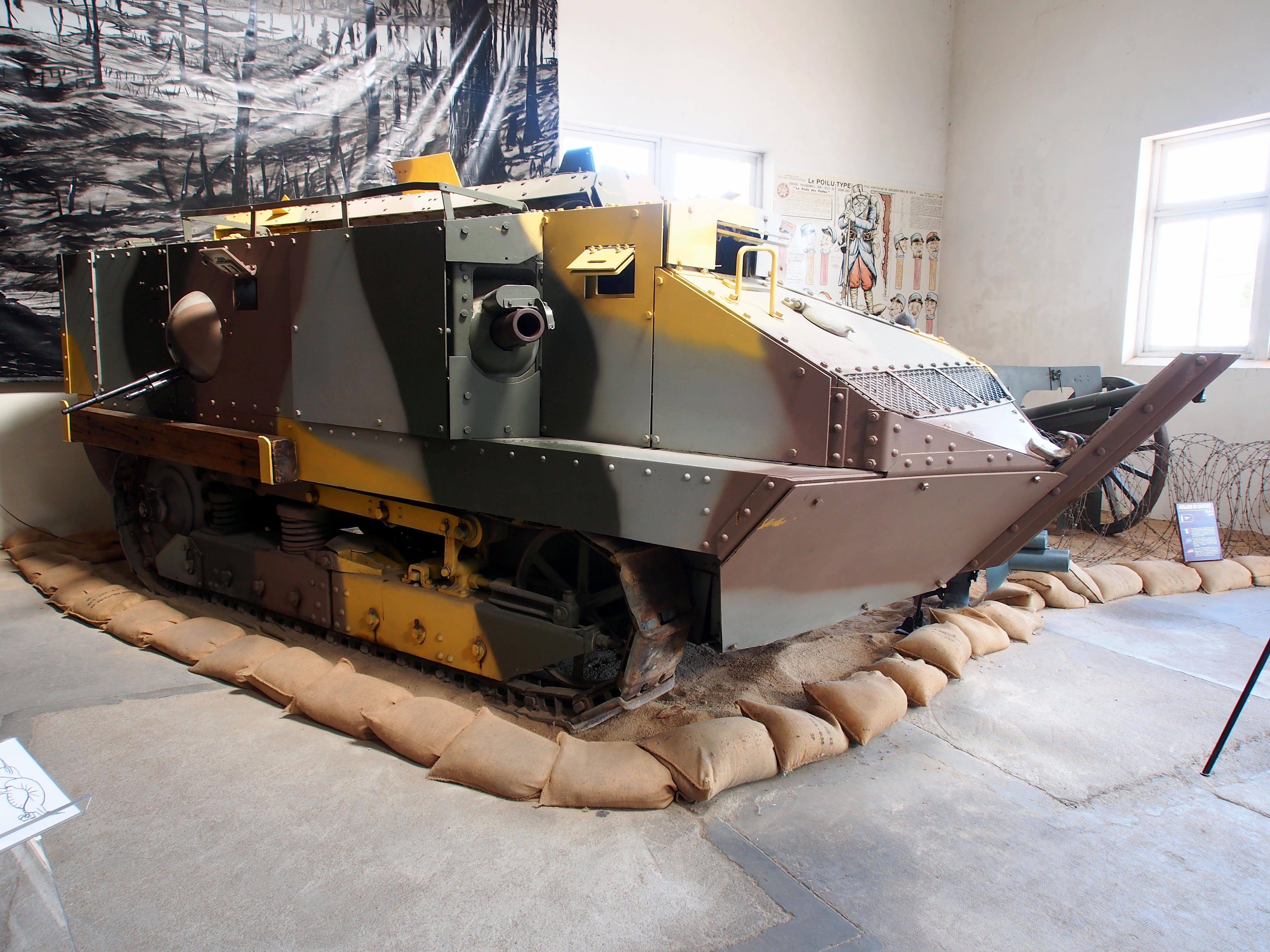
Schneider CA 1 au Musée des Blindés

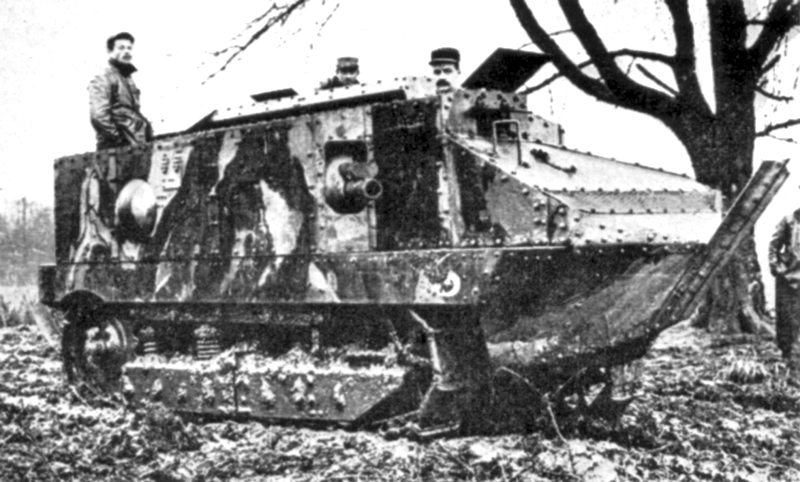
Premier char de l'armée française Char Schneider CA1 (16 avril 1917)

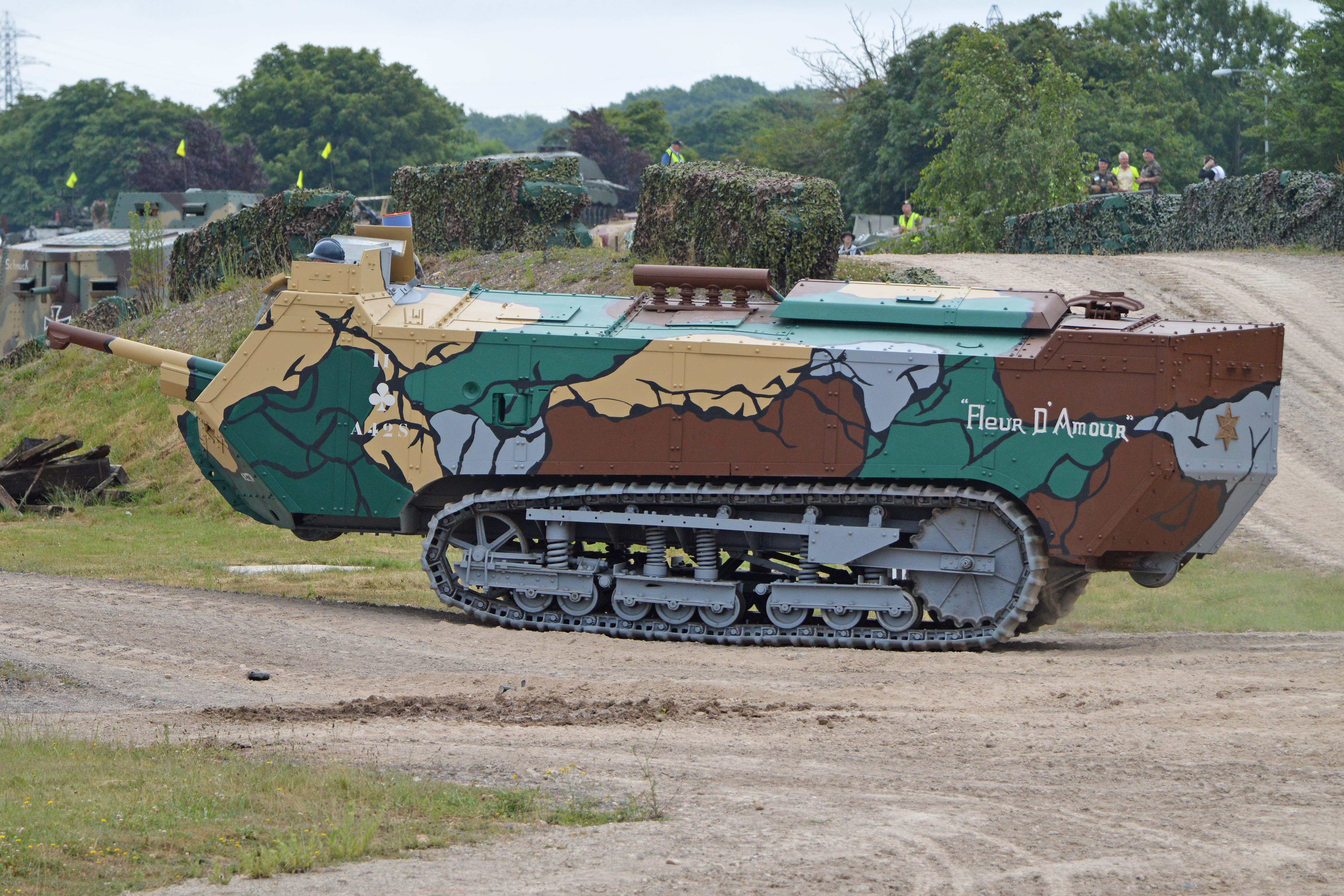
Char Saint-Chamond “Fleur D’ Amour”

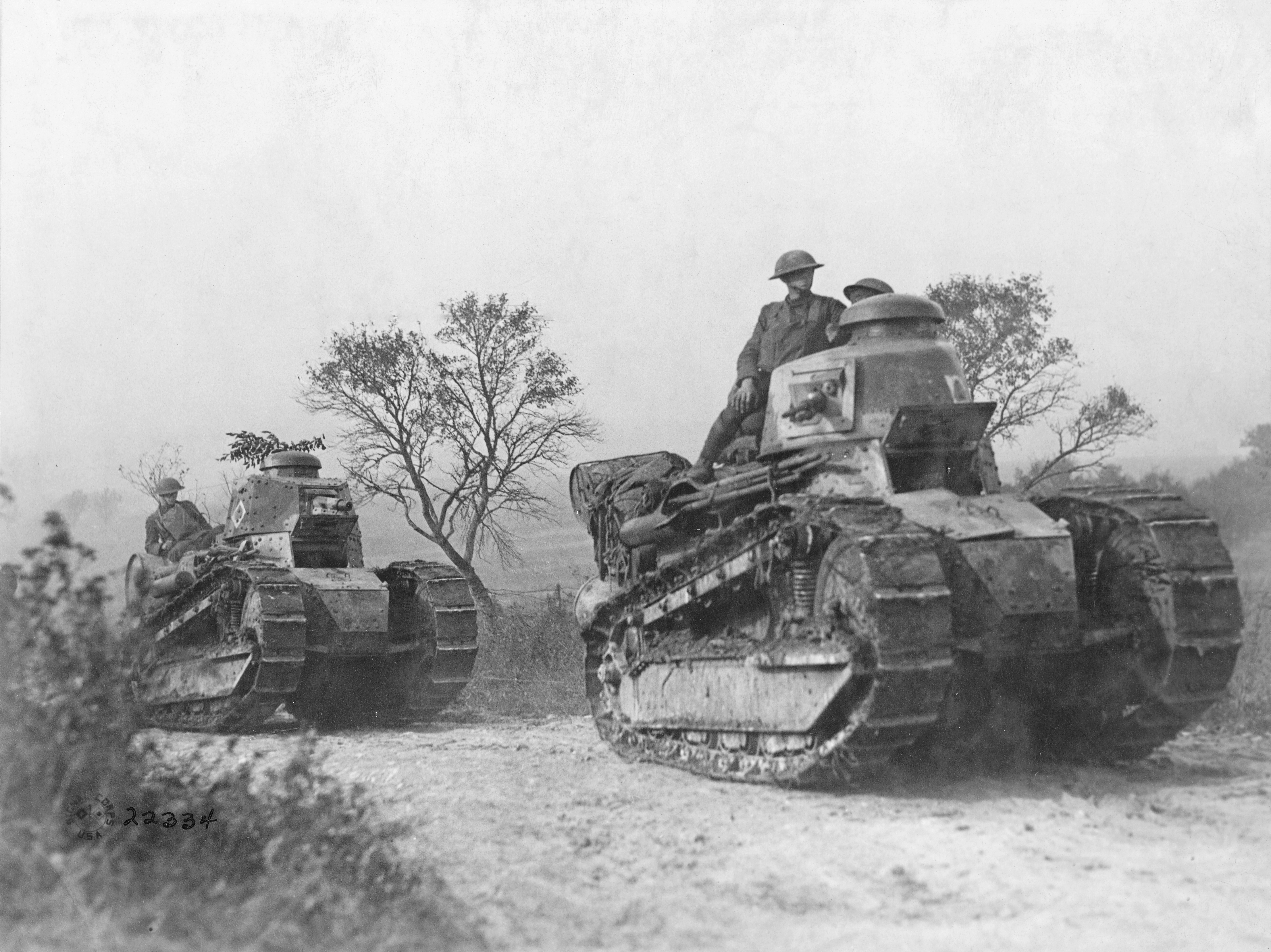
Renault FT équipant l'armée américaine (septembre 1918 guerre mondiale).

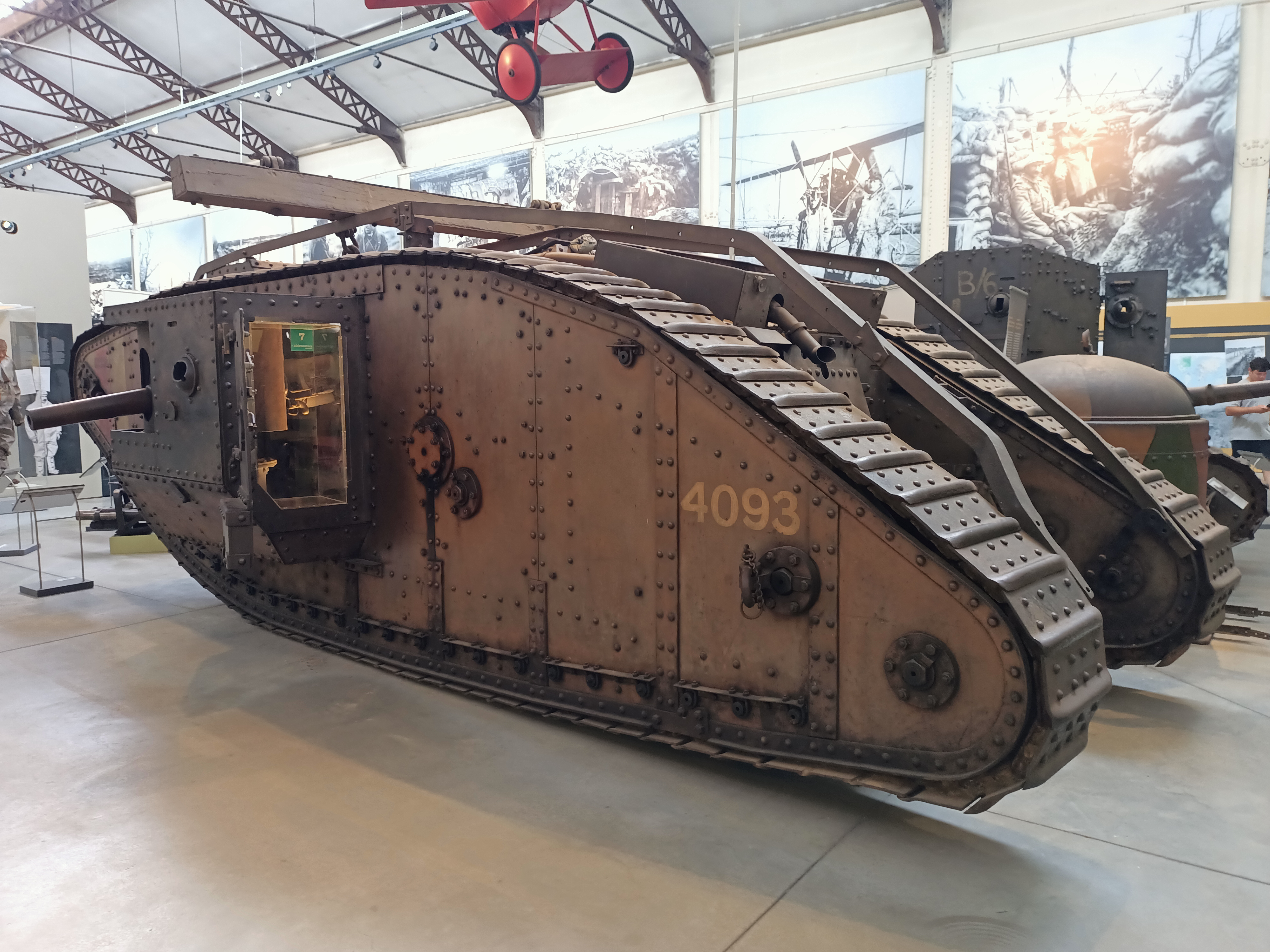
Mark IV (1917) exposé au Musée royal de l'Armée, à Bruxelles. Dernier exemplaire ayant gardé sa couleur d'origine.

L'utilisation de chars le 15 septembre 1916 à Flers dans la Somme provoque la surprise générale, mais n'est pas concluante. L'engin présente de nombreuses défaillances techniques et s'enlise fréquement. Malgré cela, le Mark I reste un atout. Il a un important impact dissuasif sur l’ennemi. Les soldats allemands sont confrontés pour la première fois à une arme en apparence invincible.
Mais leur apport n'est pas jugé décisif à l’issue des combats. En outre leur performance vue comme décevante ne fait qu’accroître le mépris des officiers conservateurs.
Churchill a déclaré au sujet de cet engagement : « Mes pauvres Land Ships ont été lâchés prématurément et à une échelle trop médiocre, il y avait pourtant une vraie victoire derrière cette idée ».
Swinton fut démis de ses fonctions de chef des unités de blindés britanniques. Après la Somme, le ministère de la Guerre essaya d’annuler une commande de 1 000 nouveaux blindés et quand certains d’entre eux s’envasèrent dans les marais de Passchendaele, il en profita pour baisser la production de 4 000  à   1 300 chars.
« Au lieu de mettre en doute son propre jugement, commenta l’historien militaire britannique sir Basil Liddell Hart, l’état-major perdit progressivement toute confiance dans les tanks. »
Le modèle Mark n'est cependant pas abandonné, et ce n'est qu'avec son quatrième modèle, le Mark IV, en 1917, que l'utilisation d'un char britannique est enfin réellement décisive. Grandement amélioré, le Mark IV est utilisé pour la première fois massivement lors de la bataille de Cambrai, où il parvient à percer les lignes allemandes réputées imprenables. À partir de là, le char s’impose comme un élément essentiel et décisif dans la guerre moderne.
De manière tout à fait indépendante, les Français, sous la conduite du général Jean Baptiste Eugène Estienne, développaient leurs propres versions d’un engin blindé, le char Schneider CA1 testé en février 1916, puis le char Saint-Chamond.
Quand l’engin idéal fut enfin mis au point, sa production démarra. L’idée était d’utiliser en masse ces blindés pour provoquer un coup de théâtre militaire.
C'est à Berry-au-Bac que les Français utilisèrent des chars d'assaut pour la première fois dans l'histoire militaire. Ces chars furent péniblement amenés sur place pour la grande offensive du Chemin des Dames le 16 avril 1917. Les Français firent une douloureuse expérience. Sur 132 chars Schneider engagés, 35 furent brûlés et 17 immobilisés par l'artillerie allemande, 18 eurent des pannes mécaniques ou de terrain,. L’impression qu’ils provoquaient sur l’ennemi pouvait cependant être énorme ; le 5 mai 1917 Spindler note dans son journal ce qu’un officier allemand a dit à un de ses amis : « Et les tanks ! Leur aspect seul est déjà terrifiant. Tels des monstres antédiluviens, ils rampent vers vous ; ni les réseaux barbelés ni les tranchées ne retardent leur course. Mais, c'est surtout à l'aube, quand ils émergent du brouillard, qu'ils vous glacent d'épouvante… »
En association avec les entreprises Renault, alors relativement modestes, le char équipé d'une tourelle pivotante à 360° fut ensuite mis au point : le char léger Renault FT, cette architecture fut depuis lors reprise par l'immense majorité des chars.
La bataille de Cambrai, préparée par J. F. C. Fuller, chef des opérations du Tank Corps qui deviendra un des théoriciens de la guerre blindée, en novembre 1917, révéla enfin la puissance des blindés. Mais il fallut encore une année aux généraux pour réaliser que les chars avaient définitivement supplanté les armes, les principes et les tactiques de naguère.
L’armée allemande fut très en retard en ce domaine et seulement 20 chars A7V, des boîtes blindées peu manœuvrables, furent construits en 1918. À noter que lors de sa première grande opération indépendante lors de la bataille de Saint-Mihiel en septembre 1918, l’US Army engagea 144 chars, tous de fabrication française, dont des FT qui fut le char le plus produit de cette époque, sous le commandement du lieutenant-colonel George Patton, qui s’illustra plus tard, durant la Seconde Guerre mondiale.

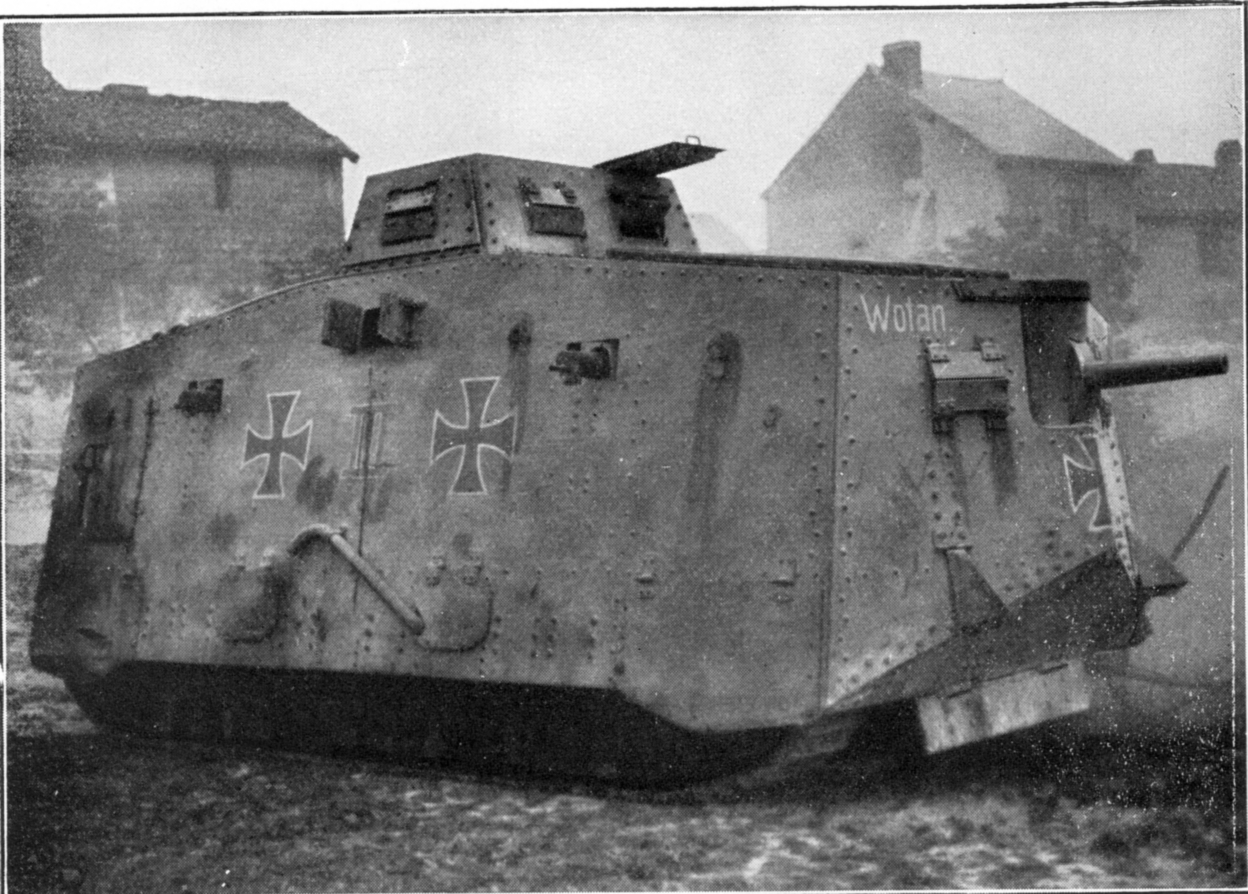
Char allemand A7V "Wotan"
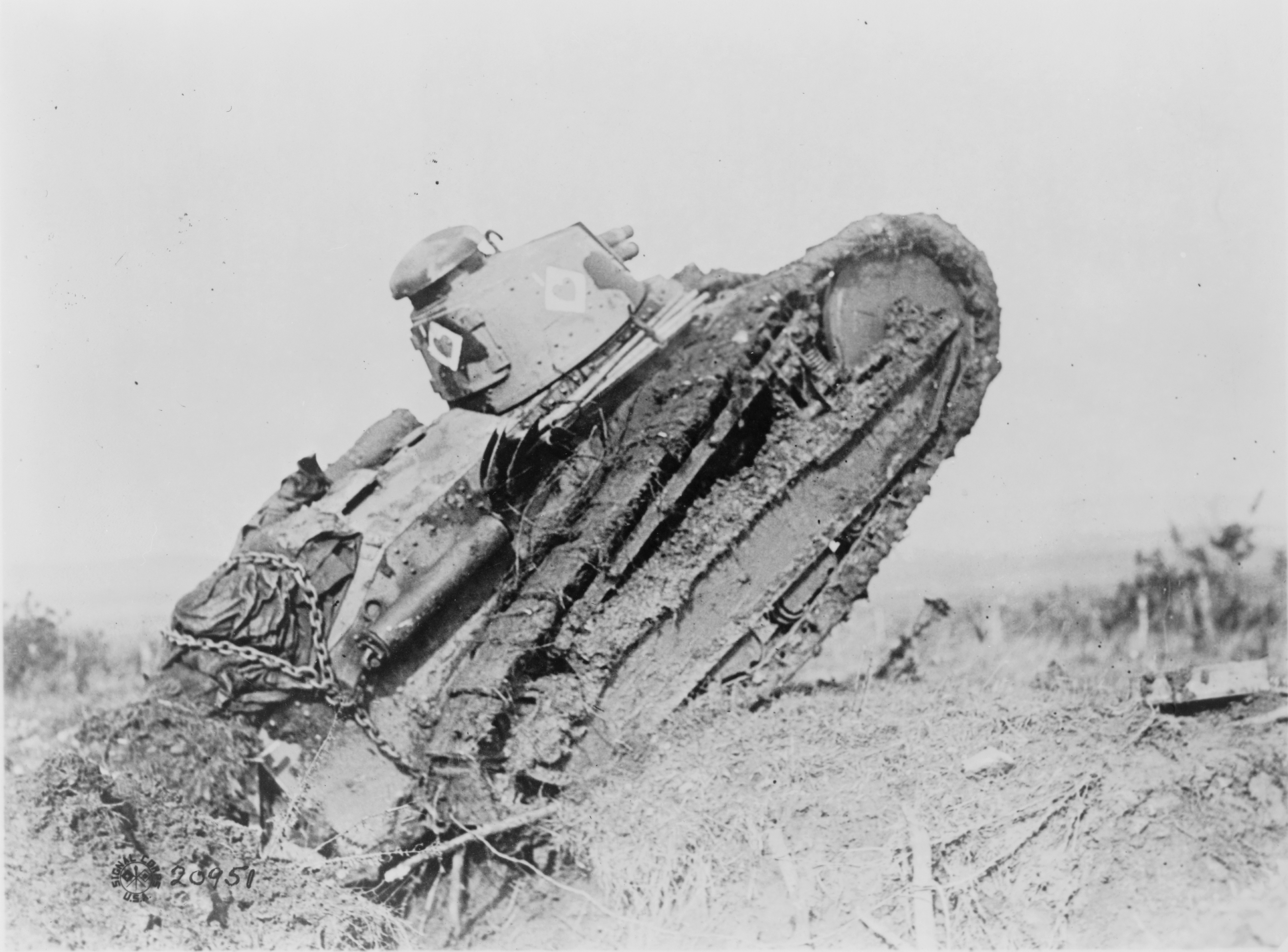
FT Canon, char français qui fut le précurseur des chars modernes
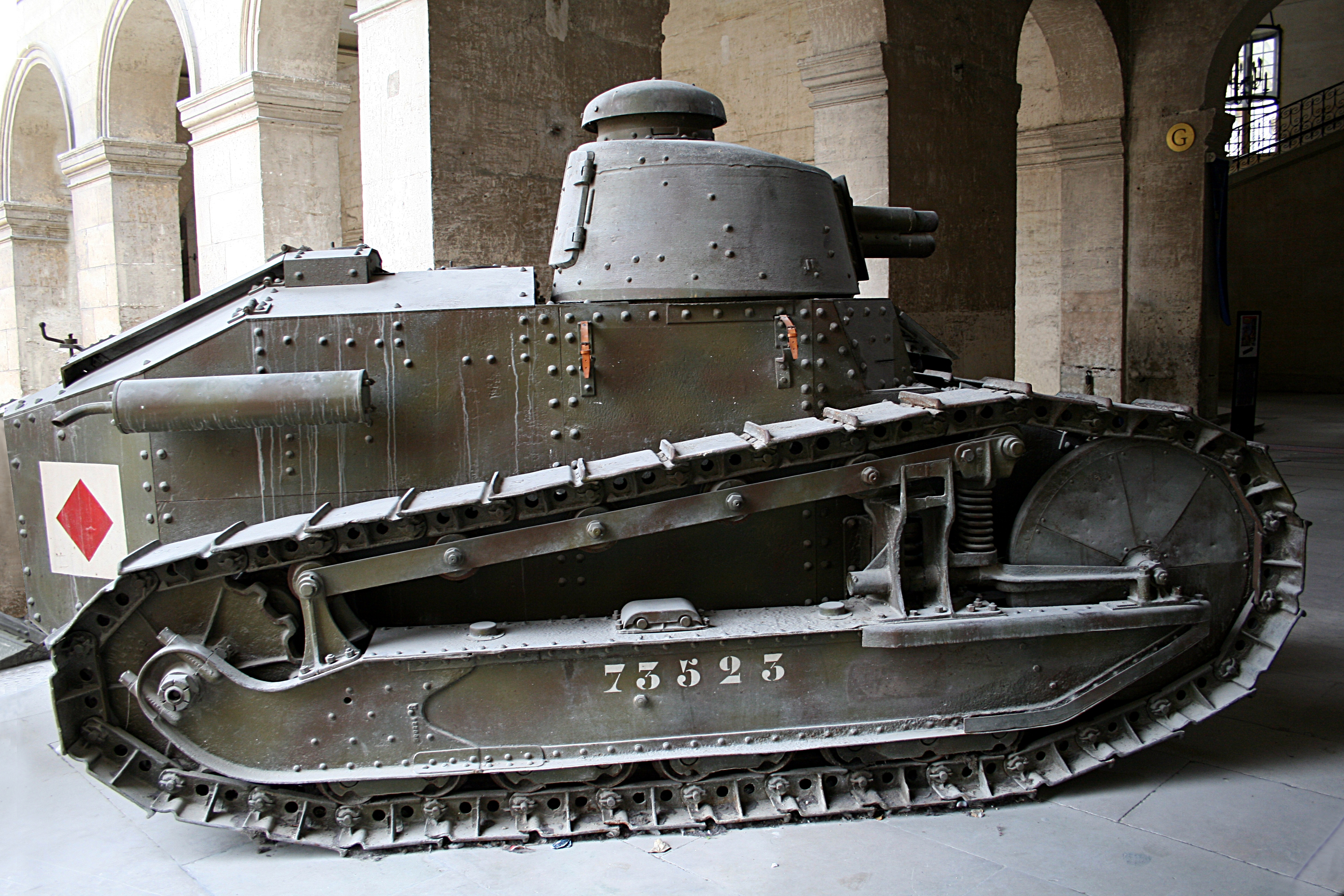
Char Renault FT au Musée de l'armée des Invalides
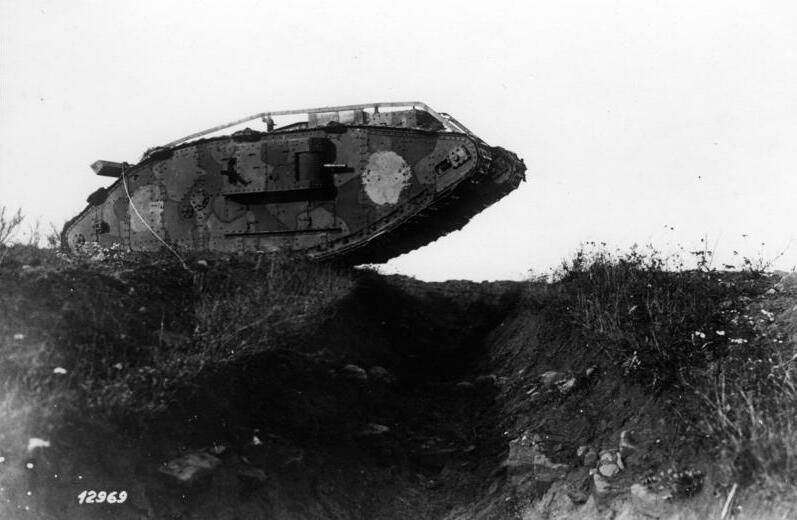
Mark IV, 1917
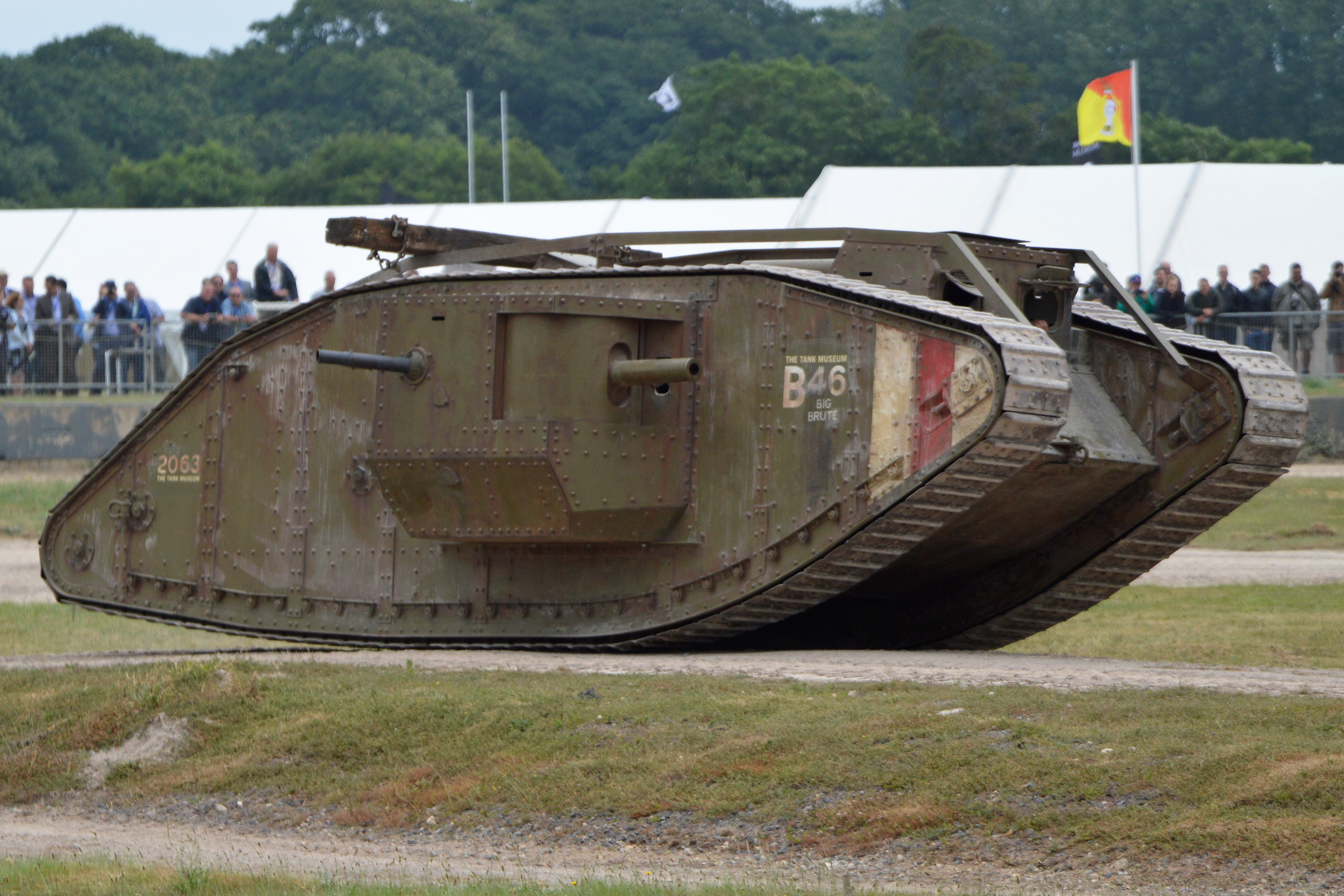
Une replique de Tank Mark IV The Big Brute
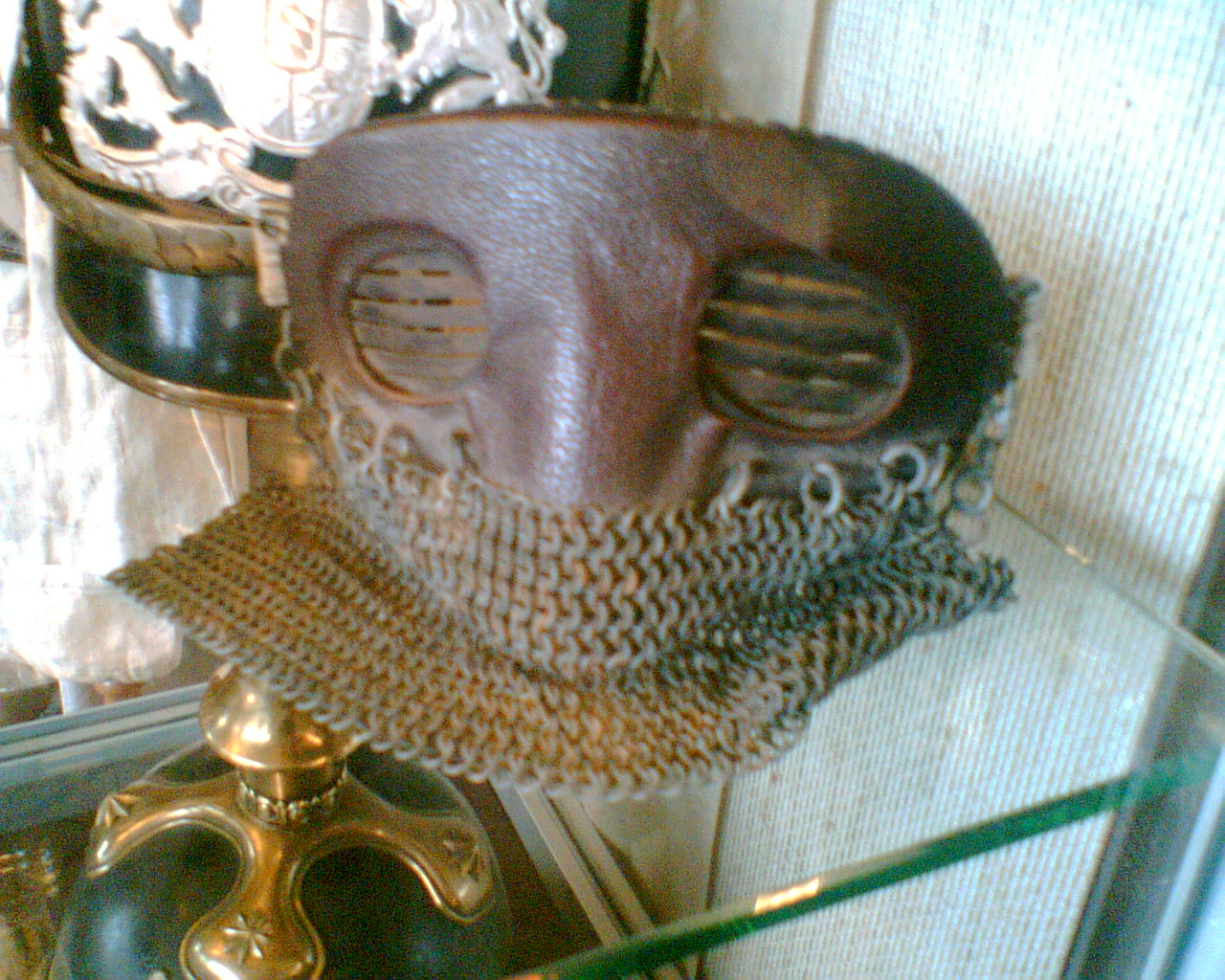
Masque en cuir et en cotte de mailles pour protéger les équipages britanniques des éclats de métal et de peinture à l'intérieur des tanks

#### Front oriental
Des automitrailleuses de différentes nationalités (Minerva pour la Belgique, Lanchester et Austin pour le Royaume-Uni, Renault pour la France) sont envoyés en Russie pour combattre les Allemands et les Austro-Hongrois,.

##### Front moyen-oriental

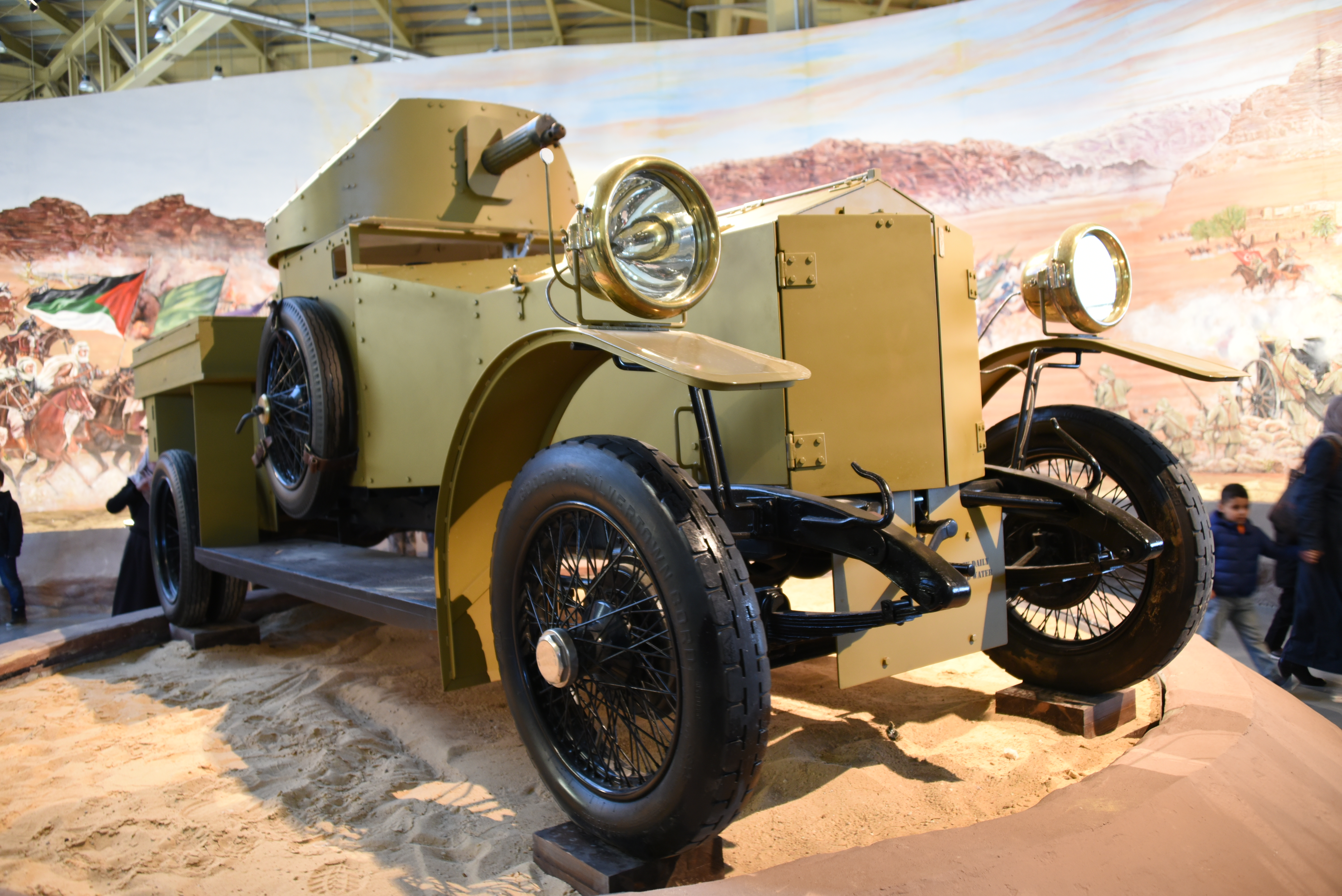
Rolls-Royce armored vehicle, Royal Tank Museum, Amman, Jordanie.

En Égypte, le Royal Naval Air Service met sur pied en 1915 des escadrons composés de Rolls-Royce Silver Ghost sur lesquelles des plaques d'acier et une tourelle abritant une mitrailleuse Vickers de 7,7 mm sont posées. Des Ford T seront également utilisés. En 1916, une unité d'automitrailleuse menée par le duc de Westminster bat une unité ennemie comptant 800 hommes près d'Halfaya.

## L'entre-deux-guerres: des avances dans la conception et les stratégies
- Les chars des années 1920 et 1930 sur Commons

### Allemagne

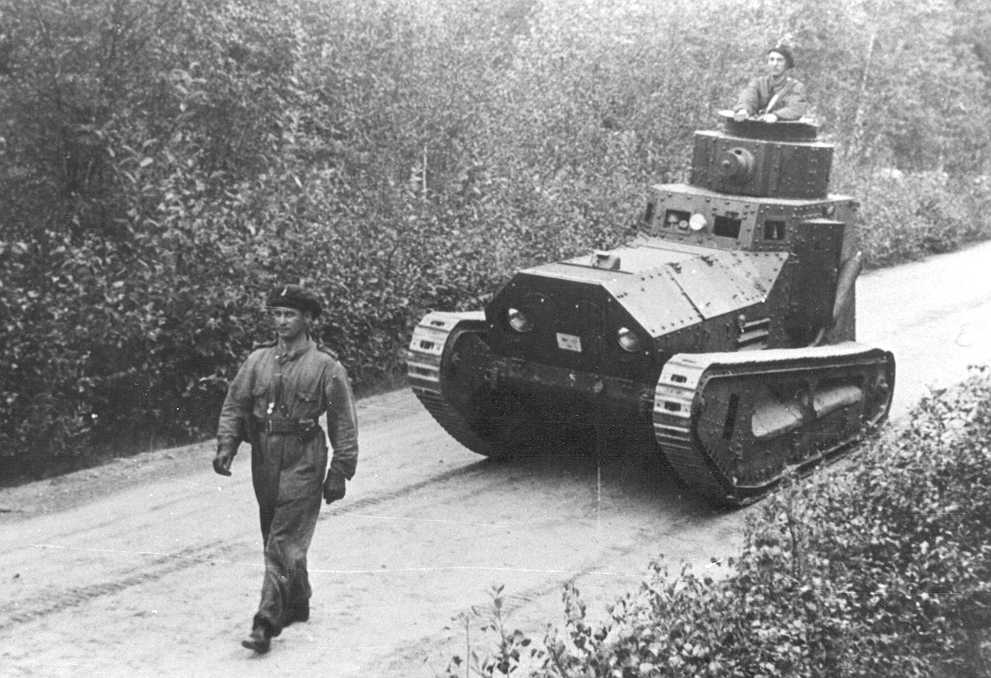
Tank Stridsvagn m/21-29 suédois construit au milieu des années 1920 depuis le LK II allemand acheté en 1921.

Bien que le traité de Versailles ait interdit à l'Allemagne de développer des chars, la Reichswehr commence dès les années 1920 à s'en doter. Selon Laurent Tirone, « l'officier mise avant tout sur la vitesse et la mobilité pour que l'Allemagne ne connaisse plus jamais l'horreur des tranchées ». Il ajoute : « Aussi contraignant soit-il, le traité [de Versailles] se révèle par certains côtés, être un avantage pour l'Allemagne car ses ingénieurs partent de feuilles blanches et peuvent développer de nouveaux concepts sans être encombrés de matériels périmés et d'idées préconçues »,.
La situation économique précaire de l'Allemagne ralentit pendant plusieurs années le développement des chars. Les Allemands se lancent pourtant en secret dès avril 1926 dans un programme de développement nommé Armeewagen 20, qui aboutit en 1928 au Grosstraktor. La conception d’un autre véhicule, le mittlere Traktor, rebaptisé ultérieurement Neubaufahrzeug, débute en octobre 1932. Ce dernier a la particularité d’être envisagé comme un véhicule universel dont l’armement, un canon de 37 mm et un obusier de 75 mm, lui permet de remplir à la fois le rôle de lutte contre les chars et de soutien à l’infanterie,.
La réflexion sur les caractéristiques du véhicule de soutien, appelé B.W. pour Begleitwagen, « véhicule d’escorte », commence à l’automne 1934 et celles-ci sont fixées le 11 janvier 1934 par le Wa Prüf 6, département du Heereswaffenamt destiné au développement des chars,. Le B.W. doit être équipé d’un canon de gros calibre lui permettant d’affronter les cibles pour lesquelles l’armement du Zugführerwagen (Z.W.), le pendant du B.W. destiné à la lutte contre les chars, est inadapté, par exemple les fortifications. Outre ce canon, il doit également disposer d’une mitrailleuse en tourelle, ainsi que d’une autre en proue, et être en mesure de résister à des chars légers.
À la fin des années 1920 et au début des années 1930, le développement des blindés allemands était mené par deux hommes : le général Oswald Lutz et son chef d'état-major, le lieutenant-colonel Heinz Guderian. Ce dernier devint le plus influent des deux et ses idées furent développées dans son livre Achtung - Panzer! publié en 1937. Comme son contemporain britannique, le général Percy Hobart, Guderian prévoyait initialement la création d'un corps blindé composé de plusieurs types de chars. Le premier d'entre eux était un char d'infanterie lent mais armé de plusieurs mitrailleuses ou canons légers et fortement blindé pour résister à l'artillerie antichar ennemie. Le second type était un char de cavalerie rapide disposant d'un canon principal de 75 mm. Enfin, il était prévu un char lourd équipé d'un canon de 150 mm destiné à détruire les fortifications adverses et possédant un blindage encore plus épais. La masse d'un tel char serait de plus de 70 tonnes soit bien au-delà des possibilités techniques de l'époque.
Peu après son accession au pouvoir en Allemagne, Adolf Hitler approuva la création des premières divisions blindées. Simplifiant ses premières propositions, Guderian suggéra la construction d'un char principal qui déboucha sur le Panzer III et un char de rupture, le Panzer IV. Aucun dessin existant ne satisfaisait Guderian et, en attendant, l'armée allemande demanda la réalisation d'un véhicule destiné à entraîner les équipages des chars qui devint le Panzer I construit entre 1934 et 1937. En juillet 1934, il apparut évident aux responsables allemands que les Panzerkampfwagen III et IV, ne seraient pas opérationnels avant longtemps ; ils demandèrent donc à Krupp, MAN AG, Henschel et Daimler-Benz, d'étudier un char plus facile à produire, proche du PzKW I, mais armé d'un canon de 20 millimètres, le KwK 30 L/55, et d'une masse de dix tonnes. Désigné Versuchkraftfahrzeug 622, les prototypes utilisèrent aussi une appellation de camouflage Landwirtschaftlicher Schlepper 100 ou LaS 100, évoquant un tracteur agricole. Bien que Krupp présentât son projet en premier, c'est en définitive une combinaison entre le châssis de MAN et la superstructure de Daimler-Benz qui fut choisie ; le premier prototype en acier doux fut construit et testé en octobre 1935, et dix LaS 100, furent alors commandés à MAN. Au total, cent exemplaires du Panzer II Ausf. A vont être produits entre mai 1936 et février 1937.
Suivant les spécifications de Heinz Guderian, le Heereswaffenamt, demanda l'étude d'un char VK 619, destiné à devenir l'ossature des panzerdivisions en cours de création, on utilisa le terme Zugführerwagen ou ZW (véhicule de chef de section) pour camoufler le but de l'étude. Le char Panzer III devait être capable d'atteindre la vitesse de 35 km/h sur route, et sa masse devait rester inférieure à 15 tonnes pour pouvoir emprunter les ponts posés par le génie. Après des essais intensifs en 1936 et 1937, c'est le modèle de Daimler-Benz qui fut choisi, et la première série de dix Panzer IIIA sortit des chaînes en mai 1937. Cependant, la production de masse ne fut lancée qu'à partir de la variante F, en 1939.
Le char de rupture Panzer IV est développé dans une première série de 1936 à 1938 (désignation officielle : Pzkpfw IV, abréviation de Panzerkampfwagen). C'est un char moyen de 20 tonnes mais faiblement blindé à l’origine et armé d’un canon de 7,5 cm à faible vitesse initiale, c’est-à-dire sans capacité antichars.

Schéma des projets expérimentaux de char lourd allemand.

Le premier char lourd réalisé en Allemagne après la Première Guerre mondiale, le Neubaufahrzeug est d’une conception archaïque à plusieurs tourelles comme le T-35 soviétique ou le FCM 2C français, ce projet n’aboutit pas à la production en série. Le 2C inquiète cependant suffisamment les Allemands pour les inciter à étudier vers 1935 le principe d’un char capable de lutter contre les chars super-lourds, qui serait armé d’un canon de 75 mm et dépasserait les 30 t. Aucun résultat n’émerge d’abord de ces tentatives en raison de l’absence d’un moteur suffisamment puissant et de la réticence de l’armée à investir dans un véhicule plus lourd pouvant poser des problèmes logistiques. L’idée revient cependant en janvier 1937, lorsque l’entreprise Henschel est chargée de construire un châssis expérimental pour un véhicule de 30 t. Ce projet aboutit aux Durchbruchswagen 1 et 2 en 1937-1938, puis au VK 30.01 en 1938-1939. Ce dernier ressemble au Panzer IV dont il partage l’apparence anguleuse et un canon court de 75 mm conçu par Krupp, mais il dispose en revanche d’une suspension à barres de torsion,. En parallèle des travaux de Henschel, le Wa Prüf 6 demande à la fin de l’année 1939 à Ferdinand Porsche de concevoir un char lourd. Porsche réalise alors le Typ 100 ou VK 30.01 (P), qui se distingue de son concurrent par une propulsion alliant moteurs à essence et moteurs électriques. Afin de conserver son monopole sur les canons de chars, menacé par Rheinmetall, Krupp conclut un accord avec Porsche en février 1941 pour que le Typ 100 utilise le canon de 88 mm KwK L/56.

### Guerre d'Espagne

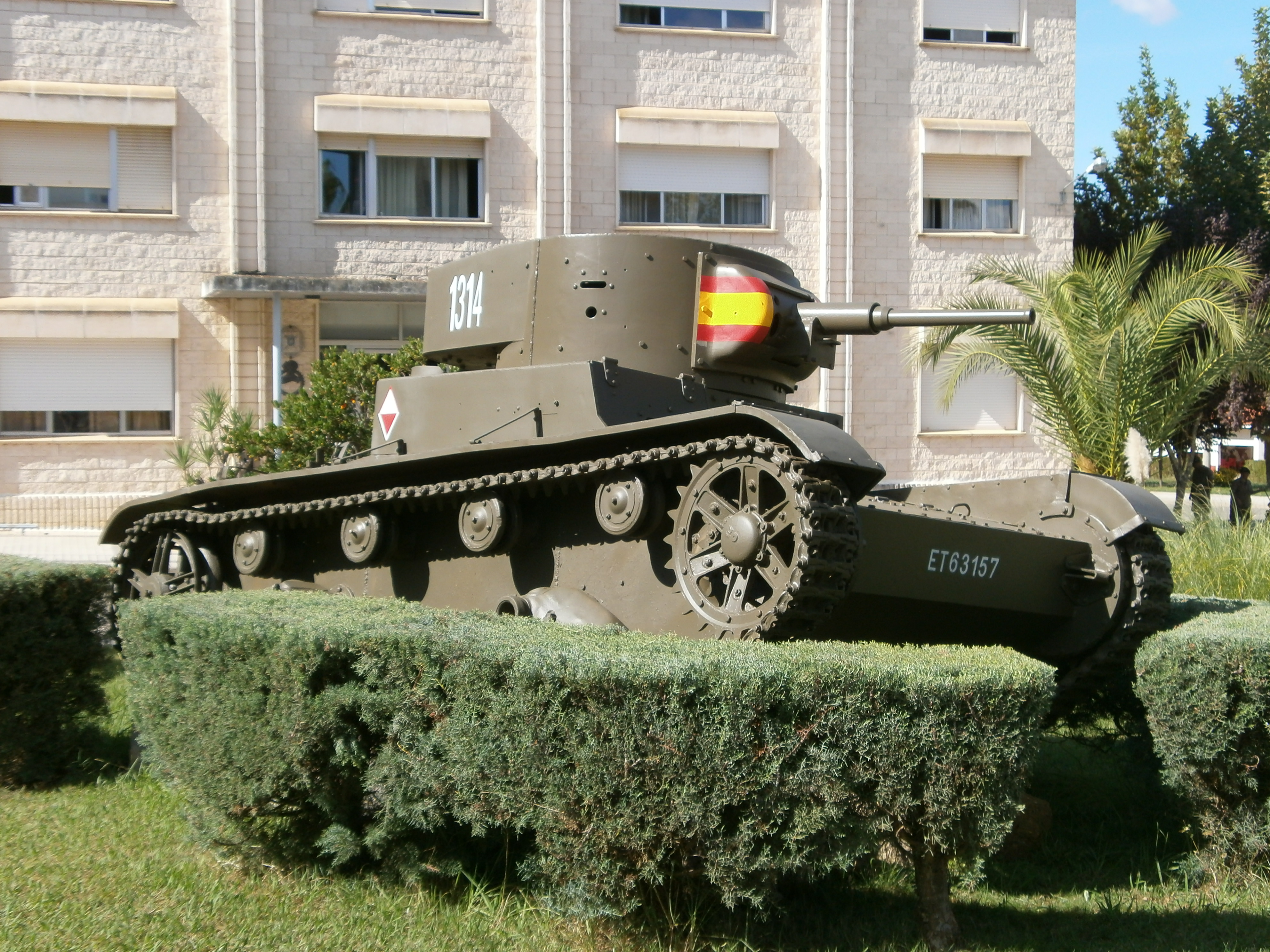
C-16-Carro de combate T-26-B1

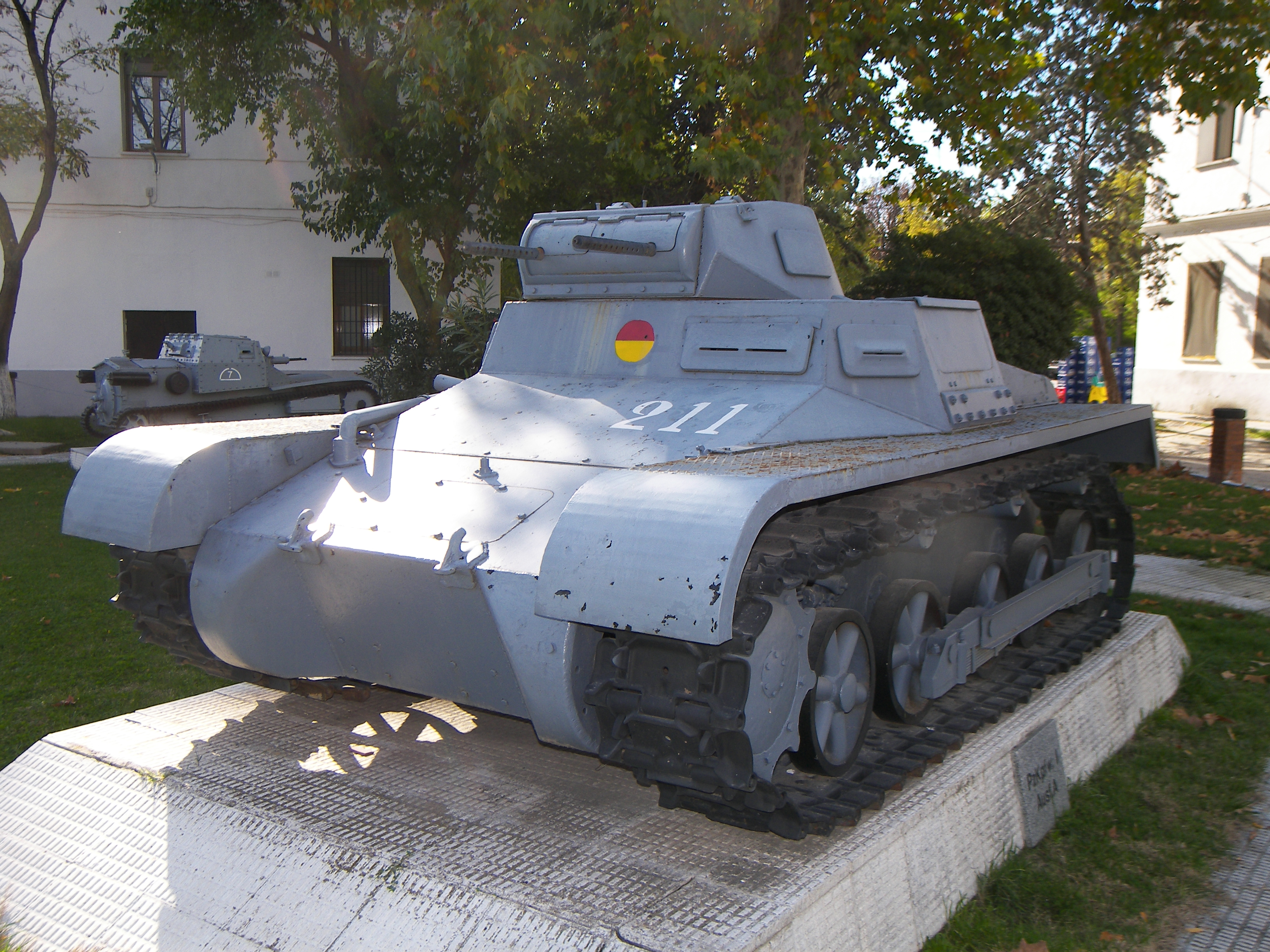
Panzer I Ausf. A à El Golos

En 1936, la victoire du Front populaire espagnol entraîna un coup d'État le 18 juillet et l'Espagne sombra dans la guerre civile. Après le chaos des premiers affrontements, deux camps se mirent en place, les « républicains » et les « nationalistes ». Dans cette guerre par procuration, les deux camps reçurent le soutien d'autres pays, essentiellement de l'Union soviétique et de l'Allemagne qui voulaient tester leurs tactiques et leurs matériels. Le premier chargement de chars étrangers, cinquante T-26 modèle 1933 soviétiques, fut livré aux républicains le 15 octobre. Le transport était surveillé par la marine allemande et l'Allemagne répondit immédiatement en envoyant 41 Panzer I aux nationalistes quelques jours plus tard. Cette première livraison fut suivie par quatre autres transports de Panzer I Ausf. B pour un total de 122 véhicules.
La première livraison de Panzer I fut acheminée sous le commandement du lieutenant-colonel Wilhelm Ritter von Thoma et combattit aux côtés des nationalistes de Franco au sein du groupe Imker, les formations terrestres de la Légion Condor. Entre juillet et octobre, une rapide avancée des nationalistes de Séville jusqu'à Tolède leur permet de menacer la capitale espagnole, Madrid. L'avancée nationaliste poussa le gouvernement de la Seconde République espagnole à quitter Madrid pour Barcelone et Valence. Pour essayer d'enrayer la progression des nationalistes et de gagner du temps pour la défense de Madrid, les blindés soviétiques furent déployés au sud de la ville sous le commandement du colonel Semyon Krivoshein (en) à la fin du mois d'octobre. À ce moment, plusieurs T-26 du capitaine Paul Arman participèrent à une contre-attaque républicaine contre la ville de Torrejón de Velasco pour essayer de couper les lignes de ravitaillement nationalistes. Ce fut le premier engagement blindé de la Guerre d'Espagne. Malgré des succès initiaux, la mauvaise communication entre les blindés soviétiques et l'infanterie entraîna l'isolement de l'unité d'Arman et la destruction de nombreux chars. La bataille marque également la première utilisation de cocktails Molotov contre des chars. Les Panzer I de von Thoma furent engagés du côté nationaliste quelques jours plus tard, le 30 octobre, et rencontrèrent immédiatement des difficultés relative à la faiblesse de leur blindage.

### États-Unis
Les États-Unis ont fait peu de développement pendant cette période : la traditionnelle cavalerie absorbait la majeure partie des fonds affectés au développement des unités de chars qui n’en étaient qu’une sous division. Même George S. Patton, personnage important pour son expérience des chars pendant la Première guerre, fut muté de la division blindée pour rejoindre la cavalerie. L'armée américaine avait en effet décidé de ne pas financer des unités de chars de combat.
Au cours des années trente, quelques tentatives de développement d'un char moyen amènent à la création des prototypes T2 en 1934 et T4 en 1936-1937. Ces essais se révèlent infructueux : la doctrine militaire ne concevant le char que comme un moyen d'appui de l'infanterie, ces véhicules sont uniquement armés de mitrailleuses, ce qui les rend peu intéressants par rapport à un char léger plus mobile et moins coûteux.

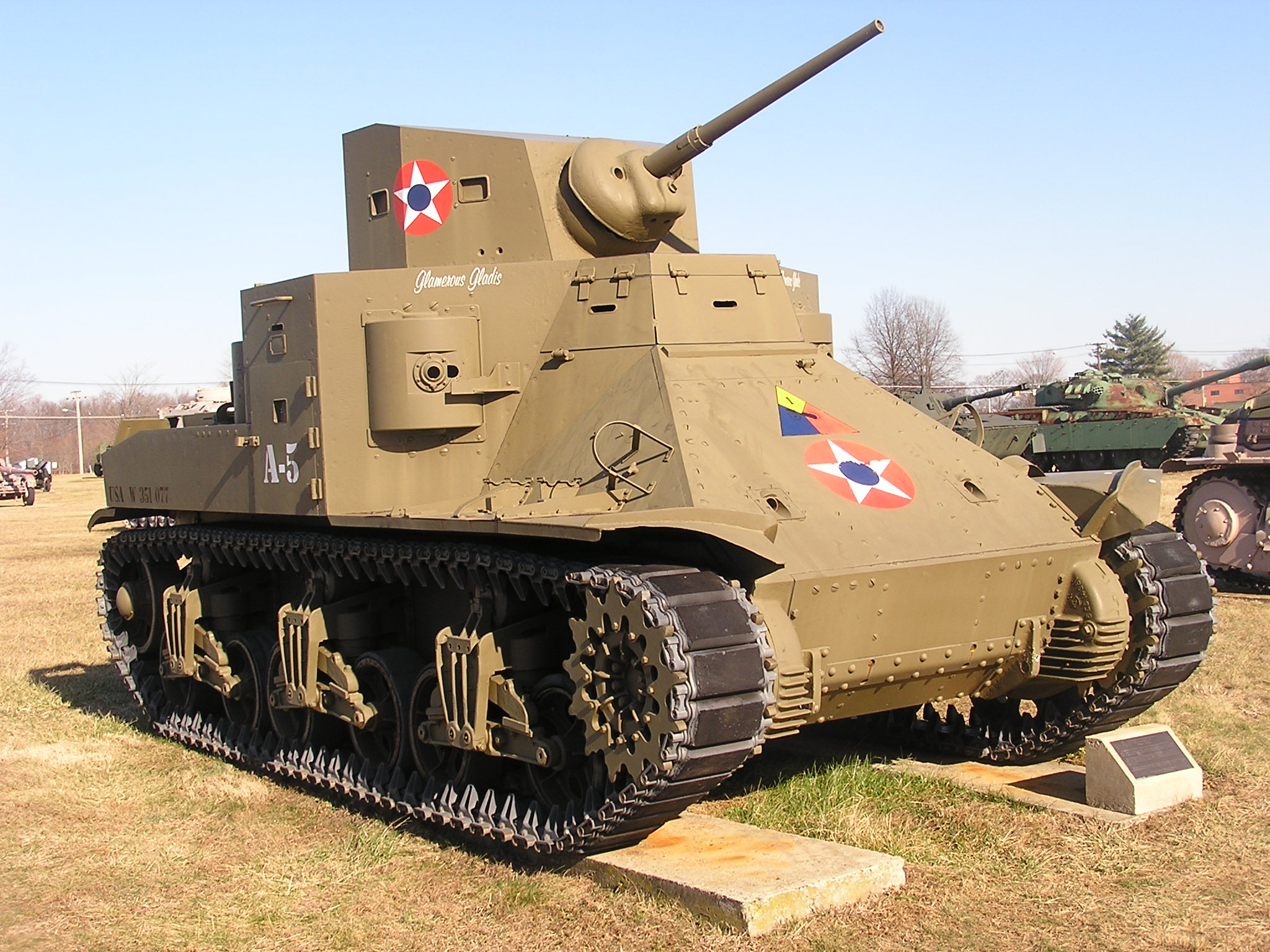
M2 medium tank à l'Aberdean proving grounds

Ce n'est qu'en mai 1936 que la résolution de ce problème est abordée avec le début du développement du T5, qui doit être armé d'un canon de 37 mm, en plus d'un minimum de six mitrailleuses. Il faut encore attendre février 1938 pour que soit livré le premier prototype, qui réalise dans les mois suivants ses essais à Aberdeen. Le T5 est finalement reconnu bon pour le service pendant l’été, sous le nom de M2, mais cette version est déjà obsolète : la guerre civile espagnole a mis en évidence la menace que représentent les canons antichars, or, pour des raisons de poids, le blindage du M2 a été considérablement limité, le rendant particulièrement vulnérable au 3,7-cm PaK 36 allemand. Une nouvelle version, dite « T5 phase III », avec un blindage plus épais et un nouveau moteur, commence donc à être développée à l'automne 1938, puis entre en production à l’été 1939 sous le nom de M2A1. Parallèlement, le canon de 37 mm étant considéré inutile pour du support d’infanterie, une nouvelle version est mise à l’étude. Le T5E2 se voit ainsi doté d'un obusier de 75 mm installé dans une casemate décentrée, la tourelle étant convertie en observatoire pour le pointage de l'arme.

### France

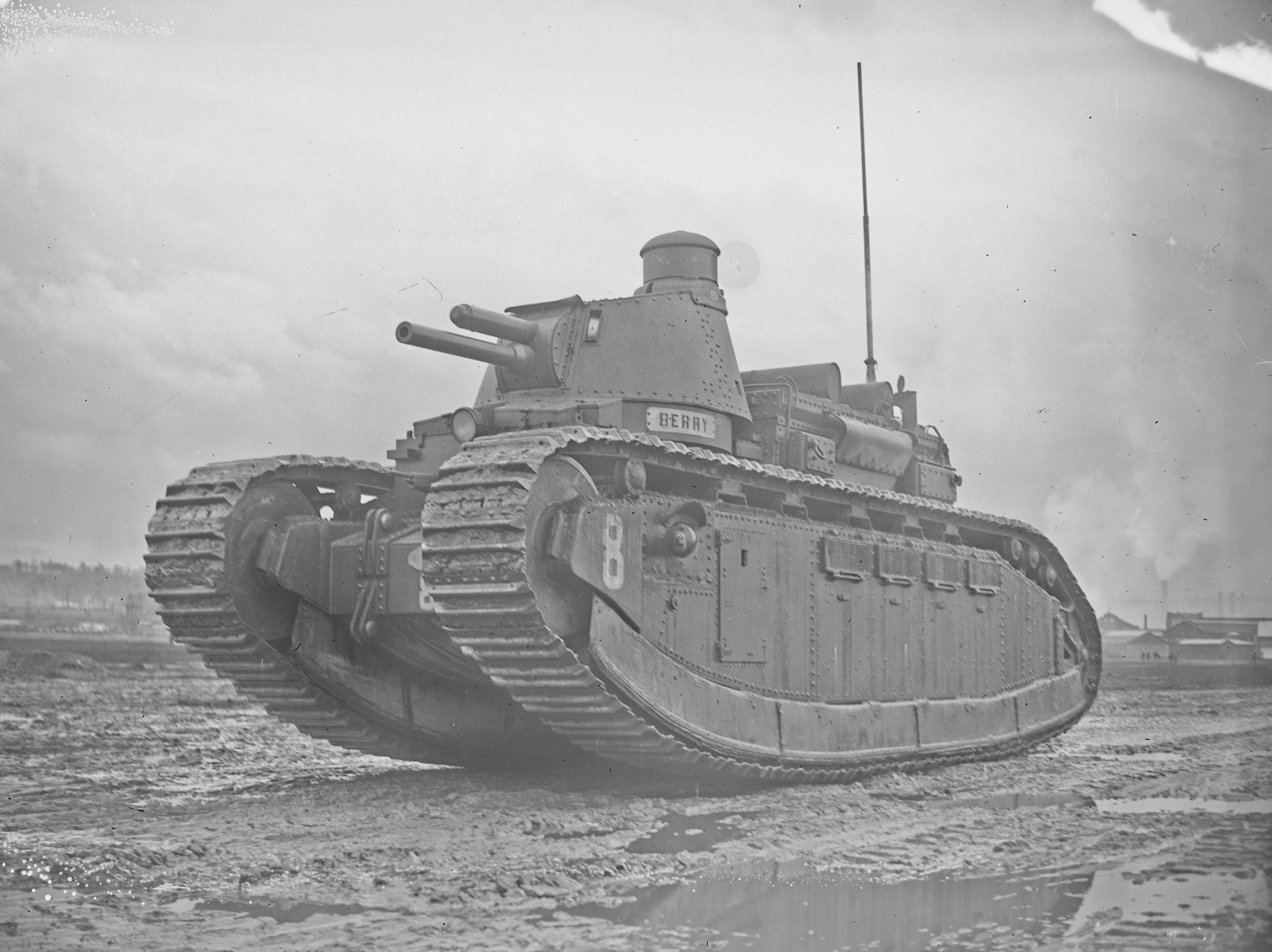
Char super lourd FCM 2C. Produit à 10 exemplaires utilisés dans des documents de propagande où leur masse écrasante de 68t impressionnait le public, tant français qu'allemand.

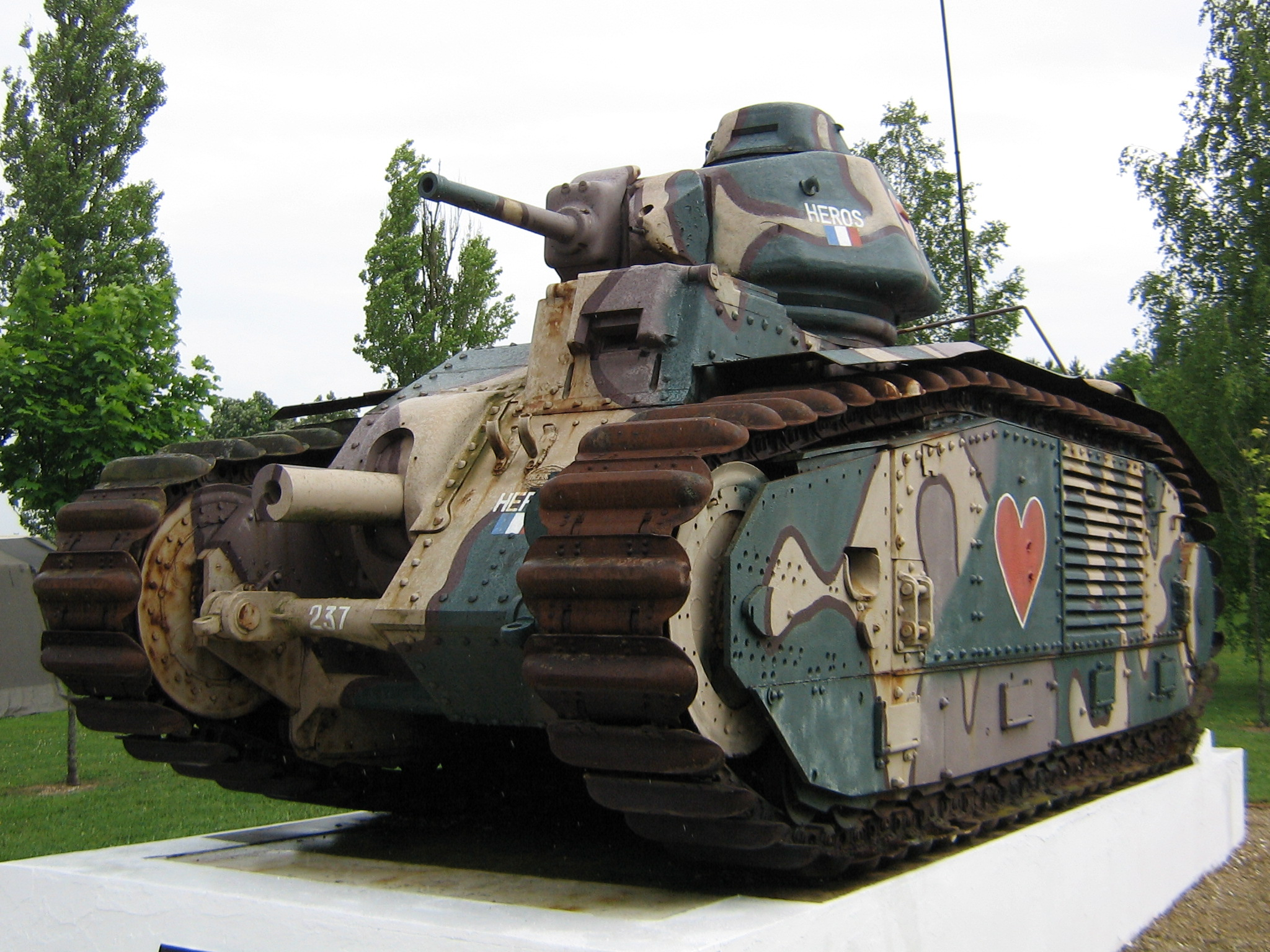
Char B1 bis 'Héros' à Mourmelon

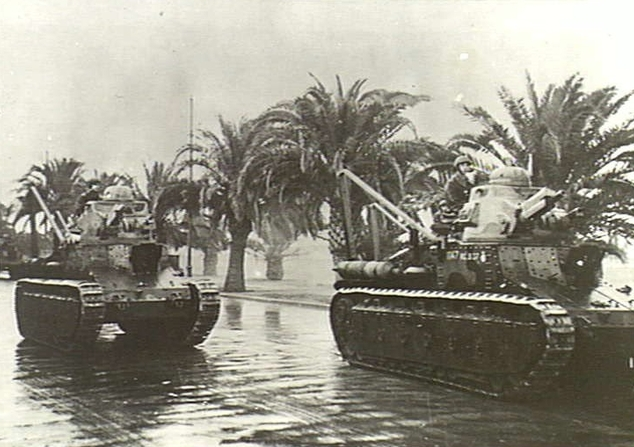
Char Renault D1

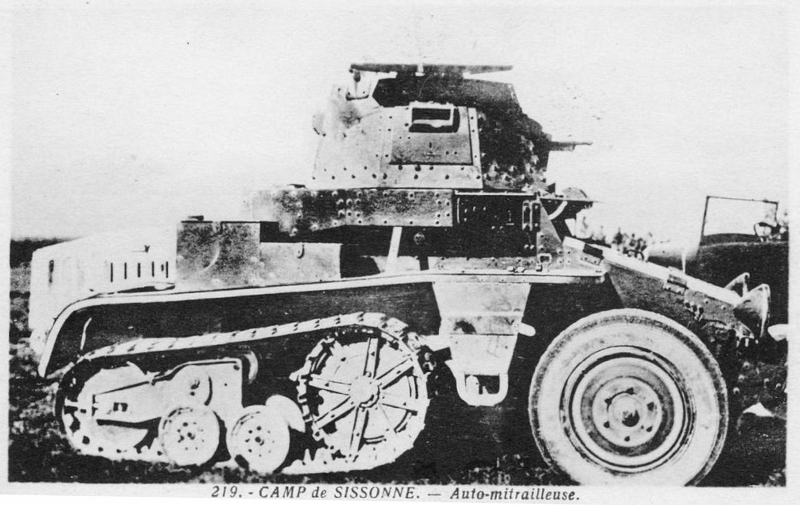
AMR Citroën-Kégresse P28 au camp de Sissonne dans les années 30

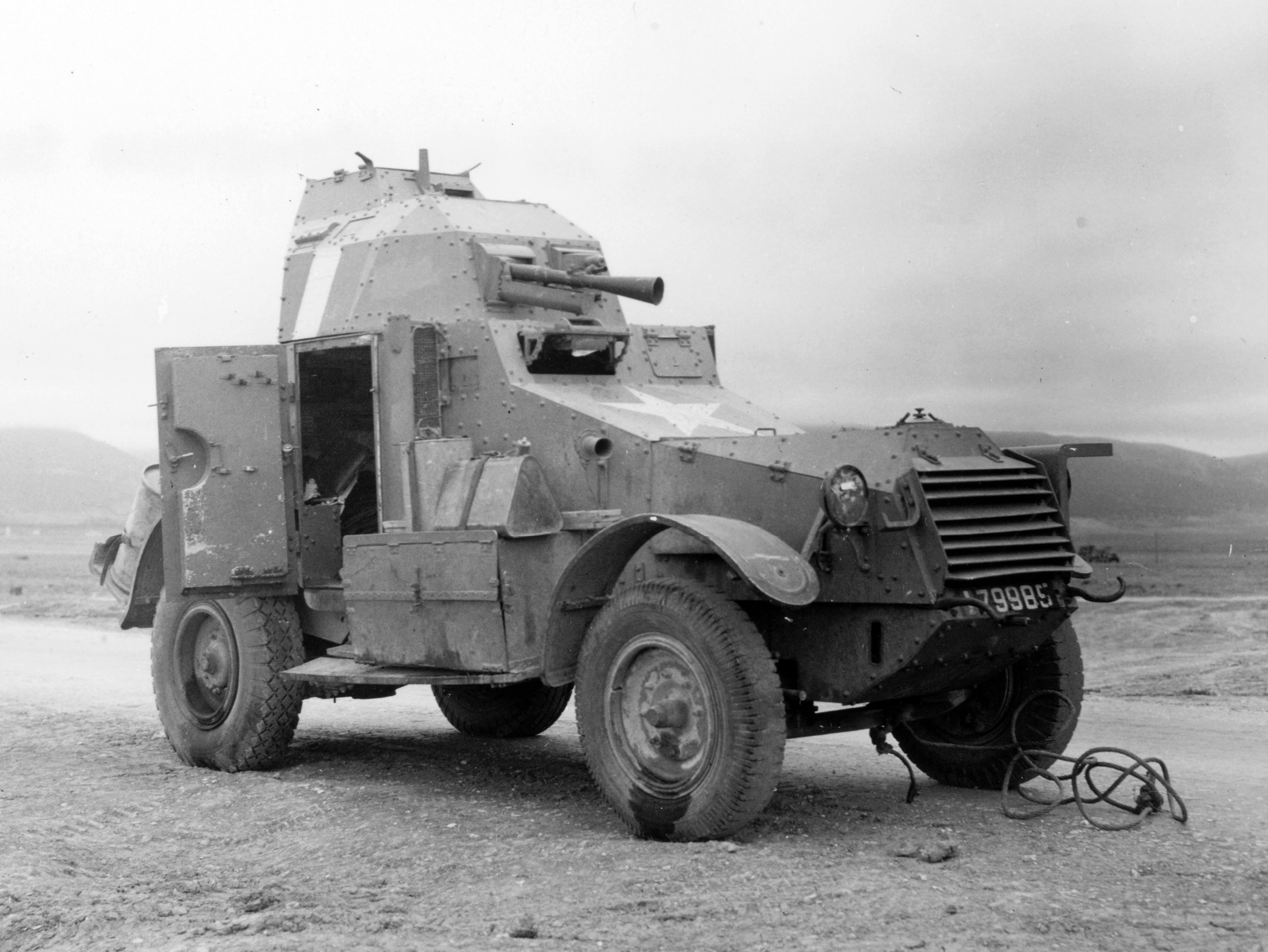
AMD Panhard 165/175 en Afrique du Nord

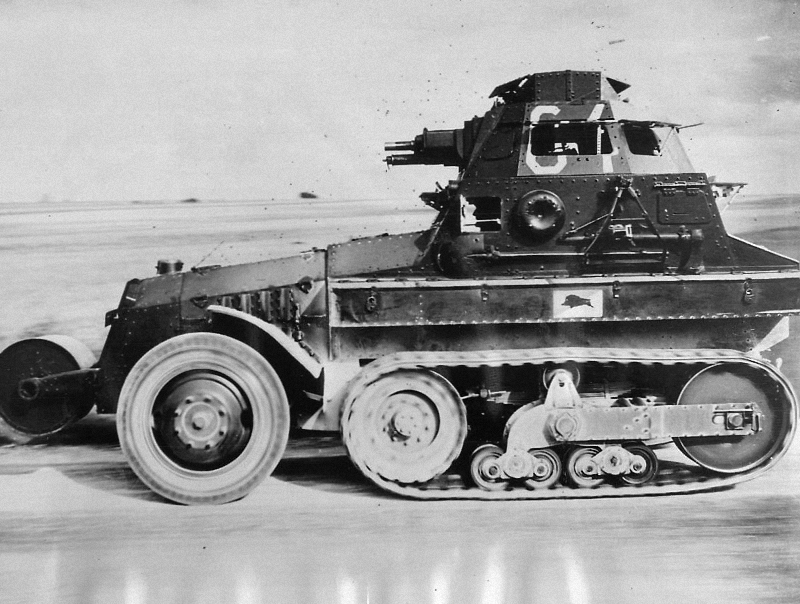
AMC Schneider P16

L’État engage la mise en chantier de projets ambitieux et innovants. Le transfert de l’artillerie d’assaut à l’infanterie allait la hiérarchiser en consacrant Renault, comme l’industriel indispensable. Deux projets seront lancés dans les années 1920 : le char moyen B et le char léger D. En dehors de l'achèvement en 1921 des chars super-lourds FCM 2C, la production de chars ralentit. Seules des initiatives privés voient le jour, notamment pour l'export.
Plusieurs raisons explique ce manque de volonté :
- facteur économique En 1918, la France est économiquement très atteinte : il faut reconstruire le pays, mais aussi s'occuper des blessés, des familles des morts. Le temps n'est donc pas au développement de nouvelles technologies et stratégies.
- facteur psychologique La France est considérée comme le « plus grand de tous les vainqueurs [de la Première Guerre mondiale] » [60]. Les officiers d'état-major ne voient donc pas de raisons de réformer l'armée.

En 1921, le général de division Jean Estienne demande aux sociétés Renault, FAMH, Schneider, Delaunay et FCM de développer des prototypes de chars moyens dits "B", d'une masse de 15 tonnes, armés d'un canon de 47 ou 75 millimètres en casemate et de deux mitrailleuses en tourelle. Ces blindés, propulsés par un moteur de 307 chevaux, doivent disposer d'une autonomie de 30 heures, être blindés à 50 millimètres à l'avant, 30 sur les côtés et 15 au plancher et au toit. Cette spécification est assortie d'un accord prévoyant la production de 120 chars par société.
Entre 1922 et 1924, pas moins de quatre prototypes de char B différents sont proposés. Deux le sont par Renault, les SRA et SRB, tous les deux mus par un moteur de la marque de 180 chevaux et armés d'un canon Schneider de 75 mm en casemate disposant d'un champ de tir de 1°30 de part et d'autre de l'axe du véhicule. Ils possèdent une mitrailleuse en tourelle. Le SRB se distingue du SRA par l'emploi d'une transmission hydraulique, pour assurer le pointage du canon par virage de la caisse. FAMH et Delaunay proposent un modèle propulsé par un moteur Panhard de 120 chevaux avec une transmission hydraulique Jeanney, une suspension pneumatique et armé d'un canon FAMH de 75 mm. Enfin, le prototype de FCM, le FCM-21, utilise le même canon que le précédent modèle mais utilise des embrayages latéraux pour assurer le pointage en direction.
Tous ces véhicules sont testés à l'annexe de Rueil, de l'atelier de construction de Puteaux, le 13 mai 1924. Les résultats sont assez décevants, seul le train de roulement du FCM donne satisfaction. En mars de l'année suivante, le général Estienne, partant du SRA et du SRB, définit le futur char B, seul le moteur étant déplacé pour dégager un couloir d'accès aux mécanismes. Il décide d'adopter la suspension pneumatique FAMH, le train de roulement du FCM-21, porte le blindage latéral à 25 millimètres et celui du toit et du plancher à quinze. Parallèlement, il lance aussi deux autres projets, les B2 et B3, blindés à 50 millimètres, mais leur masse dépassant 55 tonnes provoque l'abandon de ces projets. Le 27 janvier 1926, il est décidé de produire trois prototypes du Char B, un assemblé par Renault, un autre par FAMH et le dernier par FCM. Les deux premiers exemplaires sont armés par le canon de 75 FAMH, le dernier embarque le canon Schneider. Les trois prototypes de char B sont regroupés en octobre 1931, au sein d'un détachement d'expérimentation. Une première commande de sept chars avec un blindage de 40 mm est finalement signée en mars 1934, avec la répartition des commandes entre les différentes sociétés. En plus de leur blindage plus épais, ces chars embarquent un nouveau canon de 75 mm, conçu par l'atelier de construction de Bourges, une nouvelle tourelle APX-1 avec un canon de 47 mm SA34, et un moteur plus puissant. Au 9 juin 1936, 34 chars lourds B1 sont en service dans l'armée française.
Le programme d'armement de 1926 introduit le concept de char d'accompagnement, un engin léger, peu coûteux, facile à produire, déployé en combinaison avec de l'infanterie pour lui apporter protection et appui-feu. Ce rôle revient donc au Renault FT, vétéran de la Grande guerre, auquel il convient de trouver un remplaçant. Renault propose au tournant des années 1930 un char de 14 tonnes, le D1. Satisfaite par ses performances, la France commande 10 premiers matériels en décembre 1929, livrés en 1931, puis 150 matériels supplémentaires dont les livraisons s'échelonnent de 1932 à 1935. La conception du D1 sera reprise et améliorée sur son successeur, le char D2, qui prendra son service dans l'armée française à compter d'avril 1936.
En 1933, la firme Hotchkiss prend les devants pour proposer un concept de char d'accompagnement plus léger et meilleur marché. Cette initiative pousse le Conseil Consultatif de l'Armement à émettre, en août de la même année, de nouvelles spécifications pour un engin de 6 tonnes blindé à 30 mm dans toutes les directions et armé d'un canon de 37 millimètres SA 18. Plusieurs sociétés développent des prototypes, dont APX et FCM. Entretemps, le 21 juin 1934, le blindage fut porté à quarante millimètres et la masse à dix tonnes. La firme Renault parvient à présenter avant Hotchkiss, le 20 décembre 1934, un prototype désigné Renault ZM qui deviendra le Renault R35. Les Forges et chantiers de la Méditerranée présentent leur FCM 36 dont 100 exemplaires sont construits entre le 2 mai 1938 et le 13 mars 1939. Le char Batignolles-Châtillon restera un prototype. Le 19 août 1936, le troisième prototype Hotchkiss, pourvu d'une tourelle APX en acier coulé, fut accepté : les Hotchkiss H35 sont commandés. Les premiers chars de série furent testés sur le terrain, jusqu'au 4 décembre 1936. La direction de l'infanterie donnant sa préférence au char de Renault malgré sa vitesse plus faible par rapport au H35.
En plus des chars d'accompagnement et super-lourds, Renault développe des chars de type automitrailleuses légères et destinées à être le plus rapide possible.
À l'été 1931, la cavalerie française décide de définir trois types d'automitrailleuses :
- les AMR (automitrailleuses de reconnaissance) sont chargées d'accompagner les unités de cavalerie lors de leur déploiement (mouvement et combat)[63]
- les AMD (automitrailleuses de découverte) sont capables d'engager les blindés ennemis pendant leurs reconnaissances, tout en décrochant rapidement[64]
- les AMC (automitrailleuses de cavalerie) restent en réserve afin d'aller engager les chars ennemis[64] avec entre autres des Canon de 37 mm SA 18.

### Japon

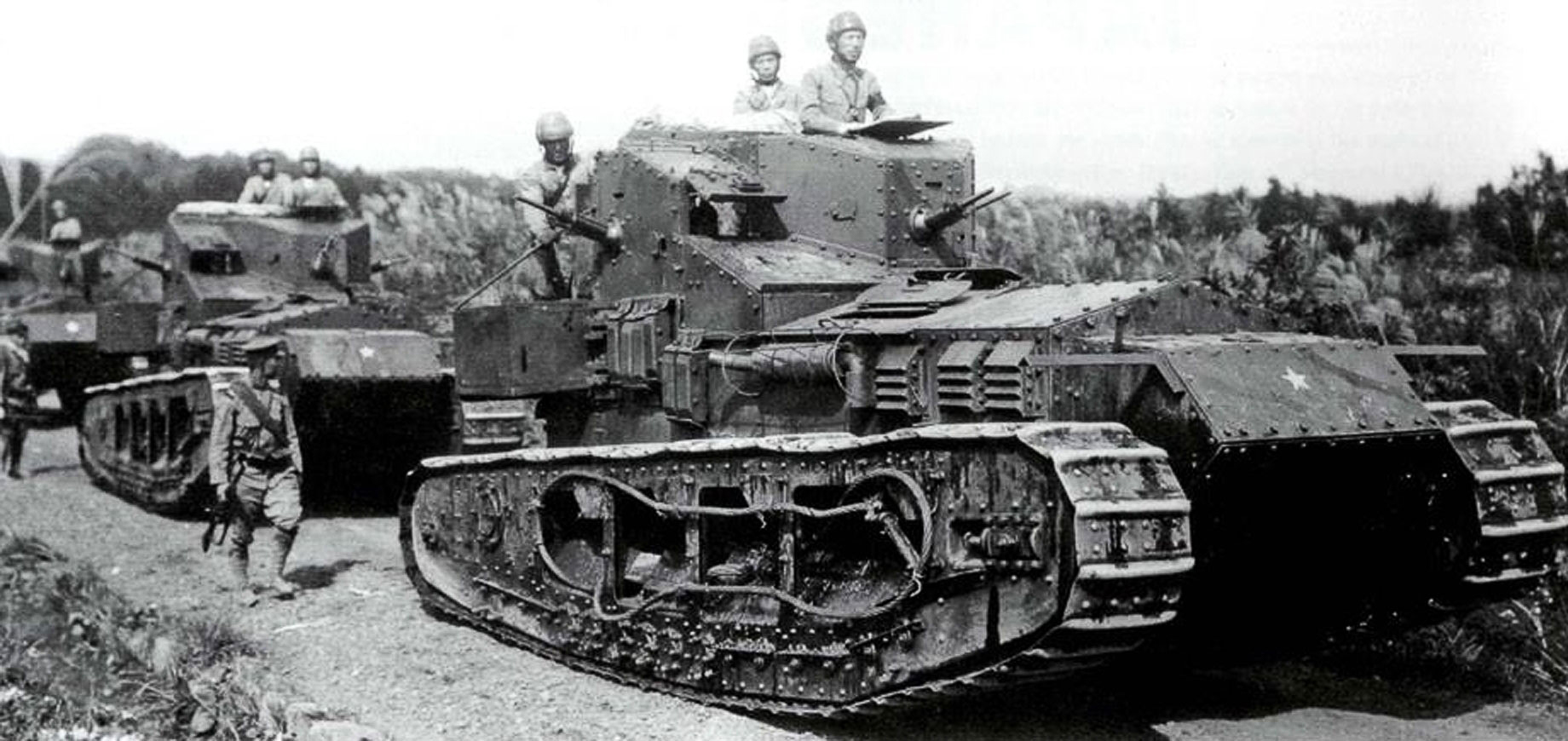
Chars Mark A Whippet anglais dans l'armée Japonaise

Après la Première Guerre mondiale, l'empire du Japon reçoit de ses alliés (France et Royaume-Uni) quelques chars qui sont étudiés et testés.

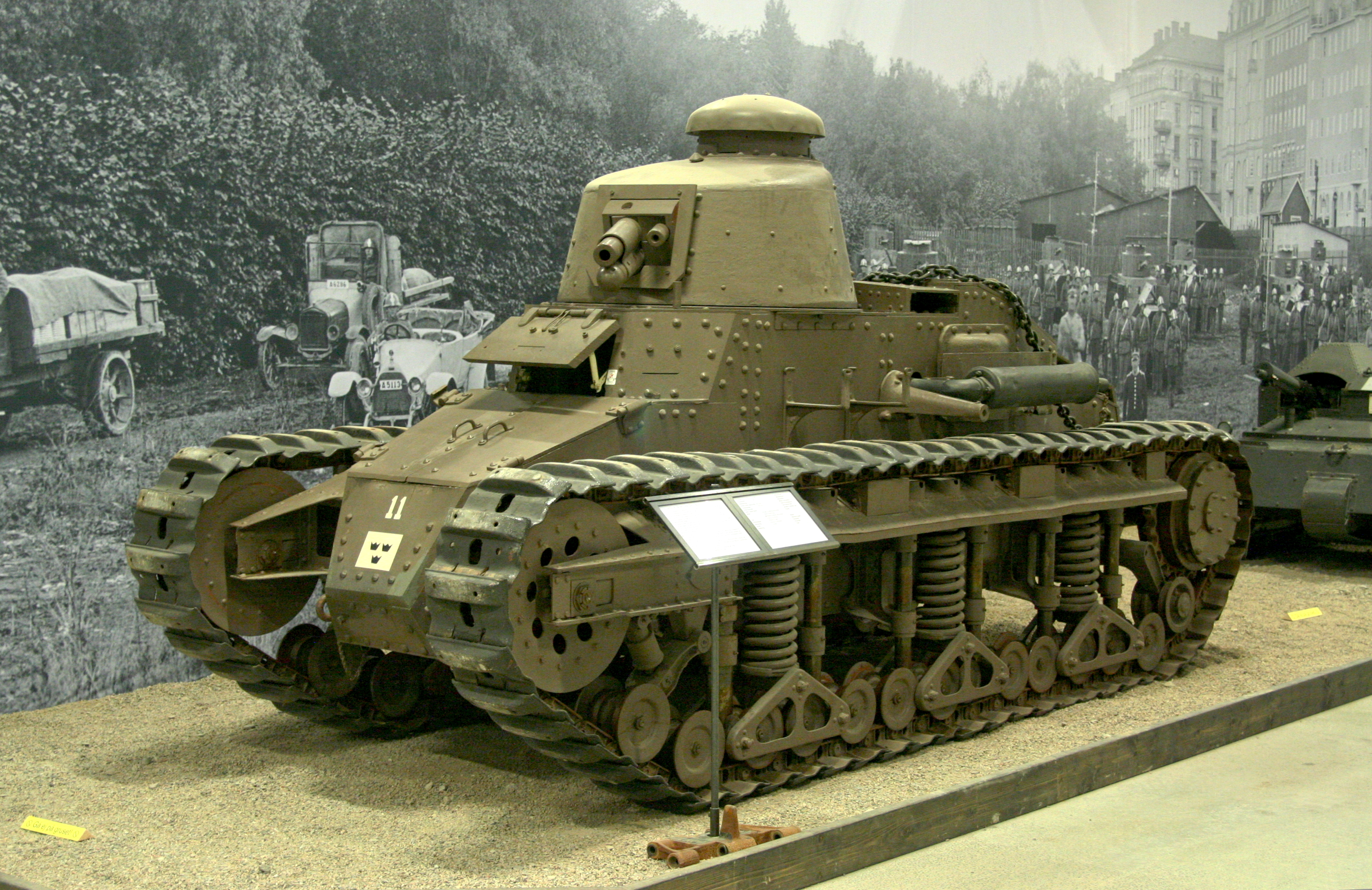
Renault NC 27

Après avoir vainement tenté de moderniser son char FT et notamment d'améliorer sa vitesse, la société Renault se lance à partir de 1923 dans l'étude et la réalisation de deux prototypes de chars, les modèles NC1 et NC2 qui, pour des raisons de budget, rempruntent de nombreux éléments de leur prédécesseur. Testés dès 1925, le NC2 est tout de suite abandonné tandis que le NC1 fera l'objet d'une commande en 1927 de 10 matériels de la part du Japon commercialisés sous le nom de char NC 27 et rebaptisé Otsu Gata Sensha (japonais : 乙型戦車 Char type 2)
par les Japonais. Cette version améliorée du FT17 sera utilisée lors de la conquête de la Chine.

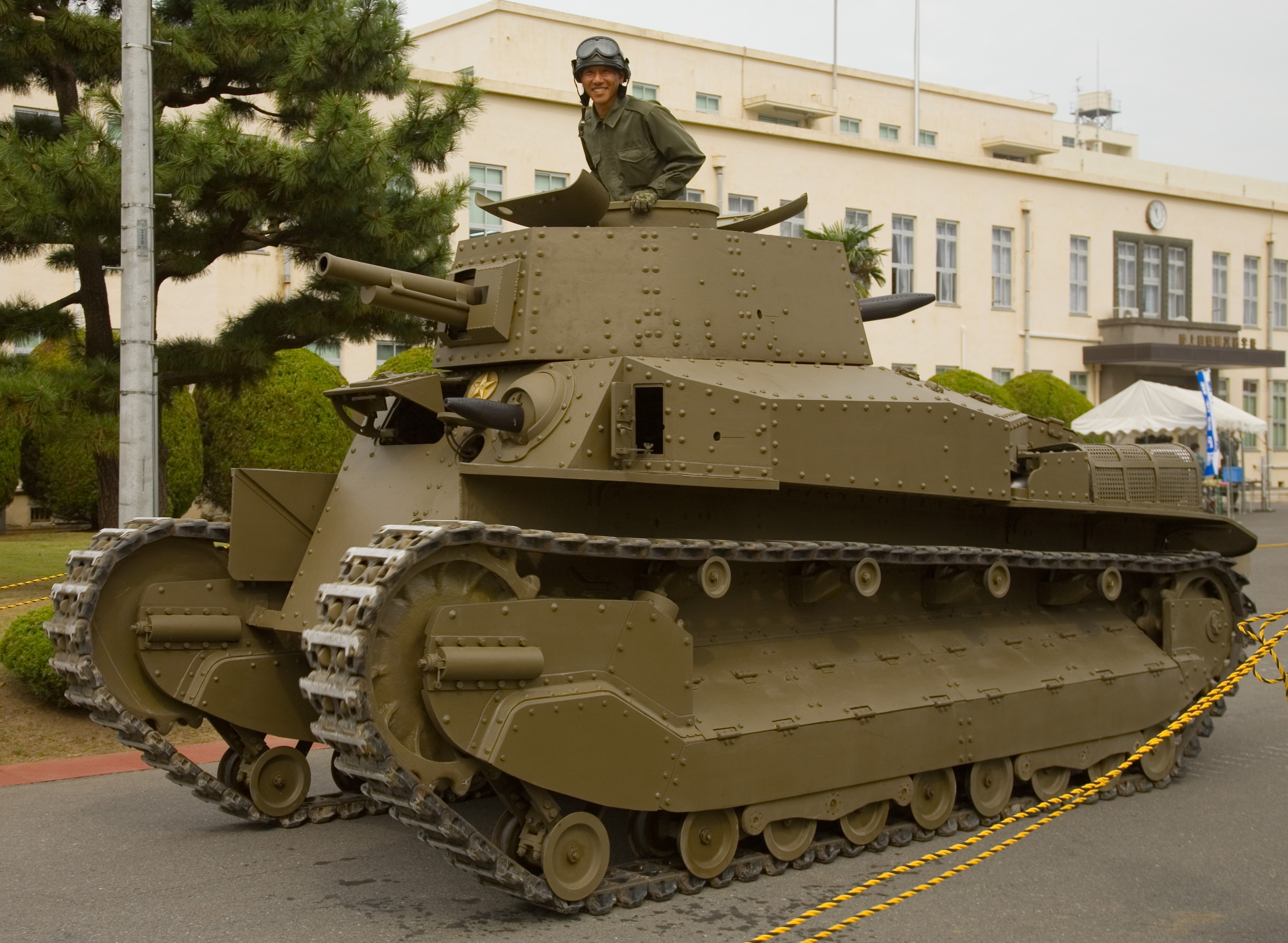
Type 89 Chi-Ro à Tsuchira

Le premier char de construction japonaise opérationnel est le char moyen Type 89 I-Go (ou Chi-Ro) (八九式中戦車　イ号, Hachikyū-shiki chū-sensha I-gō). En 1937, l’AIJ crée une brigade mobile mixte de deux régiments de chars soutenus par un régiment d’infanterie motorisée. Cette brigade est dissoute en 1938.
En 1935, durant une réunion au Bureau technique de l'armée, le char léger Type 95 Ha-Gō fut présenté comme étant un char moyen pour les unités d'infanterie mécanisée. L'infanterie considérait que son blindage n'était pas assez épais pour appuyer son avancée vers les lignes ennemies, mais la cavalerie affirmait que la vitesse élevée du char ainsi que son armement compenseraient son faible blindage. Finalement, l'infanterie admit que le Type 95 était non seulement supérieur à tout autre véhicule blindé mais également la seule alternative disponible au Type 89.
La production du Type 95 Ha-Gō commença en 1935 au sein des industries lourdes Mitsubishi. En 1939, 100 exemplaires avaient été construits. Mitsubishi fabriqua un total de 853 chars dans ses usines, tandis que 1 250 autres étaient produits par l'arsenal de Sagami, les usines Hitachi, Niigata Tekkoshō, Kobe Seikoshō et l'arsenal de Kokura[réf. nécessaire].

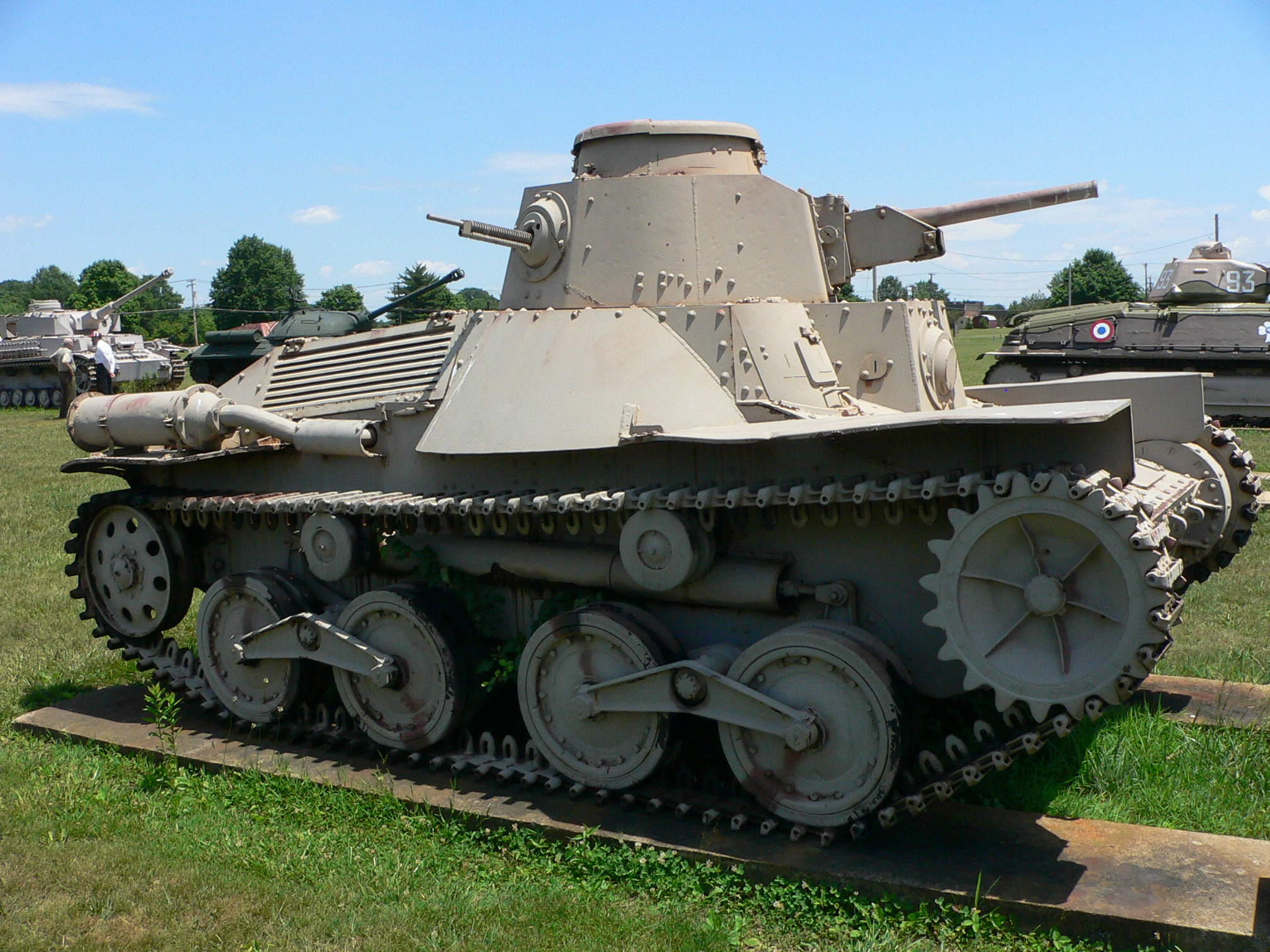
Un Type 95 vu du côté droit.

Le Type 95 constituait une amélioration majeure par rapport aux chars légers et chenillettes de l'armée impériale japonaise conçus jusqu'alors, mais il servit rapidement de base à un intense programme de production de variantes améliorées telles que le modèle Manshū (Type M) qui descendait directement du Ha-Gō. Celui-ci était techniquement identique, mais il avait été développé et mis au point par les écoles de tankistes de l'Armée du Guandong basées au Mandchoukouo et sa construction en grand nombre avait été planifiée pour composer et équiper les futures unités blindées de l'armée impériale du Mandchoukouo, et il était aussi prévu que la production de ces chars se fasse dans cet État.

### Royaume-Uni
Tout au long de cette période, plusieurs classes de chars de combats étaient communes, la majeure partie des avances ayant lieu au Royaume-Uni. Des chars légers, pesant dix tonnes ou moins, furent employés principalement pour des tâches de surveillance. Ils possédaient généralement un canon léger et efficace contre d'autres engins du même type. Les chars moyens ou les chars rapides étaient légèrement plus lourds, privilégiant le déplacement à grande vitesse et sur de longues distances. Les chars lourds ou chars d'infanterie étaient fortement blindés et généralement très lents. Le  Matilda Mark I est développé à partir de l'expérience de 1917, consistant à utiliser les chars uniquement comme soutien de l'infanterie. D'après le cahier des charges de 1934, il doit être doté d'un blindage pouvant résister aux canons antichars de l'époque et pouvoir évoluer sur des terrains difficilement praticables. Mis au point par Vickers-Armstrongs, il s'inspire à la fois du concept des chenillettes britanniques Carden-Loyd et de celui du char français Renault FT. Il possède un équipage de deux hommes et une tourelle unique armée d'une mitrailleuse de 7,7 mm. L'idée globale était d'employer des chars d'infanterie dans les combats rapprochés avec l'infanterie pour effectuer une percée, leur blindage épais leur permettant d’encaisser les armes antichar ennemies. Une fois que cette force combinée avait cassé les lignes ennemies, des groupes de chars rapides étaient envoyés dans la brèche (chars Cruiser). Ils agissaient ainsi loin derrière les lignes pour attaquer l'infrastructure d’approvisionnement et des unités de commandement. Ce schéma (one-two) était la philosophie de base des divisions blindées britanniques. Il fut adopté par les Allemands comme composant important du concept du Blitzkrieg.
Les Cruisers, aussi appelés chars de cavalerie ou chars rapides, de l'Entre-deux-guerres comprennent le Cruiser Mk I (A-9), le Cruiser Mk II (A-10), le Cruiser Mk III (A-13 Mk I) et le Cruiser Mk IV (A-13 Mk II), qui furent utilisés plus tard durant la bataille de France, en Grèce et en Afrique du Nord. Les Cruiser Mk III et Cruiser Mk IV furent les premiers à bénéficier de la suspension Christie, après que des officiers britanniques eurent observé des manœuvres de chars soviétiques BT en 1936 (russe : Быстроходный танк, bystrokhodniy tank : « tank rapide »). La plupart étaient armés du canon anti-char Ordnance QF 2 pounder (40 mm), qui avait le meilleur pouvoir pénétrant de l'époque, mais ne disposait pas de munitions à haut pouvoir explosif. Cela rendait les Cruisers vulnérables aux canons antichars cuirassés. Cependant, comme combattre les chars ennemis faisait partie de leur rôle prévu, les Cruisers furent les premiers tanks à bénéficier du nouveau canon Ordnance QF 6 pounder (57 mm), et beaucoup d'efforts furent faits (en vain) pour créer un Cruiser équipé du canon Ordnance QF 17 pounder (76 mm).

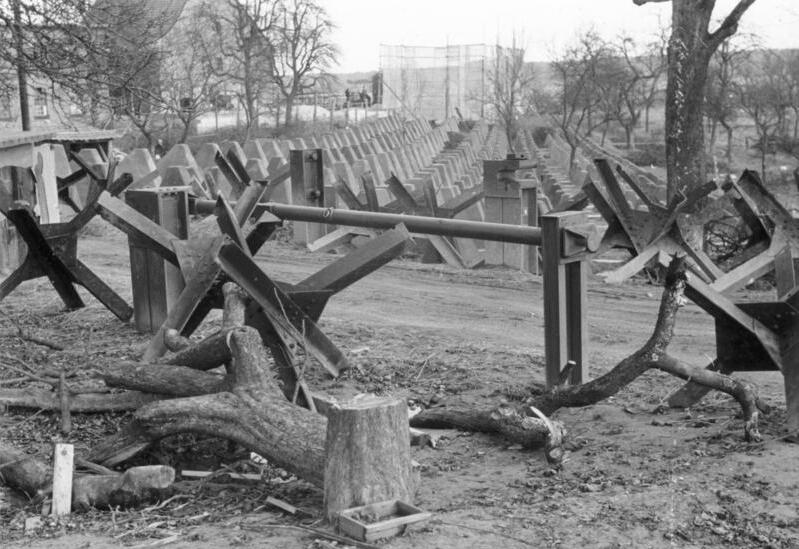
La multiplication du nombre de char en usage par les armées modernes a mis en avant une certaine vulnérabilité dans la défense, que l'on a tenté de combler par des lignes anti-char, destinées à bloquer tout véhicule, et à pouvoir aussi les attaquer en tant que cibles immobiles.

La doctrine de J.F.C. Fuller (major-général britannique de la Première Guerre mondiale) servit de base au travail de tous les chefs de divisions blindées : Hobart en Grande-Bretagne, Guderian en Allemagne, Chaffee aux États-Unis, De Gaulle en France, et Toukhatchevski en Union soviétique. Ironiquement, ce sont les Allemands qui suivirent le plus la théorie de Fuller en l'appliquant dans le cas de la Blitzkrieg. Fuller préconisait de contourner les zones de forte activité ennemie pour encercler l'adversaire et le détruire. L'Armée rouge préféra quant à elle une approche avec des opérations en profondeur. Mikhaïl Toukhatchevski développa l'art opératif durant les années 1920. Opérations en profondeurs mises en œuvre par Joukov et Vassilievski, notamment, sur le Front de l'Est.
C'est à ce moment-là que fut investi de l'argent dans la mise au point de chars spécialisés dans les combats anti-chars. L'essentiel des moyens était concentré sur des armes puissantes pour lutter contre les chars et d'autres armes du même genre, incluant des engins destinés à détruire les tanks. Aux États-Unis, on concevait les chars pour qu’ils soient capables d’éviter les tirs ennemis. La Grande-Bretagne prit la même voie, et les deux pays produisirent des chars légers dans l'optique qu'avec la vitesse, ils pourraient tirer plus vite et éviter d’être frappés, comparant leurs chars à des canards.
En pratique, ces concepts se sont avérés dangereux. L'augmentation du nombre de chars sur les champs de bataille impliquait d'avoir des engins polyvalents. Les chars devaient à la fois assurer leur défense, lutter contre les autres chars et pouvoir lancer des attaques. Les chars uniquement conçus pour faire face à leurs homologues étaient inutiles contre les autres menaces. Ils ne convenaient pas à des opérations de soutien de l'infanterie. Vulnérabilité du char et capacité de destruction anti-char ont été rapidement les leitmotivs des concepteurs de l’époque créant une véritable course au « blindage le plus épais » et au « plus gros canon ». La forme du char, auparavant purement guidée par des considérations de dégagement d'obstacles, a beaucoup changé avec un profil bas souhaitable pour la discrétion et la stabilité.

### Union des républiques socialistes soviétiques

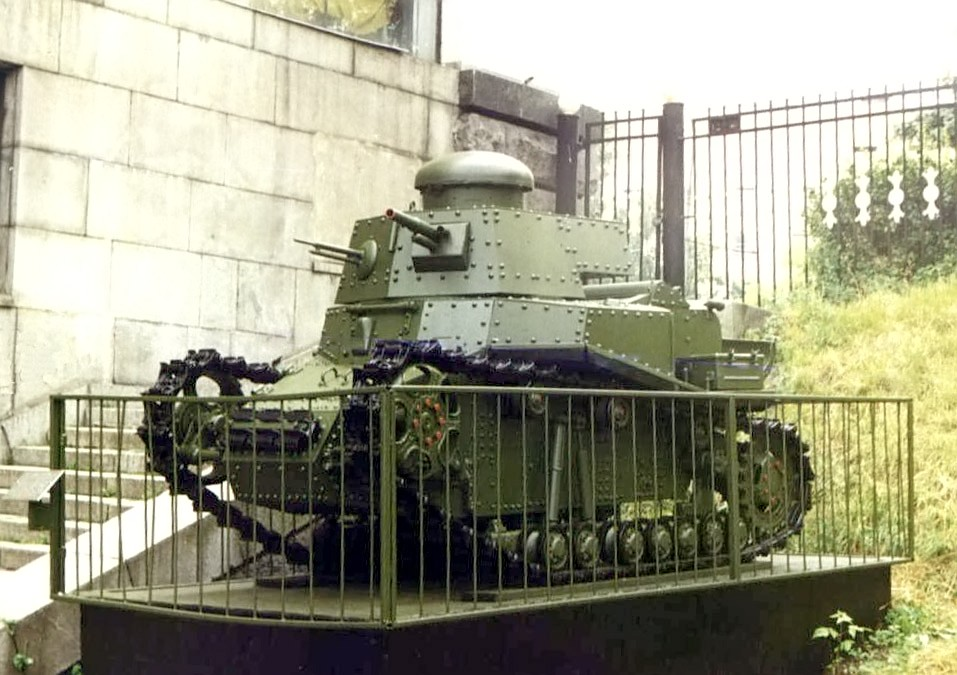
Char soviétique T-18 (aussi connu sous le nom de MS-1)

Le MS-1 (également appelé T-18, en russe maliy soprovozhdeniya, perviy, « Premier véhicule de soutien ») fut le premier char de conception purement soviétique, produit à partir de 1928 et jusqu'en 1931. C'était une copie du char français Renault FT, dont un exemplaire a été capturé par l'armée rouge en 1919. L'engin a été confié à l'usine de Sormovo, nommée à l'époque Krasnoïé Sormovo (Sormovo rouge) qui était chargée de le reproduire et de lancer sa fabrication de 15 blindés jusqu'à fin 1920.avec en plus un système de suspension à ressorts verticaux. Ce char fut conçu par le professeur V. Zaslavsky dans les nouvelles usines d'armement de l'URSS construites depuis peu sous la direction centrale de l'industrie militaire. Le moteur de 35 chevaux, qui était une copie du moteur de 15 chevaux italien conçu par Fiat, fut fourni par les usines AMO de Moscou, et le canon était une copie modifiée du 37 mm Modèle 1885 TR système Hotchkiss. La suspension à ressorts qui permettait au char de se déplacer plus rapidement sur des sols rugueux et cahoteux fut l'amélioration la plus importante des usines Renault. Un prototype nommé T-16 fut testé en juin 1927, et approuvé pour la production dès le mois de juillet, avec les améliorations provenant du MS-1.
Sa production avait lieu au sein de l'usine Obukhov de Leningrad (plus tard renommée usine Bolshevik), et débuta en mai 1928. Les 30 premiers exemplaires produits présentèrent de sérieux problèmes techniques. Après plusieurs arrêts, la construction d'un nouveau modèle amélioré du MS-1 avec un moteur de quarante chevaux ainsi qu'une tourelle pivotante fut lancée de 1929 à 1931, aboutissant à la production d'un total de plus de 1 000 unités de ce type.

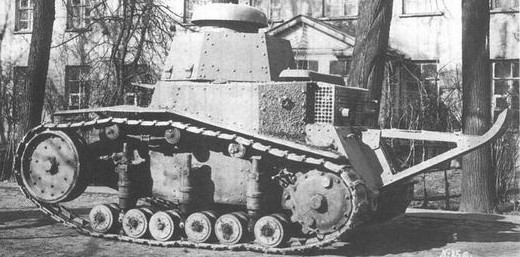
T-16 tank

Un nombre notable de modèles expérimentaux basés sur le T-16 et le MS-1 furent testés à l'usine Bolshevik, ce qui amena à la création du char T-19 avec son moteur de 90 chevaux en 1931, ainsi que le T-20 doté d'un moteur de 60 chevaux. Le nouveau service de conception de chars « T2K » (plus tard renommé Service de conception de blindés de Morozov) situé dans l'usine de locomotives de Kharkov utilisa le T-18 comme base pour la construction d'un nouveau char, le T-24.
Une compagnie militaire expérimentale équipée de T-18 prit part à la défense de la ligne de chemin de fer soviétique située le plus à l'est de l'Union soviétique, située dans la région de Vladivostok, contre les forces mandchoues en 1929.
Le T-18 et ses modèles dérivés furent dans l'ensemble des chars peu efficaces et n'apportèrent pas de succès notable à l'Armée rouge mais ils donnèrent cependant à l'industrie soviétique leurs premières expériences en termes de conception de véhicules blindés, et dans le même temps des plans de construction de nouveaux chars étrangers furent disponibles pour en produire en grand nombre par l'industrie soviétique.

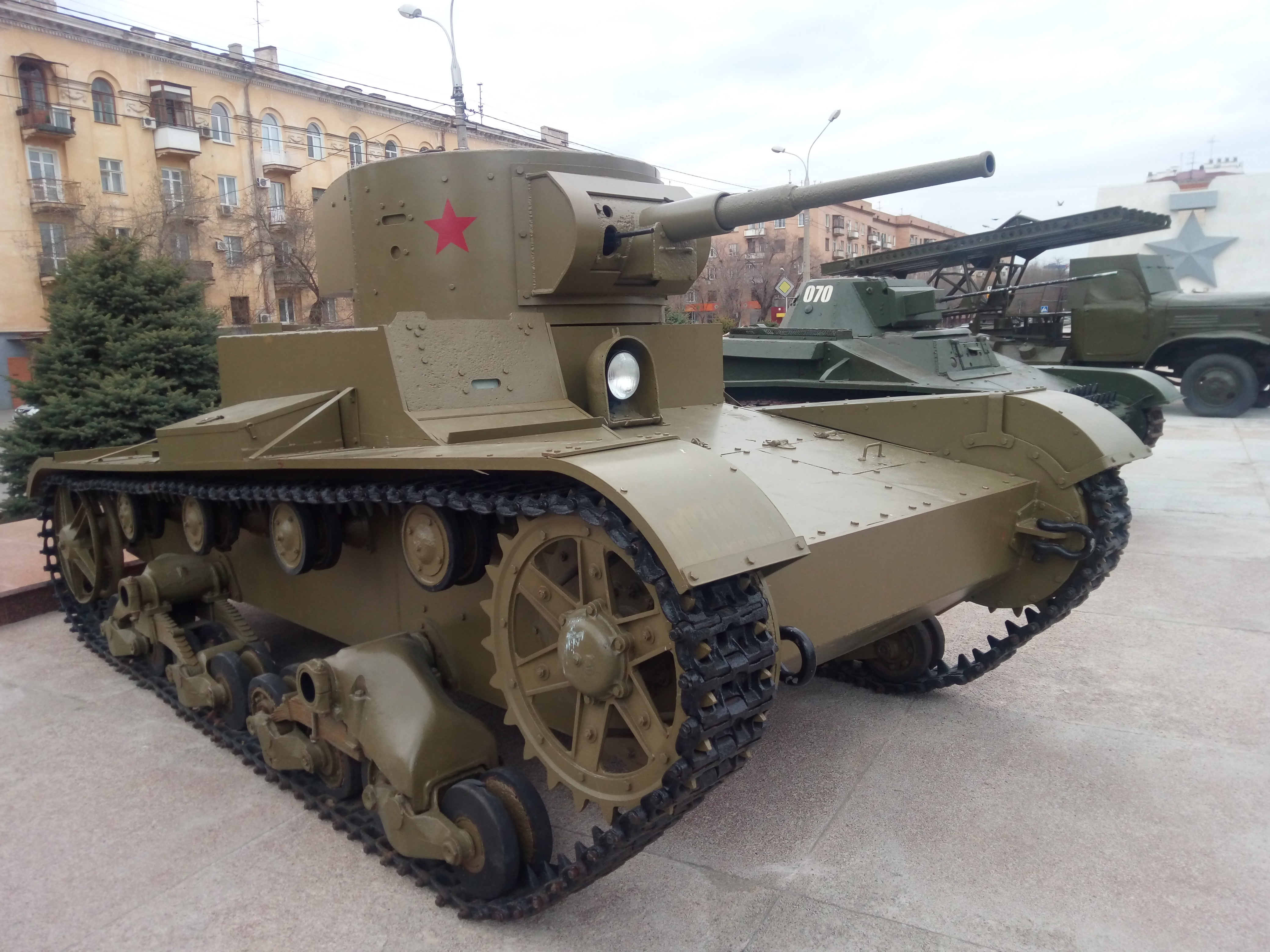
CHar léger T-26

Le T-26 est un char léger d'infanterie produit par l'URSS de 1931 à 1941, à près de douze mille exemplaires. Cherchant à remplacer ses MS-1 vieillissants, l'Union soviétique achète en 1931 quinze chars Vickers Mark E type A à Vickers-Armstrongs, ainsi qu'une licence de production. Les blindés britanniques sont testés à l'académie de l'artillerie Dzerjinskiy, à Léningrad. Le ministère de la Guerre donne l'ordre de mettre ce véhicule en production, alors même que les études et les essais n'ont pas été réalisés. C'est un des chars les plus réussis des années 1930. Il constitue l'ossature des forces blindées de l'armée rouge en 1941.

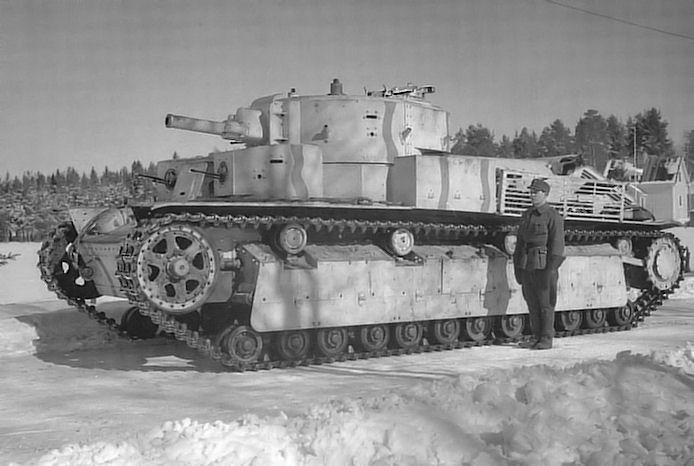
Char moyen T-28

Le T-28 est un char d'assaut moyen soviétique dont le prototype fut prêt en 1931. La production en série commença à la fin de l'année 1932. Son rôle était le soutien de l'infanterie lors de l'attaque de zones défensives fortifiées. Il est conçu pour soutenir le char lourd T-35 avec lequel il partage de nombreux éléments.

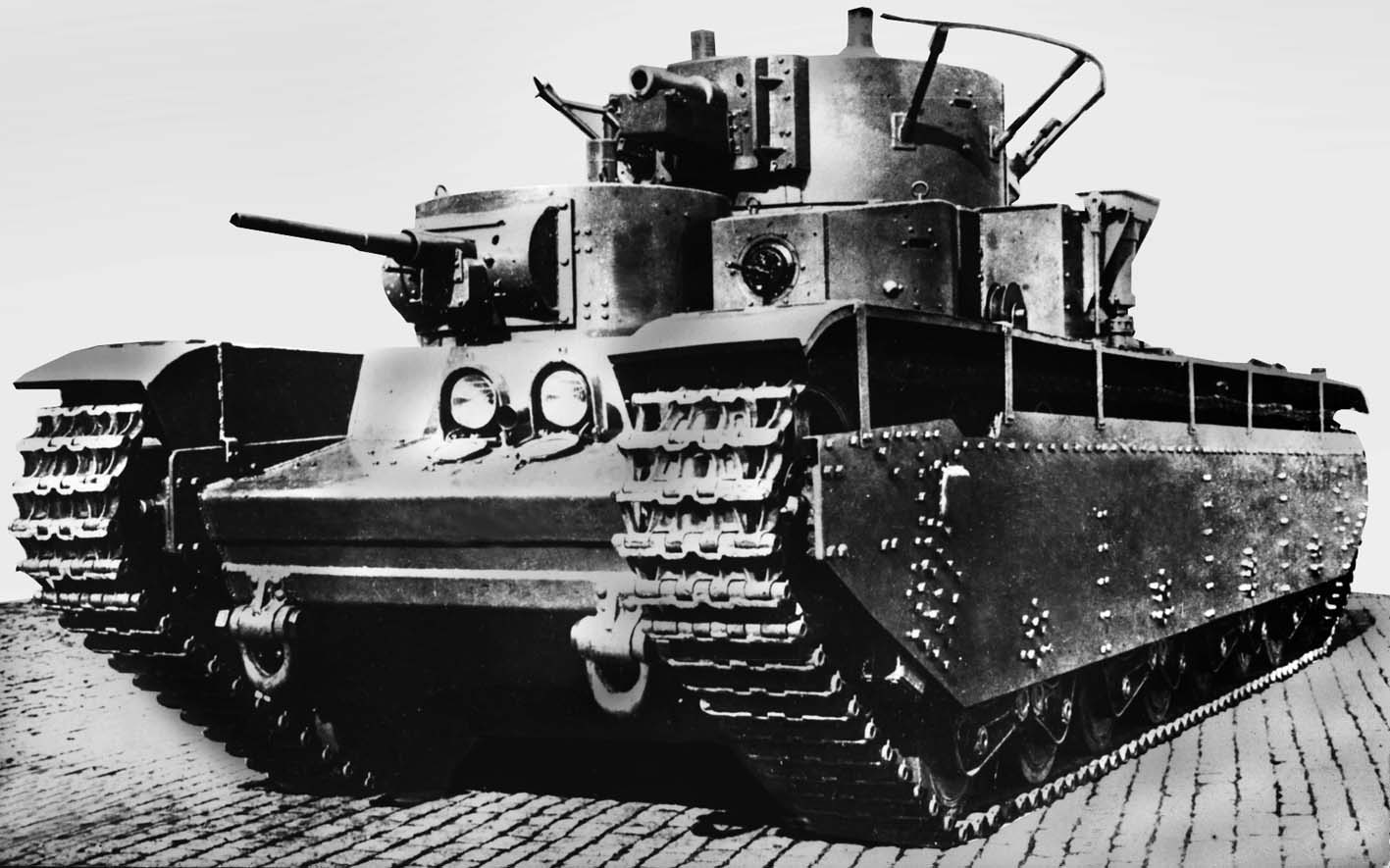
Char lourd T-35

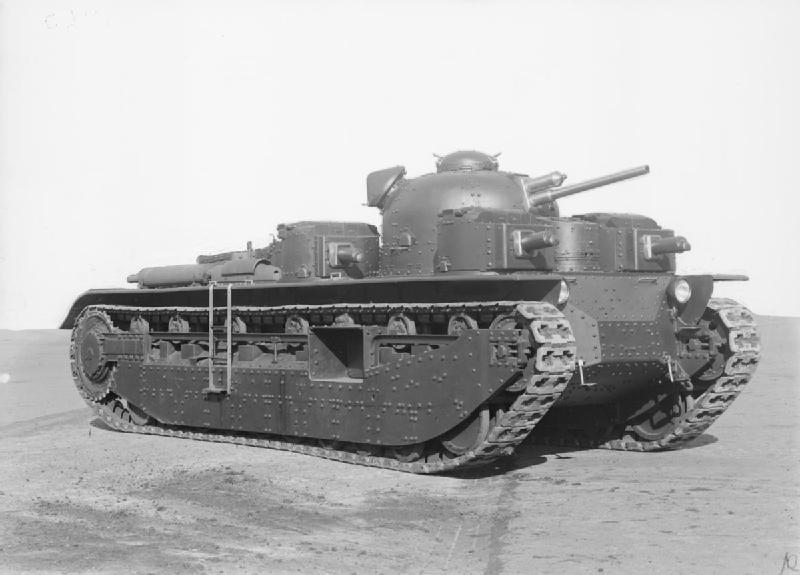
Char britannique Vickers A1E1 Independent

Le T-35 est un char lourd inspiré du Vickers A1E1 Independent (en) avec ses cinq tourelles, ses 50 tonnes et ses onze membres d'équipage mit quatre ans pour devenir opérationnel, après trois essais infructueux (T30, T35-1 et T35-2). Produit en petite quantité (environ 70 exemplaires), il posa continuellement des problèmes de mise au point de son moteur et de sa transmission, qui contraignirent à une modernisation en 1937 et à une standardisation de ses tourelles avec celles du char T-28. Sa masse interdisait le renforcement de son blindage déjà trop faible lors de sa sortie et il se révéla impossible à commander du fait de la séparation de ses postes de combat.
Les chars BT (ou « БТ », pour Bystrokhodny Tank - du russe Быстроходный танк, littéralement « tank véloce ») sont une série de chars rapides soviétiques conçus au début des années trente. Ils ont joué un rôle majeur dans le développement de la force blindée soviétique, et ont constitué les premiers modèles de chars disponibles en grand nombre qui permirent de développer des doctrines mécanisées. Même si ces doctrines furent déconsidérées et oubliées juste avant le début de l'invasion allemande, elles ouvrirent la voie à celles, ultérieures, qui utilisèrent le descendant des BT, le T-34.
Le bureau 72K, rattaché à l'usine de machines à vapeur de Kharkov, déjà concepteur du char T-24, fut chargé, en 1930, de mettre au point un char rapide capable de se mouvoir soit sur chenilles, soit sur roues, à l'exemple des prototypes du char M30 achetés à Walter Christie aux États-Unis. Pour lancer le projet, l'ingénieur militaire N. M. Toskina, de l'administration de la mécanisation de l'armée, fut détaché au bureau d'étude. Le projet fut mené sous le nom de OBT (char rapide expérimental), dont le premier exemplaire fut assemblé en septembre 1931. Après quelques modifications de détail, le char fut alors lancé en production sous le nom de BT-2 et, le 7 novembre de la même année, trois des premiers chars produits défilaient sur la Place Rouge.

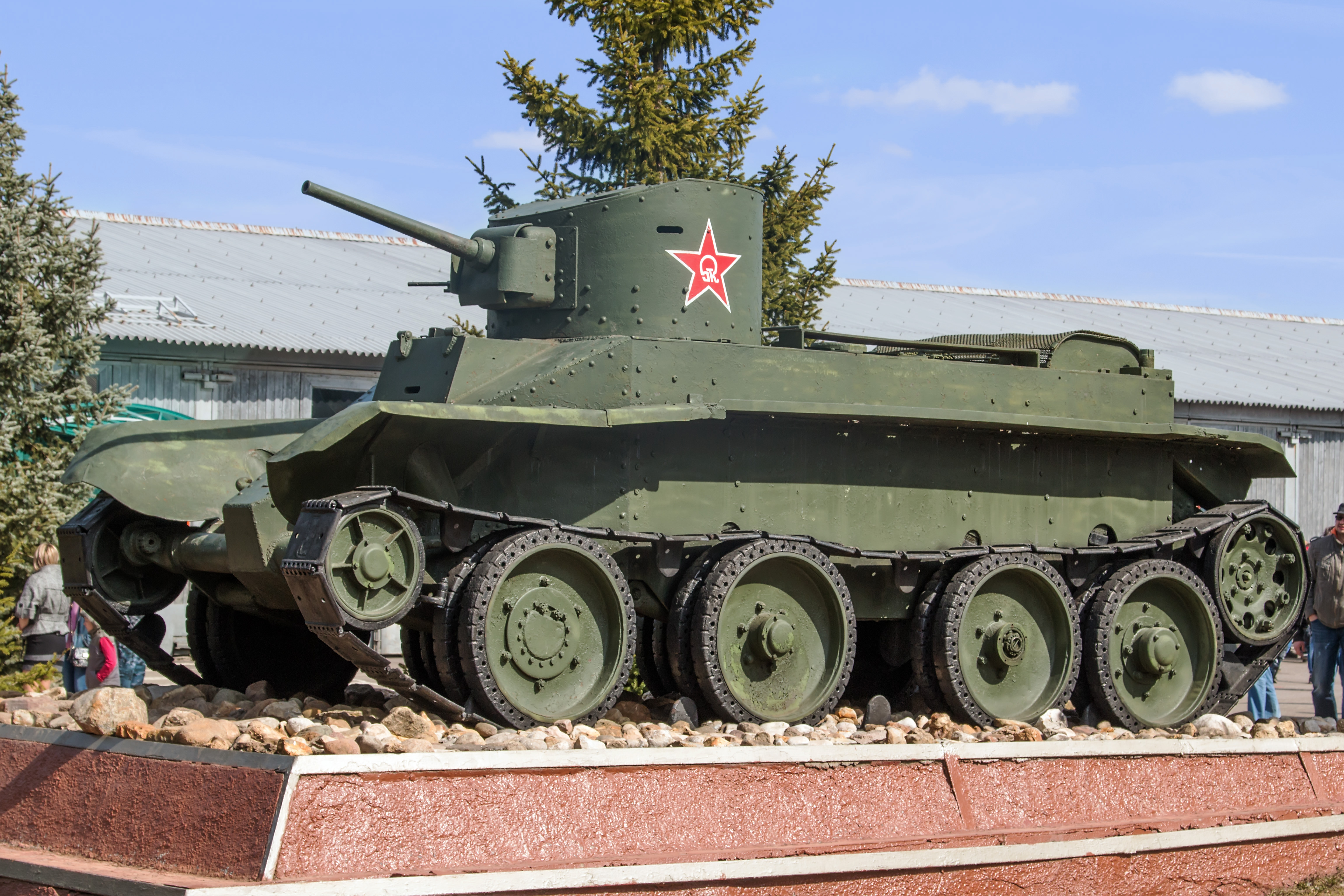
Tank rapide BT-2 au Kubinka Tank Museum

Le BT-2 avait une conception caractéristique d'un char léger à tourelle de l'époque, un faible armement et un faible blindage qui ne le protégeait que des tirs de petit calibre et des petits éclats d'obus, un poids faible de 11 t et une vitesse élevée grâce à son moteur de 400 ch/t.
Il avait néanmoins la particularité de pouvoir rouler avec et sans ses chenilles ce qui augmentait sa vitesse sur route jusqu'à 72 km/h, ce qui était remarquable pour l'époque. Grâce à cette vitesse élevée et sa suspension Christie qui lui apportait une grande manœuvrabilité, le BT-2 pouvait se déplacer rapidement sur le champ de bataille, réaliser des manœuvres tactiques et contourner les positions ennemies. Il était également capable de franchir des obstacles tels que des fossés et des tranchées. Au milieu de l'année 1933, après 400 exemplaires produits, le BT-2 céda sa place au tout nouveau BT-5 sur les chaînes de montage de Kharkov.

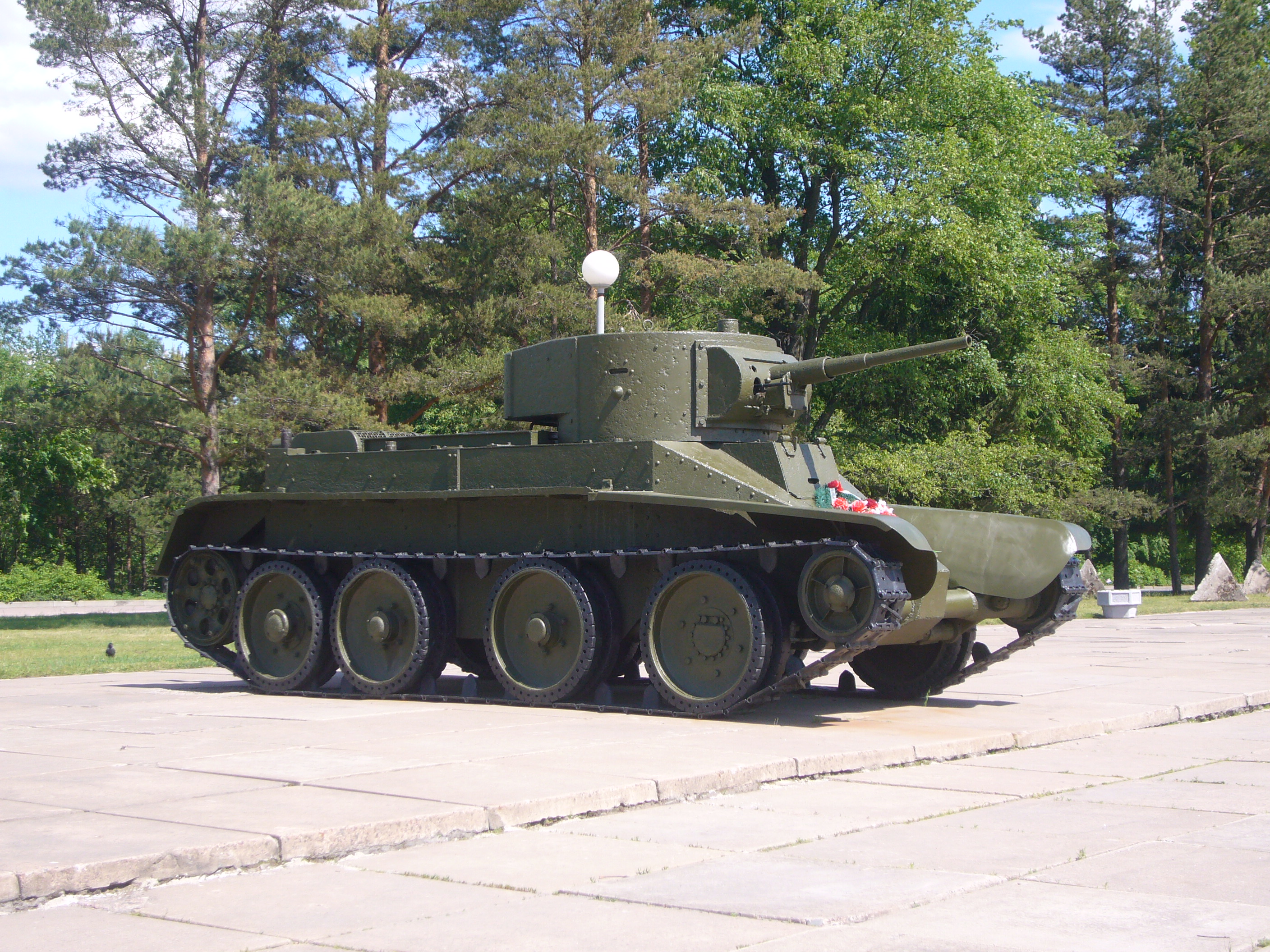
Tank rapide BT-5

La production du BT-5, bien que ne durant que moins de deux ans, va atteindre le total de 2 108 exemplaires. De nombreux dérivés seront en outre réalisés : poseur de pont, amphibie, télécommandé par radio, doté de lance-flammes. De légères modifications interviendront sur la tourelle et sur les roues.
Pendant ce temps, le bureau d'étude ne restait pas inactif. Dès janvier 1933, utilisant les travaux sur la construction de caisse blindée, non plus par rivetage, mais par soudage, il mit au point un nouveau modèle encore plus performant, le BT-7. Le moteur était maintenant un M-17T, issu d'un moteur d'avion, fournissant 450 ch, et surtout beaucoup plus fiable que le M-5. Le projet initial prévoyait un canon de 76,2 mm, mais le premier prototype, assemblé le 1er mai 1934, reprenait la tourelle du BT-5 et son canon de 45 mm. Les essais menés au cours de l'été, ayant conclu à l'inutilité de la mitrailleuse coaxiale préalablement montée, celle-ci fut abandonnée. La production en série commença au début de l'année 1935. Une partie des chars fut dotée d'une mitrailleuse antiaérienne, montée sur l'emplacement du chef de char.
Au cours du second semestre de 1936, une série de changements d'origine politique intervint dans la vie de ce char. D'abord, l'usine et le bureau reçurent des désignations numériques, l'usine no 183 et bureau KB-190 et, surtout, le chef du bureau d'étude, Athanase Firsov fut limogé et remplacé par Mikhaïl Kochkine, après que Firsov eut été accusé d'avoir créé une boîte de vitesses défectueuse sur le char. Ces défauts de transmission étaient surtout dus à une mauvaise maintenance et la passion des équipages pour le saut d'obstacles à bord de leur véhicule.

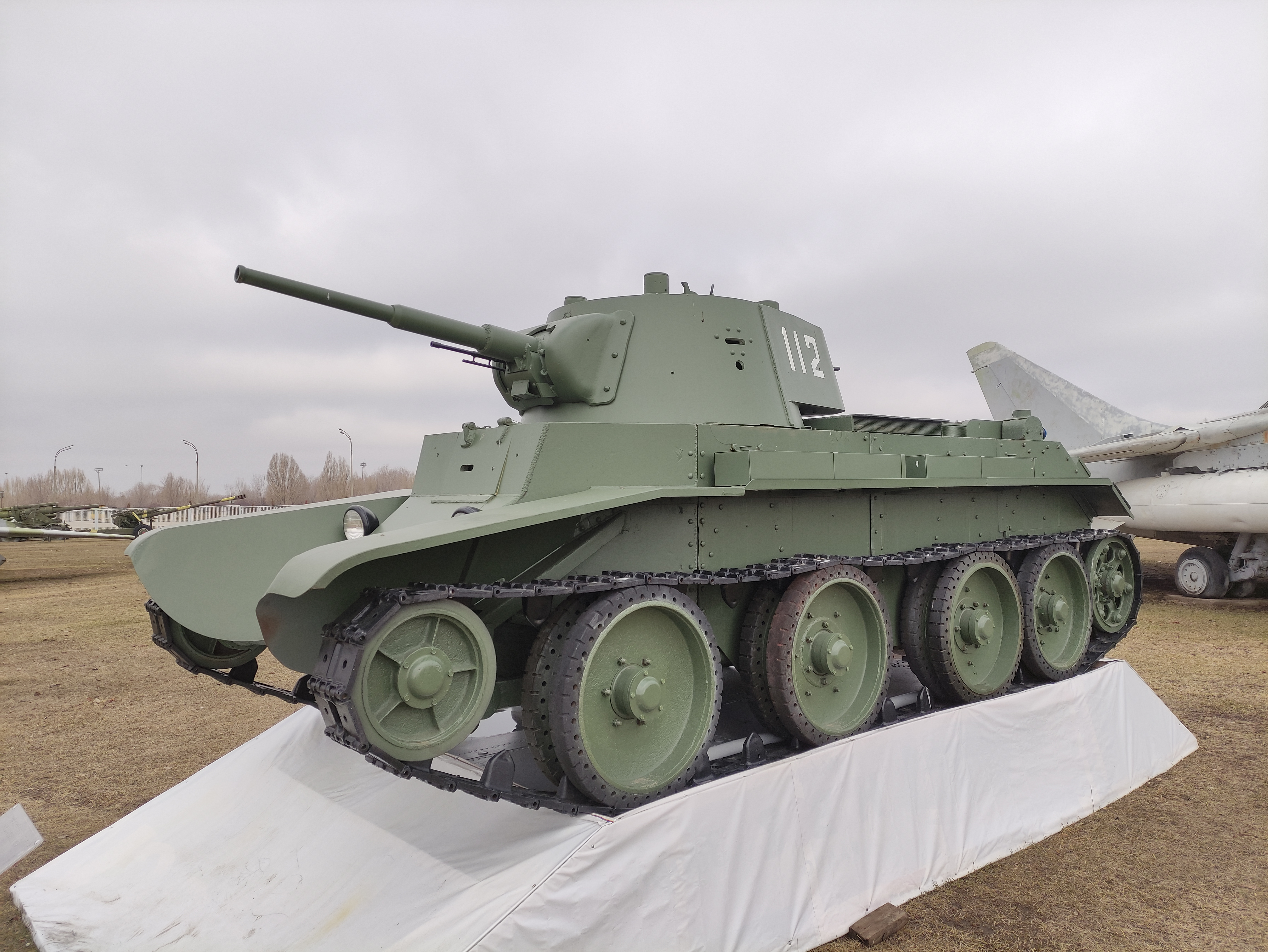
Tank rapide BT-7

Le travail se poursuivit malgré tout, et une version du BT-7 apparut l'année suivante. Elle était équipée d'une nouvelle boîte à trois vitesses plus robuste et surtout d'une tourelle dite « semi-conique » avec des flancs inclinés. La capacité en munitions passa à 172 obus, et on monta deux projecteurs pour permettre le tir de nuit. Parallèlement, sortirent des chaînes la variante BT-7A qui, adoptant la tourelle du T-26-4, était armée d'un 76,2 mm court de type KT, ainsi que des modèles de commandement équipés à l'image du BT-5RT.
La dernière évolution de la série, le BT-7M (désignation usine A8) se caractérisait par l'adoption du nouveau moteur diesel V-2 de 500 ch (un moteur de 12 cylindres). Elle vit le jour au cours de l'année 1938. Au total, de 1935 à 1940, 4 965 BT-7 et 790 BT-7M avaient été produits.
L'usine no 183 de Kharkov reçut l'ordre, le 14 octobre 1937, de construire un successeur au BT-7. Il en résulta le prototype « A-20 » qui, tout comme les « BT », avait la possibilité de rouler sur chenilles ou sur ses roues, une fois les chenilles ôtées. Les retours d'expériences des tankistes républicains utilisant des « BT » lors de la guerre d'Espagne décidèrent les autorités soviétiques à produire un prototype roulant uniquement sur ses chenilles, l'« A-32 ».

### Suède
En 1939, le constructeur suédois Volvo lança la production de l'automitrailleuse Pansarbil m/39 (sv). Initialement prévue pour l'armée danoise, seuls 4 des 18 exemplaires purent atteindre le Danemark avant l'invasion par l'invasion par les forces allemandes. Les exemplaires restants sont intégrés à l'armée suédoise.

## Seconde Guerre mondiale:Blitzkrieget armes combinées
- Les chars de la Seconde Guerre mondiale sur Commons

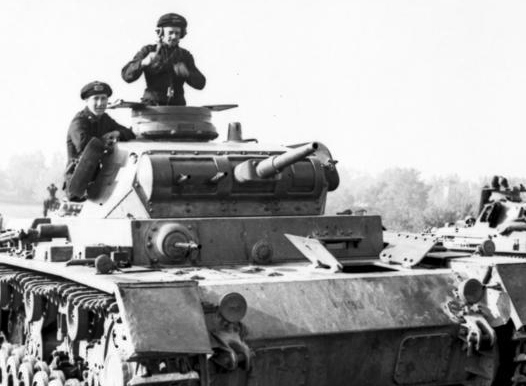
Panzer III

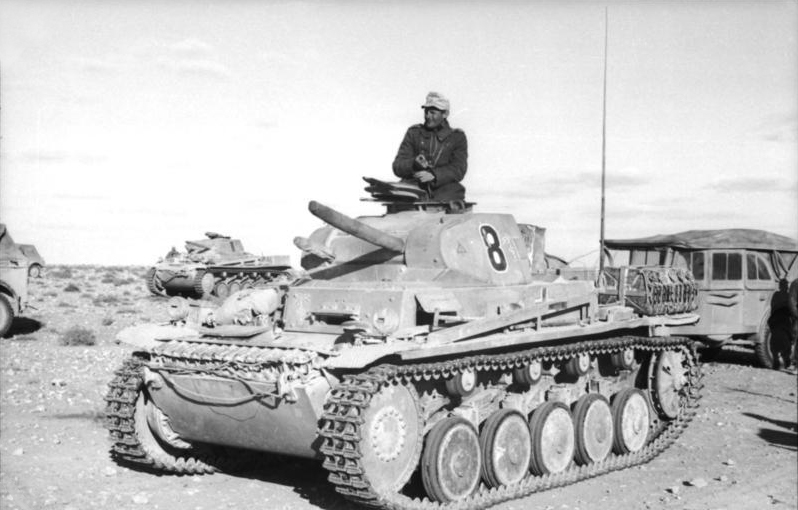
Panzer II en Afrique du Nord

La Seconde Guerre mondiale voit l'apparition d'une série d'avancées dans la conception des chars de combats.

### Campagne de Pologne

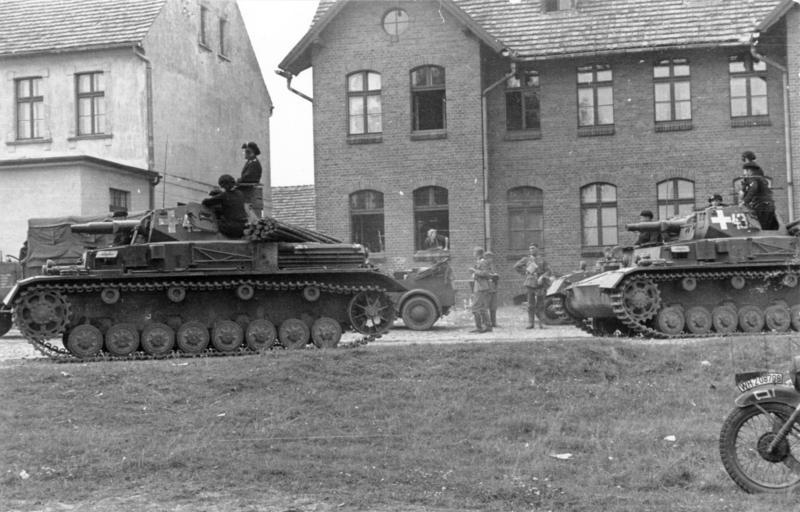
Chars Panzer IV modèle A traversant une ville de Pologne

En 1939, la Wehrmacht est techniquement supérieure à l'armée polonaise, mais est loin d'être aussi moderne qu'on ne le pense et la plupart de ses éléments d'infanterie sont encore hippomobiles. L'utilisation des blindés, que les Allemands ont rassemblés en sept Panzer-Divisionen (divisions blindées), quatre Leichte-Divisionen (divisions légères) et deux bataillons indépendants, fait la différence. L'armée allemande compte cependant en grande majorité des chars peu puissants, comme le Panzer I (1 445) initialement prévu pour la formation des équipages, la reconnaissance et le soutien de l'infanterie n'avait que deux mitrailleuses et le Panzer II (1 223 engins) une déclinaison de combat du Panzer I. L’armée allemande peut aussi compter sur des chars tchèques, le Panzer 35t (202) et le Panzer 38t (78). De plus, la Wehrmacht peut compter sur deux types de très bons chars pour l'époque, le Panzer III (98) (de 15 tonnes pour le modèle A possédant un blindage de 15 mm en 1937 à 20 tonnes pour le modèle F avec un blindage de 30 mm en 1939) dont le rôle était d'engager les blindés ennemis avec un canon antichar 3,7-cm KwK 36 L/45 et le Panzer IV (211) destiné à soutenir le Panzer III, avait un canon à vitesse réduite de 75 mm pour le support d'infanterie et pesait un peu moins de vingt tonnes., et enfin 215 Panzer Befehlswagen, qui sont des chars de commandement. On arrive ainsi à un total de 3 472 chars, pour la plupart des chars légers. Pour finir, 408 de ces chars sont dans des unités de remplacement. Ainsi seules les 1re, 2e et 3e divisions blindées sont fortement dotées en chars (près de 400 chacune). Les divisions légères comptent en moyenne 80 chars. Ces chars rapides équipés de radio et d'autres véhicules blindés furent des éléments importants de la guerre éclair.
Commandée par Kliment Vorochilov, l'Armée rouge engage contre la Pologne entre 450 000 et 800 000 hommes de troupe selon les sources, soit 33 divisions, 11 brigades, avec 4 959 canons, 4 736 chars d'assaut et 3 300 avions. Deux « fronts » participent à la campagne : le « front de Biélorussie » commandé par Mikhaïl Kovalev, et le « front d'Ukraine » commandé par Semion Timochenko.

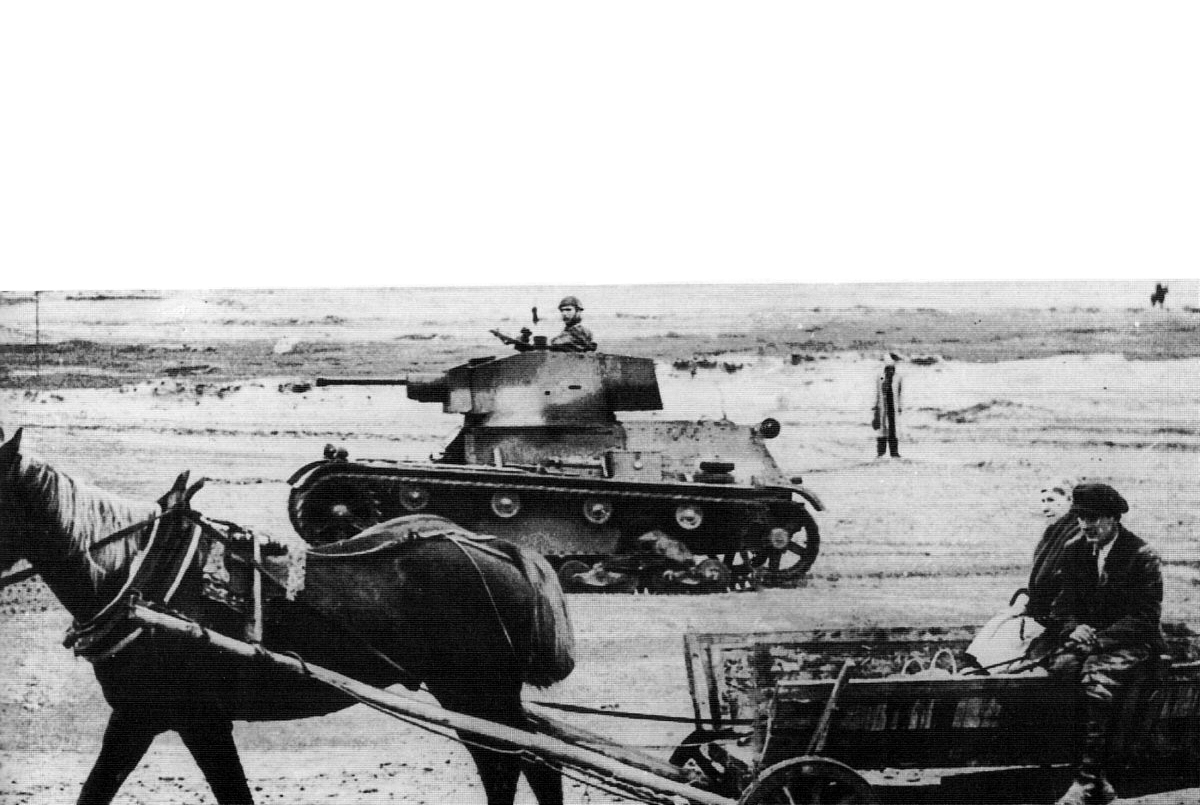
Char 7TP polonais

Les chars de l'armée polonaise sont déployés par petites unités, comme dans l'armée française et contrairement à l'armée allemande qui privilégie de grandes formations blindées dotées d'une grande puissance de feu et d'une capacité de pénétration profonde dans les lignes ennemies. Ces unités consistent en des bataillons ou des compagnies. Néanmoins, il existe deux brigades blindées. Les unités indépendantes sont au nombre de huit (trois bataillons et cinq compagnies) constituées soit de chars Renault FT bien qu'ils fussent complètement obsolètes, soit de chars 7TP polonais. De plus, toutes les brigades de cavalerie et onze divisions d'infanterie comptent dans leurs rangs une compagnie blindée de reconnaissance. Voici les effectifs en blindés de l'armée polonaise :
- 139 chars polonais 7TP ;
- 102 chars Renault FT ;
- 38 chars Vickers ;
- 574 chenillettes de reconnaissance ;
- 100 automitrailleuses Wz ;
- 10 trains blindés.

L'armée polonaise ne dispose ainsi d'aucune formation blindée capable de faire jeu égal avec les forces mécaniques allemandes, dont les blindés sont dix fois plus nombreux. En dépit de la bravoure de ses défenseurs, la Pologne tomba sous les coups des Allemands venus de l'ouest et des Soviétiques arrivant par l'est, mettant un terme à la production locale de blindés pour une dizaine d'années.

### Guerre d'hiver

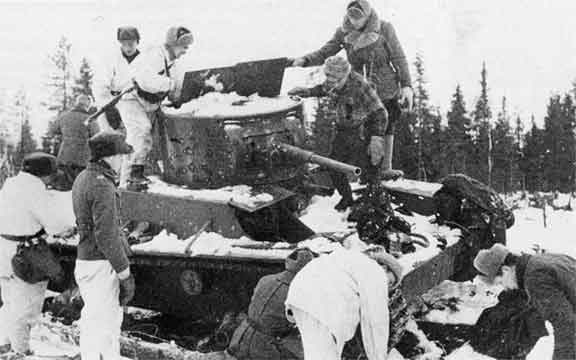
Des soldats finlandais inspectent un char soviétique T-26 abandonné après la Bataille de la route de Raate

La Bataille de Honkaniemi fut livrée entre les Finlandais et les Soviétiques le 26 février 1940 lors de la guerre d'Hiver. Il s'agit de la seule fois où des chars (Vickers 6-Ton finlandais, T-26 et T-28 soviétiques) furent employés au cours du conflit.
La guerre d'Hiver contre la Finlande qui humilie les Soviétiques montre les sérieuses carences de l'Armée Rouge, et en particulier de son arme blindée. Dès lors, ceux-ci virent l'utilité de se doter de véhicules lourds et bien armés afin de pouvoir évoluer en « toute sécurité ».
Des essais opérationnels furent menés directement sur le front finlandais, le SMK, le KV U-0 et le T-100, furent intégrés dans le 91e bataillon blindé de la 20e brigade de chars lourds. Le KV, qu’on avait modifié pour le remplacement du canon de 45 mm par deux mitrailleuses, une coaxiale et une à l’arrière de la tourelle, s’y révéla nettement supérieur et le 19 décembre 1940, il était accepté dans l’Armée rouge.

### Campagne de Norvège et du Danemark

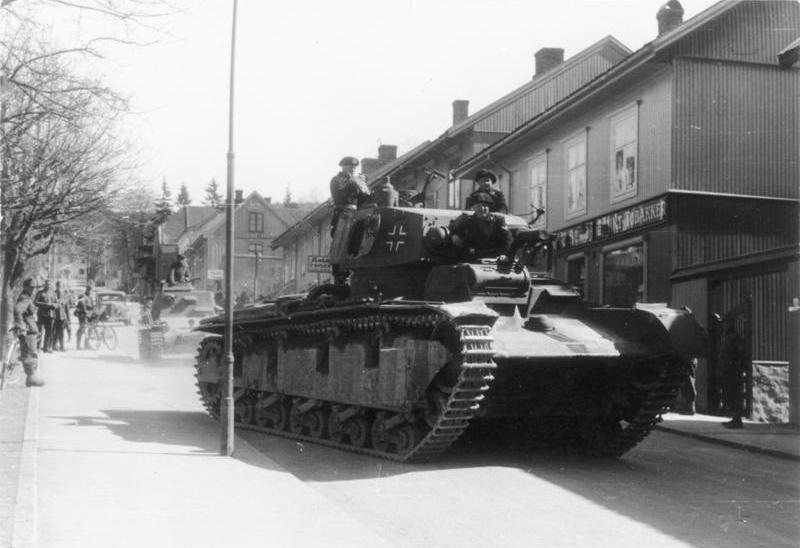
Panzer "Neubaufahrzeug" en Norvège

Des chars Neubaufahrzeug sont utilisés par les forces allemandes en soutien à l'infanterie. La série des prototypes Neubaufahrzeug a été une première tentative de créer un char lourd pour la Wehrmacht. Multi-tourelles, lourds et lents, ces chars ne cadraient pas avec la tactique de la Blitzkrieg et n'ont pas été mis en production. Les prototypes, fabriqués en aciers doux, furent utilisés à des fins de propagande, bien que trois aient pris part à la campagne de Norvège, surtout dans un but d'intimidation.

### Campagne de France

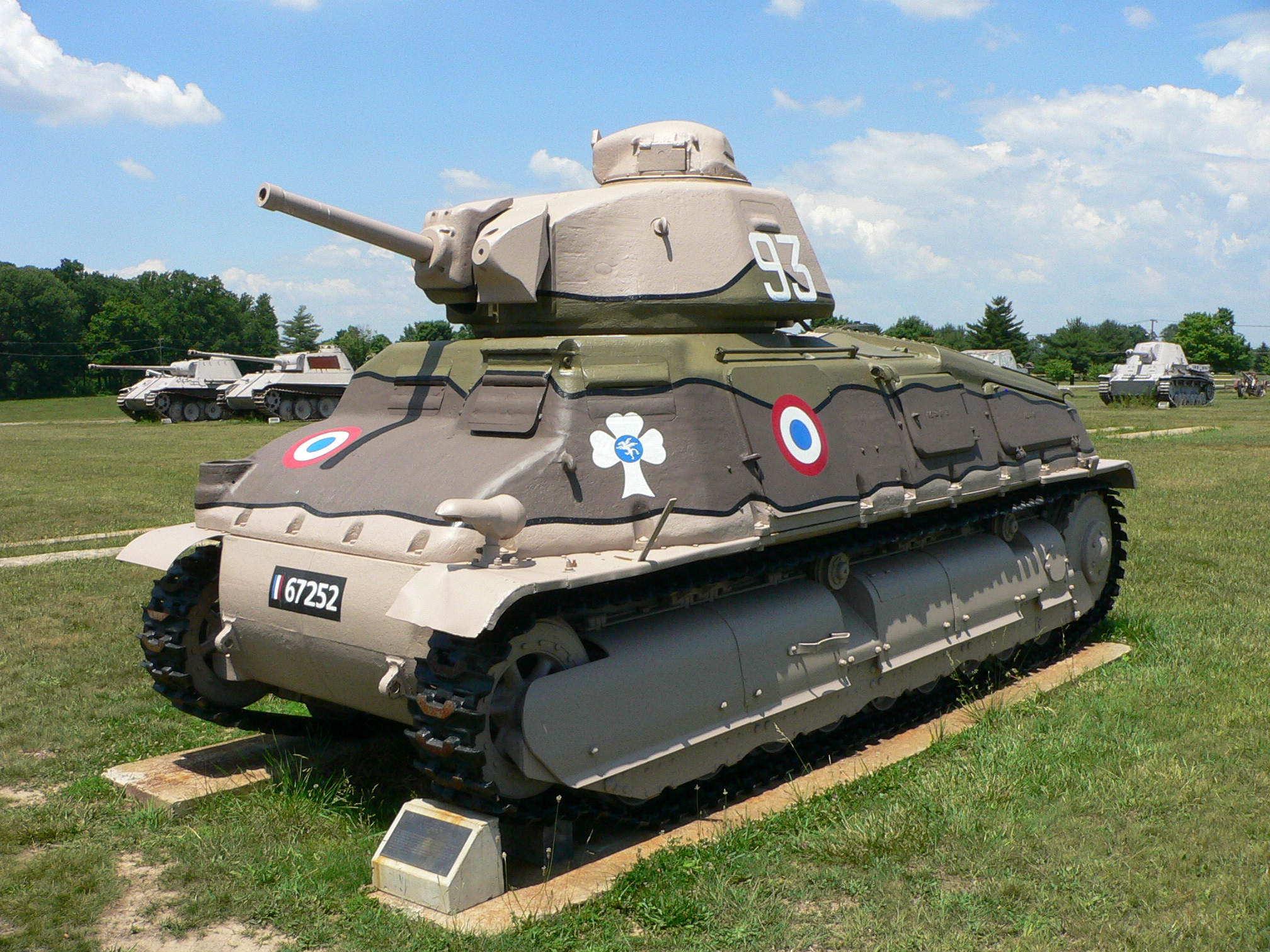
Char 1935 S SOMUA

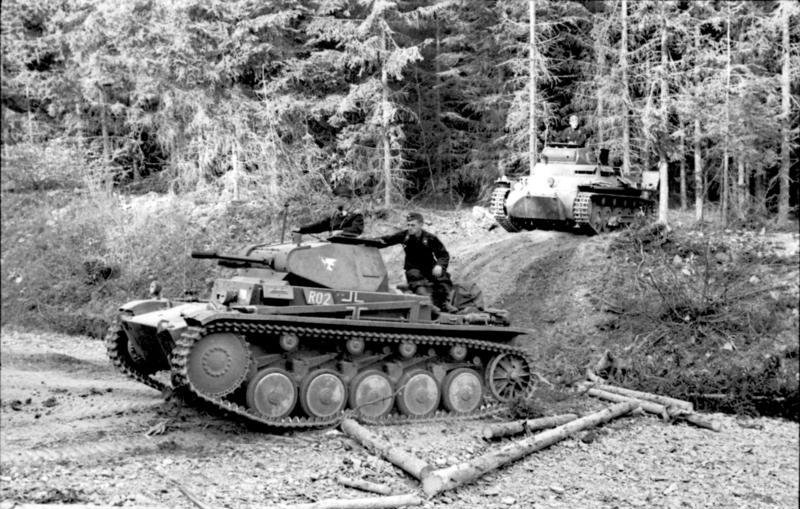
Panzer II et Panzer I allemands

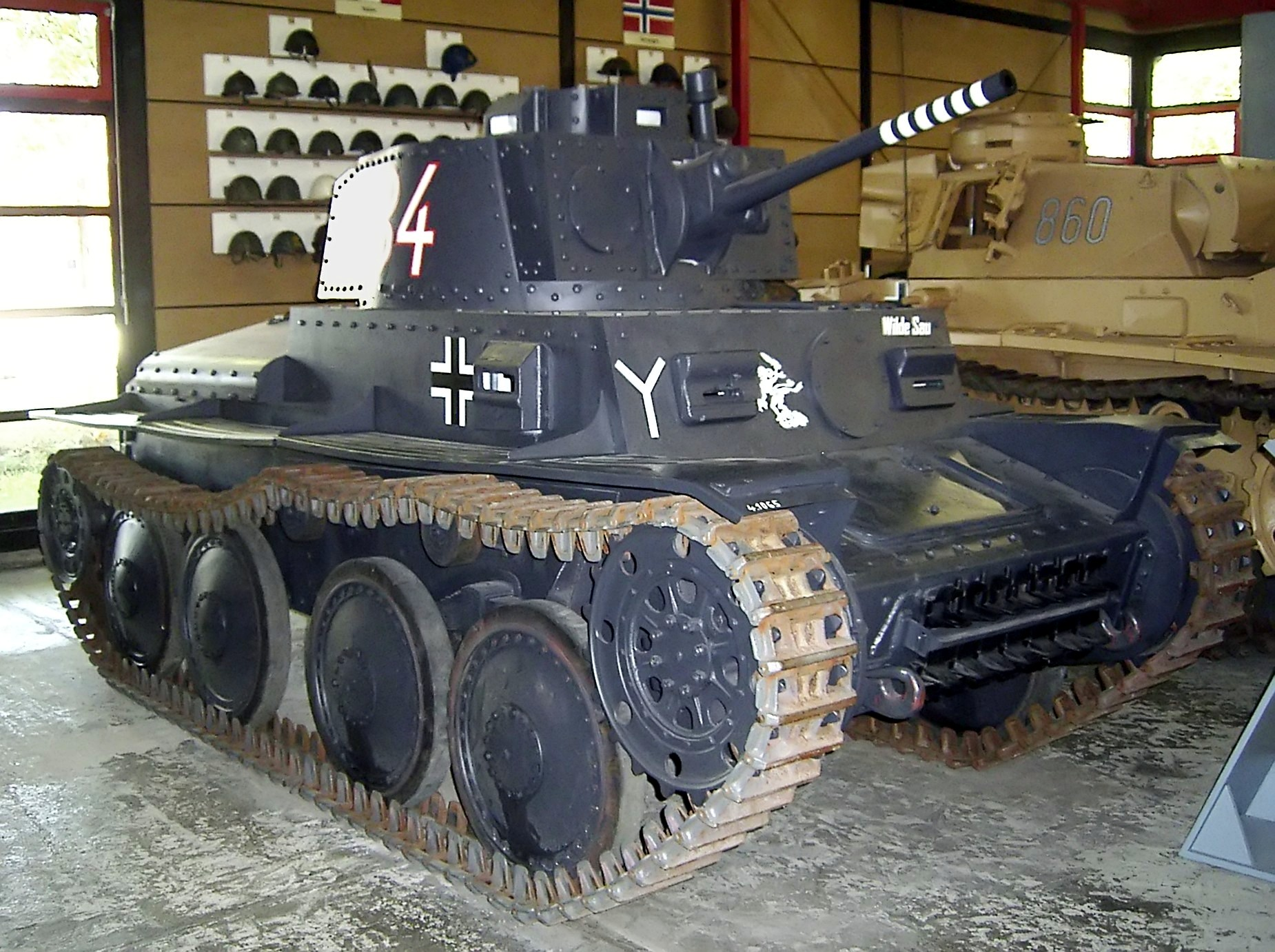
Panzer 38(t) allemand

En ce qui concerne la France, si le chiffre des matériels en date du 1er septembre 1939 est exactement établi, il en va différemment pour celui du 10 mai 1940. Ainsi l'Armée française disposait, dès septembre 1939, de 2 946 blindés, dont 2 300 chars et 650 automitrailleuses, sans compter les 1 590 chars obsolètes Renault FT, les 8 Chars FCM 2C et 3 700 chenillettes de transport et ravitaillement, inutilisables au combat. En outre, de septembre 1939 à mai 1940, 2 909 nouveaux blindés (dont 1 597 chars ; 314 lourds) avaient été produits, dont 264 livrés à la Turquie et la Roumanie, et une autre partie inachevés et restés au parc du matériel de Gien (environ 700). Quoi qu'il en fût, au 10 mai 1940, la France possédait un minimum de 3 700 chars plus ou moins modernes, sans compter plusieurs milliers d'autres véhicules blindés légers, automitrailleuses, chars obsolètes ou chenillettes d'infanterie. Si certains modèles de chars français (B1 bis, Somua S-35) surclassaient les chars allemands en termes de blindage et d'armement , les unités de chars souffraient toutefois de graves défauts d'ordre technique et tactique : absence quasi totale de radios, visibilité et ergonomie intérieure des chars médiocres, manque de fiabilité des moteurs, équipages de trois hommes (ce qui surchargeait de tâches le chef de char dans la tourelle APX très mal conçue), approvisionnement en carburant problématique, etc. Les unités de chars manquaient gravement de protection anti-aérienne — de DCA comme de liaison avec les escadrilles de chasse. Même vainqueurs en plusieurs combats contre les panzers allemands, les chars français étaient donc désarmés contre les Stuka allemands. Enfin, si dès le milieu des années 1930 l’état-major français avait décidé de créer des divisions cuirassées équipées de chars rapides et puissants pour l'attaque en profondeur, la mise sur pied de ces grandes unités avait progressé lentement, contrariée à la fois par les hésitations politiques, la multiplication de projets n'aboutissant pas ou lentement, les contraintes budgétaires et par le conservatisme d'une partie des généraux ; et plus profondément par la difficulté à introduire des innovations radicales dans une armée de conscription, où les soldats ne sont opérationnels que quelques mois, à la fin de leur service.
Le char B1-bis en 1940 malgré sa faible autonomie, à un armement plus lourd et les Panzer I, II, III et IV ne pouvaient transpercer son blindage (56 mm en frontal de tourelle) notamment lors de la Bataille de Stonne fin mai 1940. Mais la rapidité de l'avancée allemande annule les effets de ce char.
La bataille de Hannut (en Belgique) en mai 1940 fut la première confrontation entre deux groupes de chars: les allemands engagent 623 chars mais seulement 73 Panzer III et 52 Panzer IV, les seuls utilisables en combat antichars face aux 239 chars français engagés (sans compter les puissantes AMD) dont 160 SOMUA S35, Hotchkiss H38 et H39.

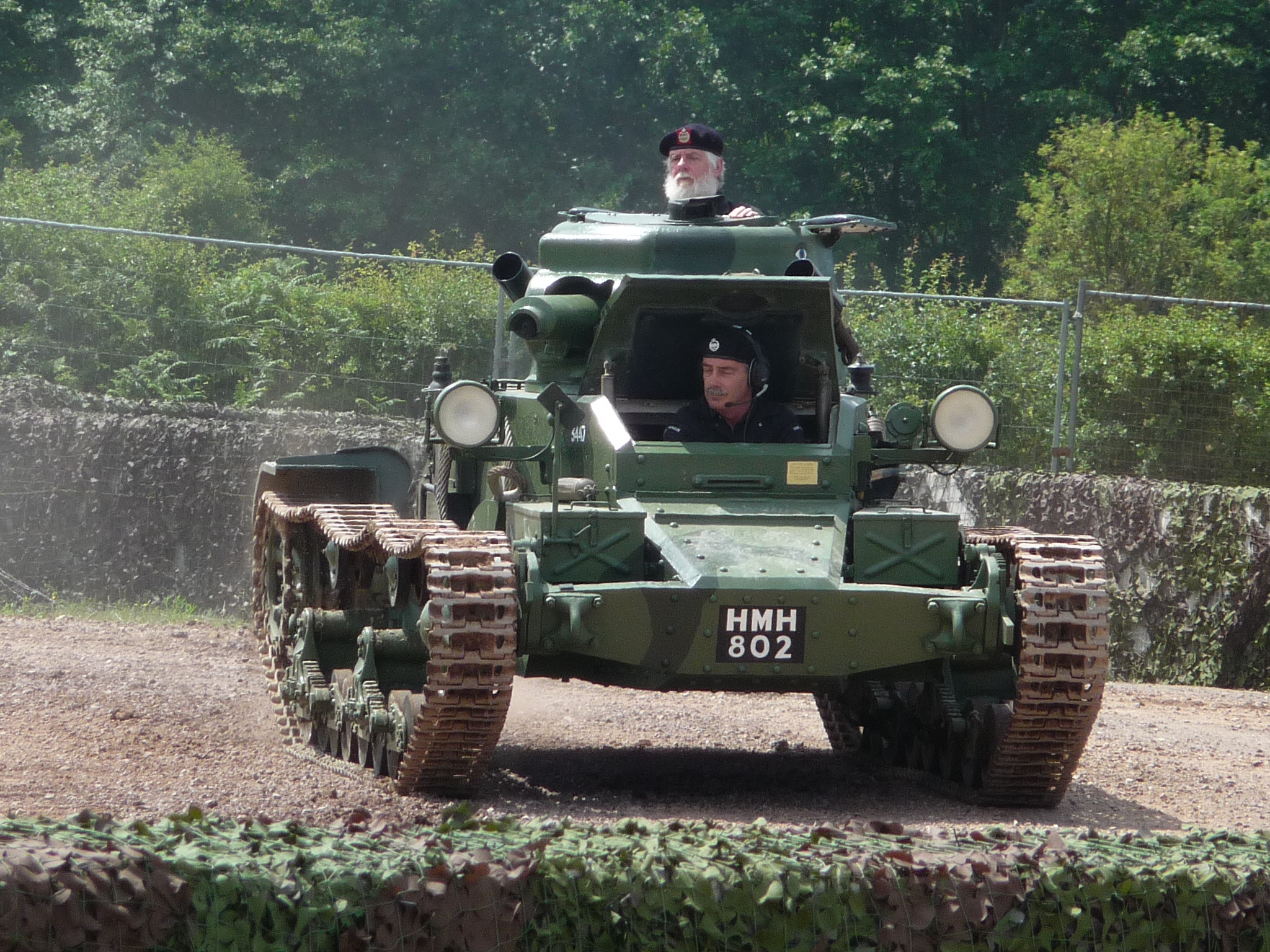
A11 Matilda Mk I, Infantry tank

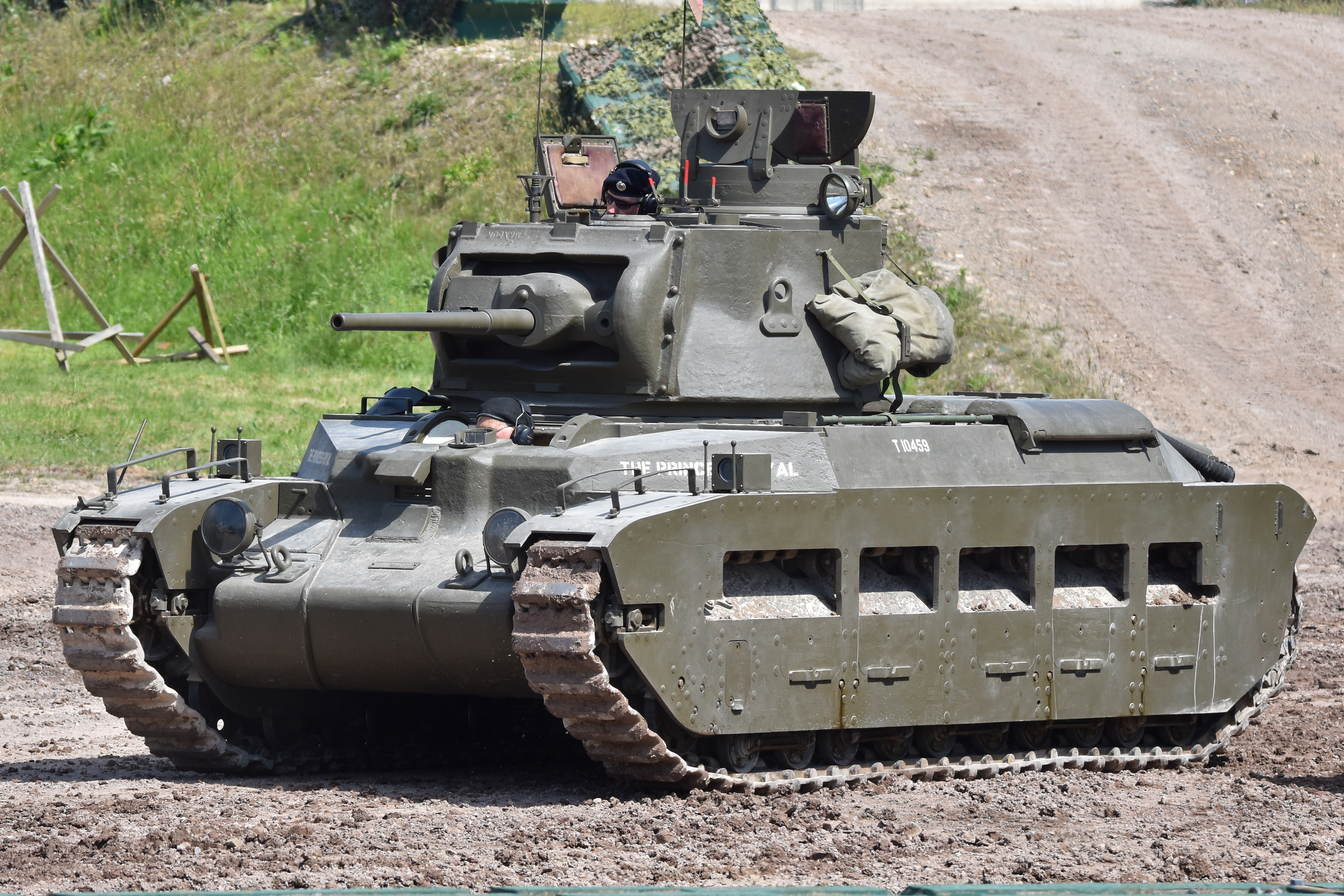
A12 Matilda Mark II

Le Corps expéditionnaire britannique avec la 1ère brigade blindée d'armée (1st Army Tank Brigade) dispose aussi de chars d'infanterie puissants tels que les Matilda Mark II A12 qui peuvent encaisser la plupart des projectiles allemands. Même si jusqu'en 1941, il est le char le plus blindé en service en Europe occidentale, ce blindage diminue considérablement sa mobilité et son canon Ordnance QF 2 pounder 40 mm n'en fait pas le char le plus puissant de cette époque mais il est supérieur au 3,7-cm KwK 36 L45 du Panzer III E. Ces chars anglais ont lents et en petit nombre, 60 Matilda Mark I moins performants sont déployés avec 16 Matilda Mark II et la 3e division légère mécanisée dotée de 60 chars français (SOMUA S35 et H39) contre les chars (essentiellement des Panzerkampfwagen 38(t)) de la 7e Panzerdivision de Rommel durant la bataille d'Arras. Le Matilda Mk.I est retiré du service en Angleterre peu après. Les forces britanniques sont évacuées à la suite de la bataille de Dunkerque en laissant sur place tout leur équipement. Ainsi, la Grand Bretagne se retrouve virtuellement sans armée équipée, avec la menace Italienne en Afrique du nord. Les Allemands ne jugent pas utile de réutiliser les chars anglais capturés.

### Théâtre nord-africain

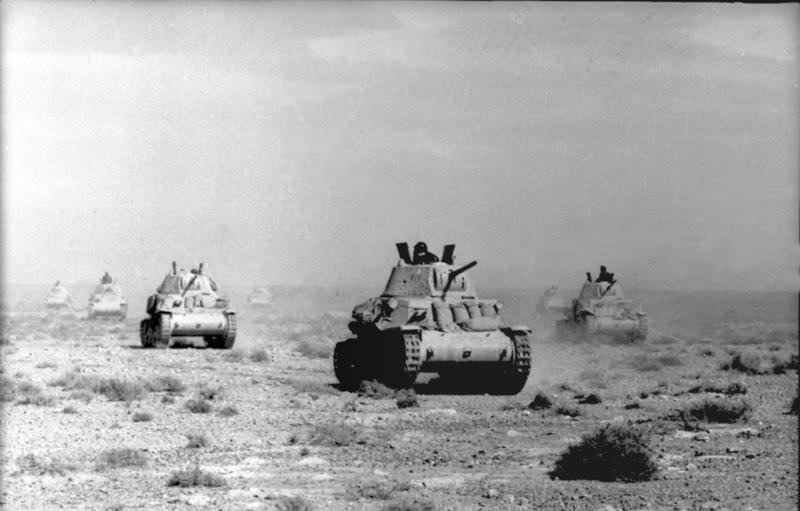
Chars M13-40 italiens dans le désert

L'offensive Italienne en Égypte commence le 9 septembre 1940. L'avancée des troupes italiennes est un véritable désastre, une division entière fut perdue et de nombreux chars furent mis hors de combat, soit à cause des mines, soit à cause des surchauffes de moteur (les chars de l'armée italienne étaient à cette époque composés de Fiat-Ansaldo M11/39 et de Fiat-Ansaldo M13/40, connus pour leur faible fiabilité mécanique, leur lenteur et leurs faibles performances).
Cette progression se fait sans véritables combats. En effet, les Britanniques, en large infériorité numérique, s'étaient déjà retirés du pays après avoir miné une grande partie du désert égyptien, provoquant plusieurs pertes parmi les troupes italiennes lors de leur passage. L'invasion prit fin le 16 septembre 1940 dû à un manque de ravitaillement des véhicules blindés, telle que décrite par le général Rodolfo Graziani et malgré l'ordre de Mussolini, qui appelait à continuer l'invasion.

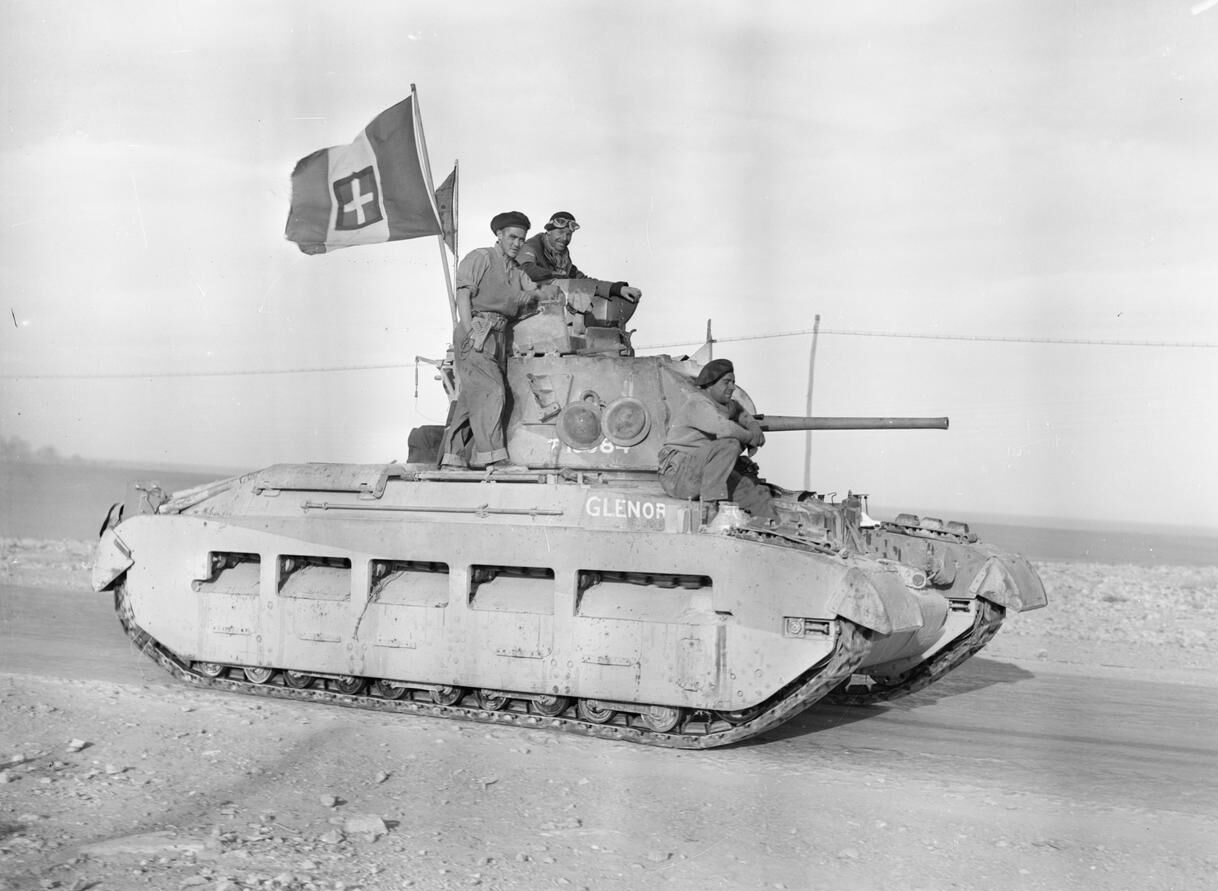
Matilda Mk II en janvier 1941

Depuis l'Égypte, le 9 décembre 1940, les forces britanniques, incluant des troupes indiennes et australiennes, sous le commandement du général d'armée Richard O'Connor, attaquent au niveau d'une faiblesse de la défense italienne au sud de Sidi Barrani. L'assaut fut soutenu par l'artillerie, des bombardiers Blenheim et 275 chars d'assaut dont des Cruiser Mk I et des Matilda Mark II. En trois jours, 237 pièces d'artillerie, 73 chars légers, et 38 300 soldats sont capturés. En cinq jours, la Western Desert Force libère l'intégralité du territoire égyptien occupé par les Italiens. Les forces attaquantes se déplacent alors vers l'ouest sur la Via della Vittoria (en), à travers la passe Halfay. Le char Valentine fut employé pour la première fois en novembre 1941 lors de l'opération Crusader lorsque le 8e RTR de la 1re Armée royale prit le fort Capuzzo, le 22 novembre 1941. Le général O'Connor exploitant le succès de l'opération s'enfonce alors en territoire libyen. Le 24 janvier, les chars de la 7e division blindée battent les Italiens à Mechili. Alors qu'elle atteint El Agheila, Churchill donne l'ordre de stopper toute offensive et une partie des troupes est redéployée pour défendre la Grèce contre l'invasion allemande.
L'avancée fulgurante des alliés oblige Hitler à envoyer des renforts secourir l'armée italienne en déroute. Quelques semaines plus tard, les premiers éléments de l'Afrika Korps commencent à arriver à Tripoli pour l'opération Sonnenblume et la guerre du désert prend un tour totalement différent. Le 31 mars 1941, Rommel déclenche une contre-attaque, en coupant à travers le désert, et repousse les Britanniques jusqu'à la frontière égyptienne, encerclant la garnison australienne de Tobrouk, le 11 avril. Mais lors des batailles d'El Alamein et lors de sa retraite vers la Tunisie en 1942, Rommel a subi de lourdes pertes.
C'est alors le débarquement des alliés en Afrique du Nord: l'Opération Torch et lors de la bataille de Kasserine l'Africa Korps fut anéantie, comme la plupart des unités allemandes, près de Tunis en 1943 malgré l'apparition du char Panzer VI Tigre allemand.

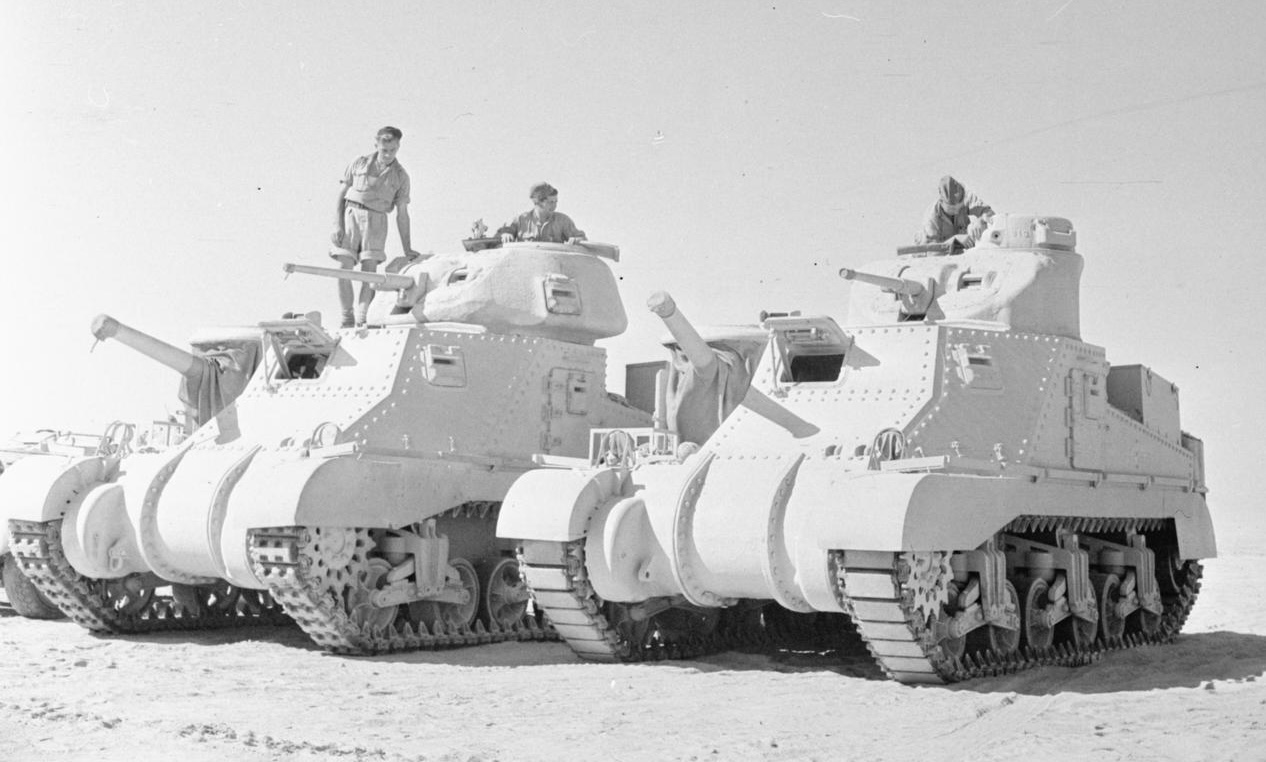
Un Grant (à gauche) et un Lee (à droite) en service dans le 4th Queen's Own Hussars britannique durant la guerre du désert.

Le succès des Panzer III et IV au cours de la campagne de France incite cependant l'armée des États-Unis a fait repenser sa conception de l’usage des chars. Les caractéristiques requises pour un nouveau char sont élaborées entre juin et juillet 1940, mais aucune des solutions proposées ne convient au général Adna Chaffee, chef de la nouvelle Armored Force. Elles incorporent en effet toutes un canon de 75 mm en casemate alors qu’il exige que l’arme soit disposée en tourelle. Le bureau de l’ordonnance se déclarant incapable de fournir en un temps bref un tel véhicule, Chaffee se voit proposer en attendant une adaptation du T5E2 qu’il est contraint d’accepter, bien qu’il la considère comme peu satisfaisante. Le développement du M3 commence ainsi en septembre 1940, le premier prototype sortant du bureau d’étude en février 1941 avant de débuter ses essais à Aberdeen à partir du 21 mars,. Après les tests réalisés en mai sur un véhicule provenant de chaque usine, dans le but de valider la mise en production, celle-ci débute à la fin du printemps.
Parallèlement, les Britanniques, qui ont perdu la majeure partie de leurs blindés lors de la bataille de France, se rapprochent des États-Unis pour y faire produire leurs chars. Les Américains refusent la demande, ne souhaitant pas produire des véhicules étrangers dans leurs usines, mais proposent le M3 à la place. Celui-ci n’enthousiasme guère les officiers de Sa Majesté, mais, comme Chaffee auparavant, ils sont contraints d’accepter. Ils négocient toutefois des modifications, notamment une tourelle modifiée pour pouvoir y installer une radio.
Le 5th Royal Tank Regiment, basé au Moyen-Orient, est la première unité britannique à recevoir le M3, dans sa version Grant, en novembre 1941. Les premiers véhicules sont utilisés pour l’entraînement et les essais, ces derniers conduisant les Britanniques à effectuer de nombreuses modifications sur le terrain au début de l’année 1942. Il est employé au combat pour la première fois en mai 1942 lors de la bataille de Gazala pendant laquelle il obtient de bons résultats, mais ne peut compenser la faiblesse des tactiques de la 8th British Army.
La plupart des onze versions de char Valentine ont vu leur baptême du feu dans les vastes étendues du désert, jusqu'à la fin de la campagne de Tunisie. Il commença alors à remplacer le char Matilda Mk II (plus blindé, aussi rapide et armé mais plus cher à produire).

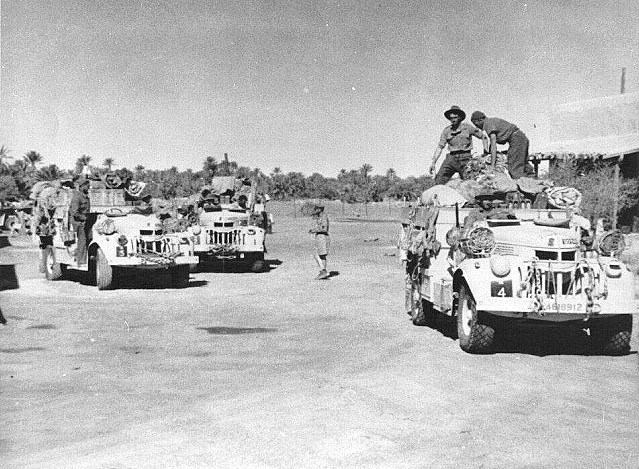
Long Range Desert Group

Les Anglais mettent également en place des unités composés d'automitrailleuses appelées Long Range Desert Group (LRDG), Special Air Service (SAS) et no 1 Demolition Squadron. Ce sont des camions Chevrolet Model 1533X2 30-cwt modifiés (radiateurs et châssis renforcés, ajout de compas solaires et de jerricans d'eau et d'essence, pneus spéciaux à basse pression pour rouler sur le sable, moyens de désensablement).

### Front de l'Est

#### OpérationBarbarossa

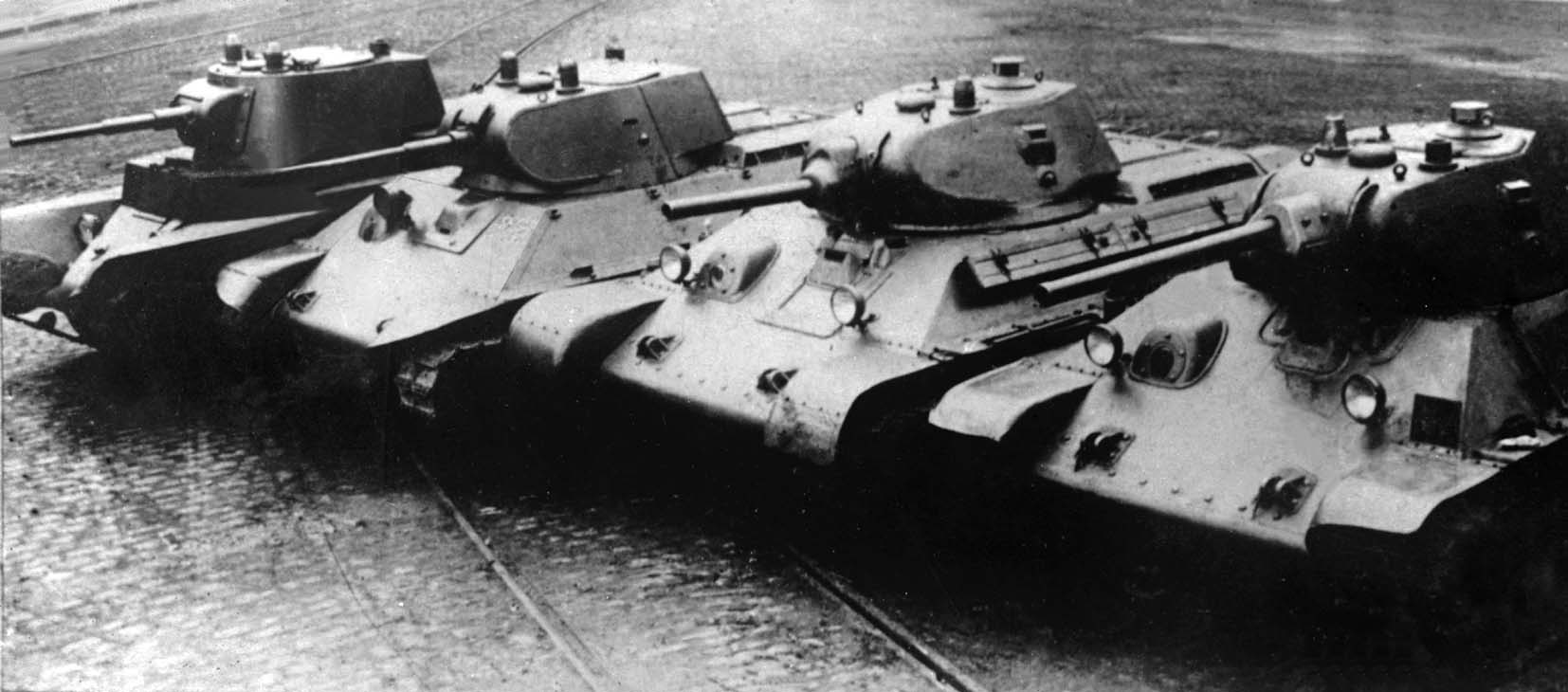
Les chars récents équipant l'Armée rouge au moment de l'invasion allemande : de gauche à droite, un BT-7, le prototype A-20, le T-34 modèle 1940 et le T-34 modèle 1941. La découverte du T-34, non signalée par les services de renseignement de l'Abwehr, sera une surprise si frappante pour l'État-major allemand que le général Von Kleist le considérera comme « le meilleur char du monde » ; l'URSS en produira 33805 avant la fin de la Grande Guerre patriotique.

Après avoir subi de lourdes pertes lors de la Bataille de Khalkhin Gol contre l'armée du Kwangtun japonaise, dues aux armes antichars (surtout des canons de 37 mm, mais aussi aux cocktails molotovs et aux nikuhaku kogeki, des bombes humaines qui se sacrifient en se jetant contre les chars), l'Armée rouge commence le développement de chars lourd de la série KV et des chars moyens T-34/76. Le 31 mars 1940, le ministre de la Défense soviétique donna son accord pour la production de 150 exemplaires de l'A-34 (une version surblindée de l'A-32), sous le nom de « T-34 ». Mikhaïl Kochkine est considéré comme étant l'ingénieur concepteur du T-34, après avoir déjà fortement contribué au développement des BT. Le T-34 possède un blindage incliné supérieur, un armement plus complet et offrait une maniabilité accrue pour la même vitesse sur tout type de terrain. Il joua un rôle essentiel sur le Front de l'Est au cours de la Seconde Guerre mondiale, ce qui fait du char T-34 l'un des symboles de la victoire contre le nazisme. Char légendaire,, le T-34 est considéré pour beaucoup comme le meilleur blindé des forces alliées et l'un des meilleurs chars de la Seconde Guerre mondiale[réf. souhaitée]. Certains généraux allemands, dont Ewald von Kleist et Heinz Guderian (spécialiste de la Blitzkrieg), reconnaissaient la supériorité du T-34 face aux panzers. Le premier disait que le T-34 était « le meilleur char du monde, ». L'économie planifiée socialiste permit à l'URSS de produire près de 60 000 chars T-34 de 1941 à 1945 — un exploit — malgré l'invasion nazie,,,.

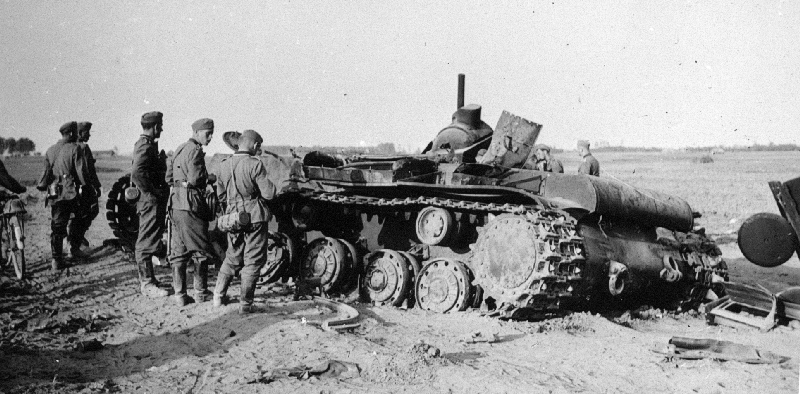
KV-1 détruit par les forces allemandes, été 1941.

Dès les premiers engagements du conflit germano-soviétique, les unités blindées de l'Armée rouge mettent en ligne le char d'assaut KV-1 contre les divisions blindées allemandes ; en effet, dès le 24 juin 1941, des contre-offensives soviétiques sont lancées contre les pointes blindées allemandes, parvenant à les retenir, mettant en échec le plan initial de la Wehrmacht ; le KV-1 joue un rôle décisif lors de ces contre-offensives.
Les Soviétiques parviennent ainsi à éloigner les unes des autres les pointes blindées allemandes et les unités d'infanterie. Très peu de blindés allemands parviennent à tenir tête au KV-1 : seuls le chasseur de char StuG III, et ultérieurement des véhicules armés d'un canon long à l'instar du Panzer IV ausf. F2 sont en mesure de détruire un KV-1 à distance de sécurité, c'est-à-dire sans riposte efficace du fait de la mauvaise qualité des optiques de visée du char soviétique.
Le char lourd KV-1 a été produit en grande série, de mars 1940 à août 1942, avec un total de 2 769 exemplaires. Son efficacité a contribué à de nombreuses victoires contre le Troisième Reich. Plusieurs améliorations lui seront apportés pour le rendre plus rapide et augmenter son blindage.
Les Allemands étaient alors convaincus de pouvoir remporter une victoire rapide en raison de la supériorité de leurs tactiques et de leurs blindés. Si ce dernier point était en partie exact en ce qui concerne le gros des forces blindées soviétiques, constituées en grande partie de T-26 et de chars BT obsolètes, les Allemands sous-estimèrent en revanche grandement les capacités des T-34, KV-1 et KV-2, qui étaient en réalité techniquement supérieurs à tous les blindés allemands. Ainsi, bien que présents en petit nombre et souvent confrontés à des problèmes de commandement et de logistique, ces derniers parvenaient régulièrement à mettre en difficulté leurs opposants à l’échelle locale et leur quasi-invulnérabilité aux canons allemands, en dehors du 88 mm Flak 18/36/37, avait un impact dévastateur sur le moral. Finalement une commission spéciale fut créée en novembre 1941 par les Allemands pour enquêter sur le problème et y trouver une solution.
Le général Guderian fit alors un rapport détaillé à cette commission, dans lequel il identifiait trois problèmes des blindés allemands par rapport à leurs opposants, dans l’ordre d’importance : manque de puissance de l’armement, mobilité inférieure, en particulier dans la boue et la neige, blindage inférieur. Il proposa d’améliorer les chars existant, en mettant l’accent sur l’armement et de développer de nouveaux modèles. Ainsi furent développés de nouvelles versions mieux armées du Panzer III et du  Panzer IV appelées respectivement Ausf. (modèle) J et Ausf. G. La seconde recommandation conduisit d'une part à l'accélération d'un projet de char lourd dont les études avaient démarré en 1937, qui allait devenir le Tigre et d'autre part au démarrage d'un programme de char moyen de 30 t, le futur Panther.
Pour faire face à une pénurie de chars, l'armée allemande décide aussi de recycler les châssis d'anciens chars pour y mettre à la place des canons plus puissants. C'est le cas du Marder II, construit à partir du châssis d'un Panzer II ou du Panzerjäger 38(t). Cette réutilisation de matériel obsolète — et en partie étranger — montre les difficultés de l'industrie allemande à fournir l'armée en matériel. Parallèlement sont développés des canons d'assaut pour détruite les immeubles où les chars soviétiques se retranchent. Il s'agit des Sturminfanteriegeschütze 33 auf Panzer III, basé sur le châssis d'un Panzer III.
Pour faire face aux unités blindés des forces soviétiques, les Allemands décident d'assembler des chasseurs de chars. Il ne s'agit de matériel destiné à relancer des offensives, mais à contenir l'avancée de l'Armée rouge. Ils sont distribués dans les unités d'infanterie pour leur permettre de réagir face à des unités blindées.
Pour faire face à la pression de l'aviation alliée, les ingénieurs allemands mettent au point des Flakpanzer.

#### Contre-attaque russe en 1942

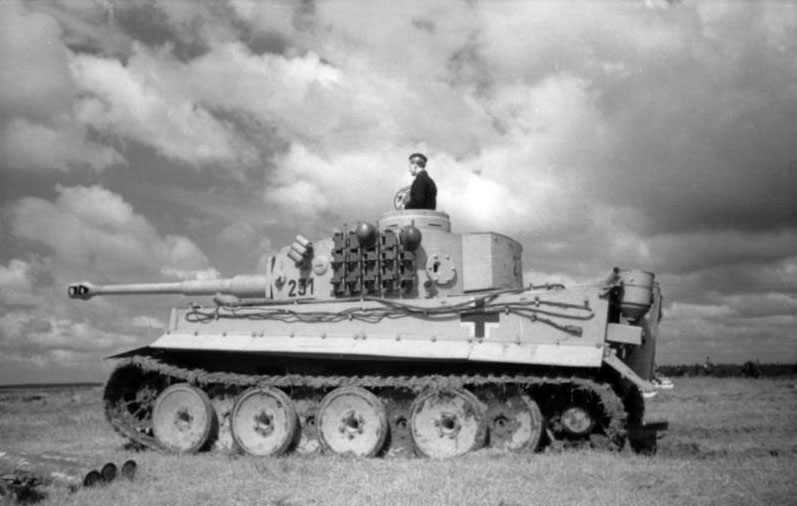
Panzer VI (Tiger I) en Russie

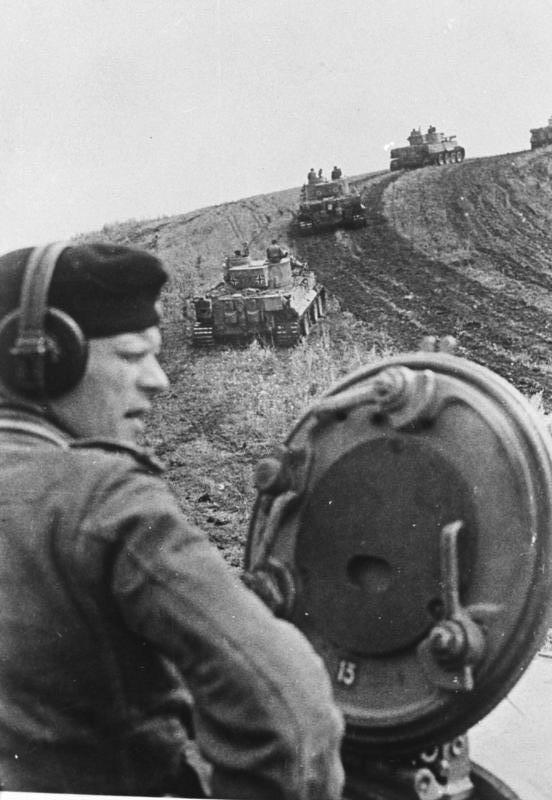
Une colonne de Tigre monte une colline près de Belgorod en août 1943.

Selon les volontés d'Hitler, le Panzerkampfwagen VI, surnommé Tiger (en français « Tigre ») sera mis en service à partir de 1942 dans la Wehrmacht et la Waffen-SS. C'est l'un des chars les plus connus de la Seconde Guerre mondiale car, malgré ses nombreux défauts, il jouit très vite d'une réputation d'invincibilité, alimentée par une propagande nazie efficace.
La première unité dotée du Tigre est le Schwere Panzer Abteilung 502, qui reçoit neuf exemplaires en août 1942 et est engagé dans la région de Léningrad. Les résultats restent moyens dans les mois qui suivent : entre la mi-janvier et la fin du mois de mars 1943, le ratio du schwere Panzer-Abteilung 502 est d’environ dix-sept chars soviétiques détruits pour chaque Tigre perdu. Bien que positif, ce chiffre n’est pas exceptionnel : sur la même période, le Sturmgeschütze-Abteilung 226, équipé de StuG III, atteint un ratio similaire de seize pour un. L’usage inapproprié des Tigre, souvent employés sur des pistes forestières étroites et des terrains marécageux ou dans des charges à travers des champs de mines et face à de nombreux canons antichars expliquent ces résultats mitigés. En outre, les Soviétiques capturent un Tigre intact en janvier 1943, ce qui leur permet de réaliser un examen approfondi de ses points forts et faiblesses.
Le Tigre est principalement engagé en unités indépendantes, les schwere Panzer-Abteilungen (bataillons de chars lourds). Il participe aux dernières grandes offensives de la Wehrmacht en 1943 avant d'être surtout déployé pour contrer localement les offensives alliées. Cependant l’apparition d'armements nouveaux, capables de percer son blindage, met fin à la suprématie absolue dont il jouissait à son entrée en service. Ceci, combiné à l'écrasante supériorité numérique des Alliés, limite son efficacité opérationnelle, bien qu'il reste jusqu'au bout un adversaire redoutable.

#### Libération de l'Ukraine et de la Biélorussie en 1943

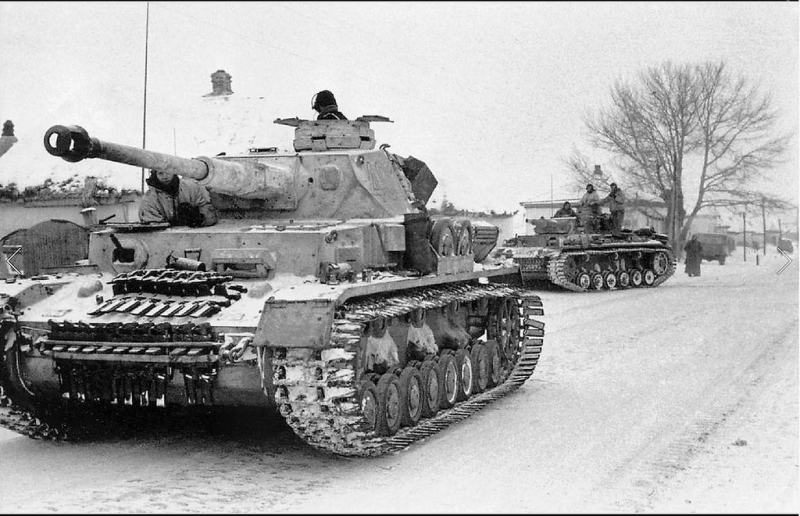
Panzer IV G durant l'opération Bagration

La bataille de Koursk oppose du 5 juillet au 23 août 1943 les forces allemandes aux forces soviétiques dans le Sud-Ouest de la Russie, sur un immense saillant de 23 000 km2 à la limite de l'Ukraine, entre Orel au nord et Belgorod au sud. Il s'agit de la plus grande bataille de chars de l'Histoire, opposant un million trois cent mille soldats soviètiques, 3 600 chars, 20 000 pièces d'artillerie et 2 400 avions (dont les redoutables Yakovlev Yak-9 et Iliouchine Il-2 spécialisés en attaque antichar) attendaient les troupes allemandes dans et derrière le saillant sans oublier le grand nombre de dispositifs de mines installés avant la bataille : les rapports font état de 503 993 mines anti-tanks et de 439 348 mines antipersonnel contre les troupes allemandes qui mettaient en ligne 200 exemplaires de leur nouveau char Panther, 90 chasseurs de chars Ferdinand, tous leurs avions d'attaque au sol Henschel Hs 129, des Tigre I et des modèles récents du Panzer IV Ausf. G à canon long anti-char. Au total, une cinquantaine de divisions allemandes (comptant 900 000 hommes), dont quatorze blindées et deux motorisées, furent rassemblées pour cet assaut, comptant 2 700 chars, 2 500 avions ainsi que 10 000 pièces d'artillerie. C'était la plus grande concentration de puissance militaire allemande jamais réalisée.

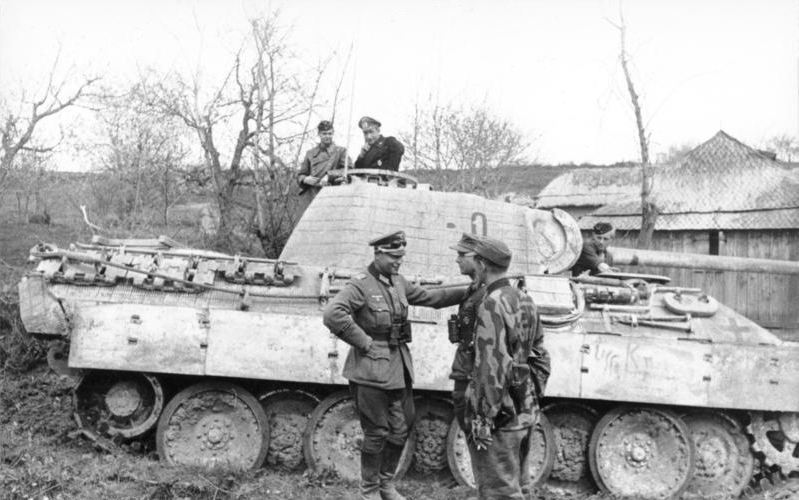
Panzer V "Panther" en Russie

Conçu pour contrer le char T-34 soviétique et remplacer les Panzer III et les Panzer IV, Le Panzerkampfwagen V Panther arriva fin 1943 mais ne fut jamais fabriqué en quantités suffisantes pour permettre d'atteindre cet objectif. Il servit en définitive à leurs côtés, jusqu'à la fin de la guerre. Une version « F », ainsi qu’un successeur, le Panther II, n’ont pas vu le jour du fait de la fin de la guerre. Son châssis devait servir de base à toute une gamme de véhicules dérivés, mais peu se sont concrétisés en dehors d’un char de dépannage, le Bergepanther, d’un chasseur de chars, le Jagdpanther, et de deux véhicules de commandement.
La bataille de Prokhorovka est livrée le 12 juillet 1943, pendant la dernière phase de la bataille de Koursk (qui est appelée opération Citadelle par les Allemands). L'offensive du IIe corps blindé de la Waffen SS est arrêtée par de puissantes contre-attaques menées principalement par la  5e Armée de chars de la Garde. Cette action massive mais mal planifiée et mal conduite est extrêmement coûteuse en hommes et en matériel. Cependant elle stoppe la progression des forces allemandes. Dans les jours qui suivent, de puissantes offensives soviétiques sur l'ensemble du front, ainsi que l'annonce du débarquement allié en Sicile contraindront Hitler à mettre fin à l'Opération Citadelle.

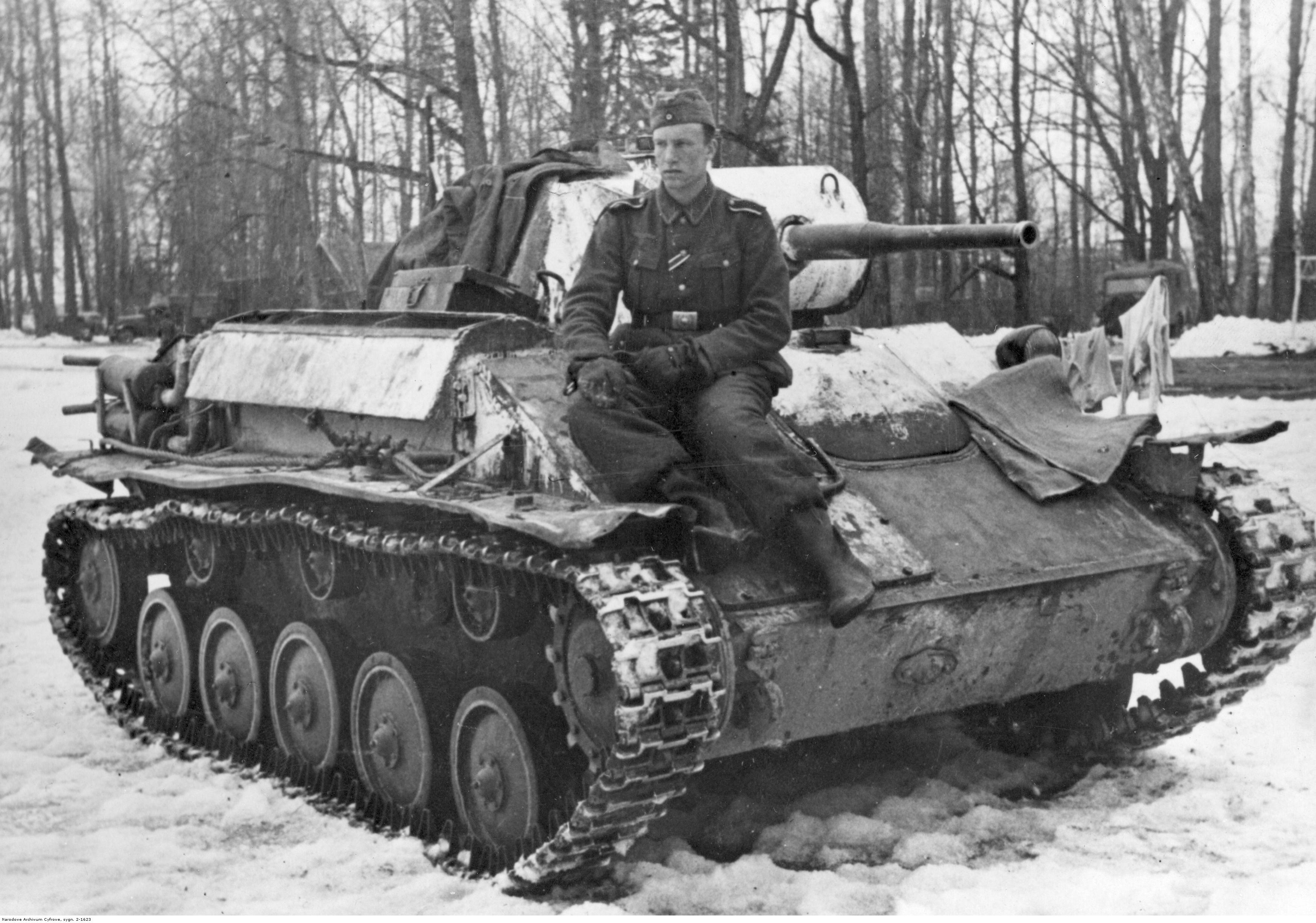
Un soldat allemand sur un char soviétique T-70 capturé.

Durant le combat les unités soviétiques sont surtout équipées de chars moyens T-34, mais aussi de chars légers T-70 et de quelques chars Churchill britanniques obtenus en prêt-bail. Elles disposent également de quelques canons automoteurs de type SU-122 et SU-76 et d'un petit nombre de chars lourds KV-1. En 1943, le char léger T-70 remplaçant le T-60 de 1941 est maintenu en production car les usines qui le fabriquent ne peuvent pas produire de T-34. Quant au KV-1, il est en voie de retrait et de remplacement car il n'offre que peu d'avantages par rapport au T-34 qui dispose du même canon de 76,2 mm et qui est moins cher, très mobile et bien protégé. Le KV-1 sera remplacé en 1944 par le char lourd IS-2.

### Fin de la Seconde Guerre mondiale

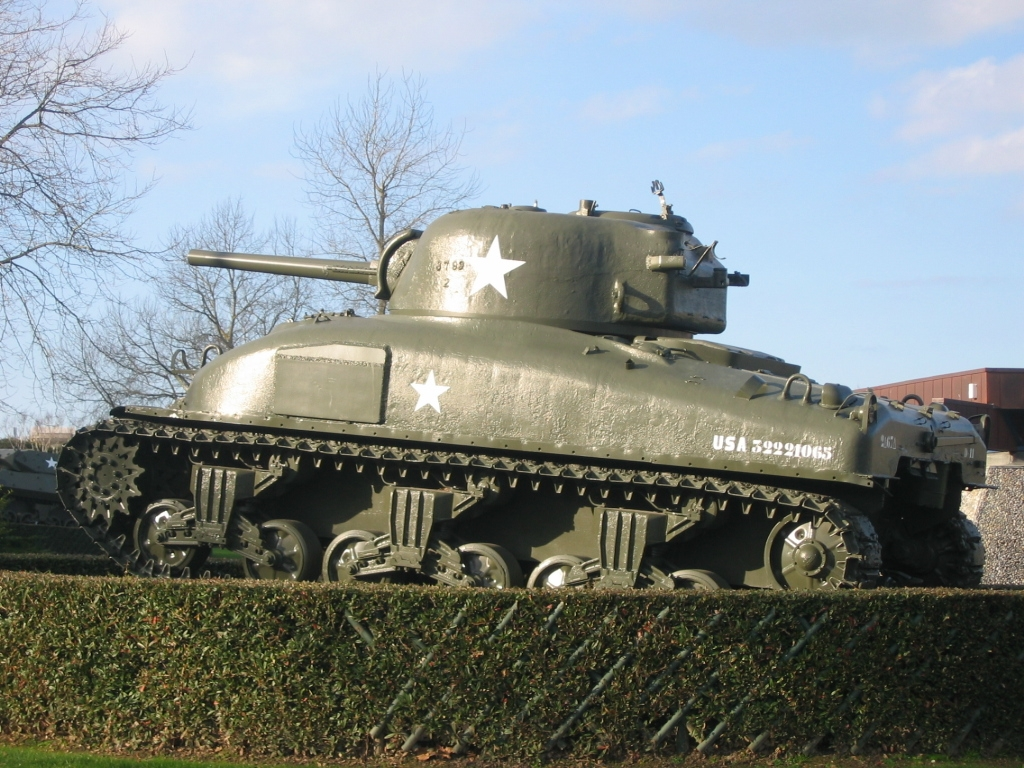
Char américain Sherman M4 à Bayeux ; de loin le char ayant eu la plus grande production sur le front de l'ouest.

Vers la fin de la guerre toutes les nations avaient considérablement augmenté la puissance de feu et le blindage de leurs chars. Le char moyen allemand standard vers la fin du conflit, le Panzer V Panther possédait un puissant canon à haute vitesse d'un calibre de 75 mm et pesait déjà 45 tonnes. Le M4 Sherman américain arrivé lors de la Guerre du Désert fin 1942, bien qu'inférieur aux chars allemands dès 1943, est présent en plus grand nombre sur le champ de bataille notamment lors de la bataille de Normandie et bénéficie du manque d'expérience des équipages allemands renouvelés.
Pendant la guerre, les tanks reçurent des systèmes améliorés de suspension ce qui constitua un progrès significatif. La qualité de la suspension est le facteur déterminant de la qualité d'un char tout-terrain. De mauvaises suspensions soumettent les équipages à d'importantes secousses et limitent la vitesse maximale du char. De nouveaux systèmes comme la suspension Christie ou la suspension à barre de torsion ont spectaculairement amélioré les performances, permettant par exemple aux dernières générations du Panther de se déplacer en tout terrain à des vitesses encore inimaginables lors de sa conception.

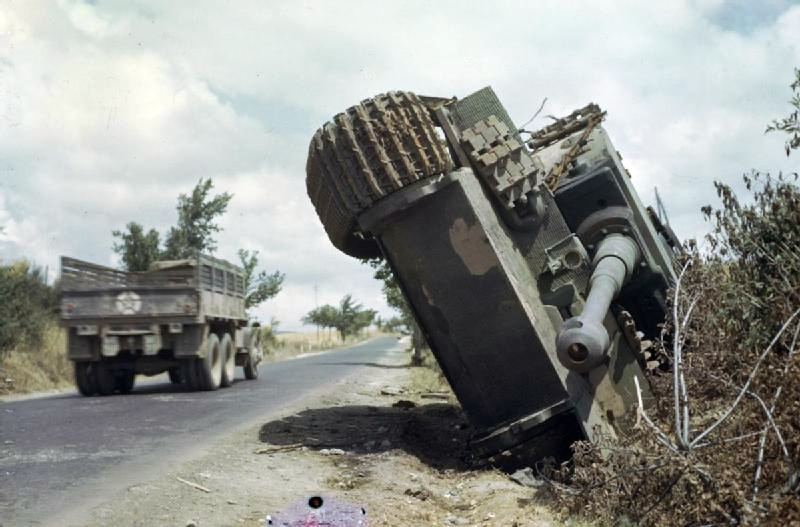
Le char lourd allemand Tigre I malgré son blindage n'était pas invulnérable comme le montre cette photographie prise en Italie

Le front russe, après la décision d'Hitler de déclarer la guerre à l'URSS en déclenchant l'opération Barbarossa en juin 1941 fut un des théâtres d'opérations les plus importants de la Seconde Guerre mondiale et dans les vastes plaines d'Ukraine et les steppes de Russie où l'arme blindée était incontournable. Les soviétiques, d'abord sévèrement bousculés réagirent cependant énergiquement en utilisant un char d'assaut qui était un des meilleurs compromis entre motorisation, poids, puissance de feu et blindage de protection : Le célèbre T-34 en service depuis 1940.

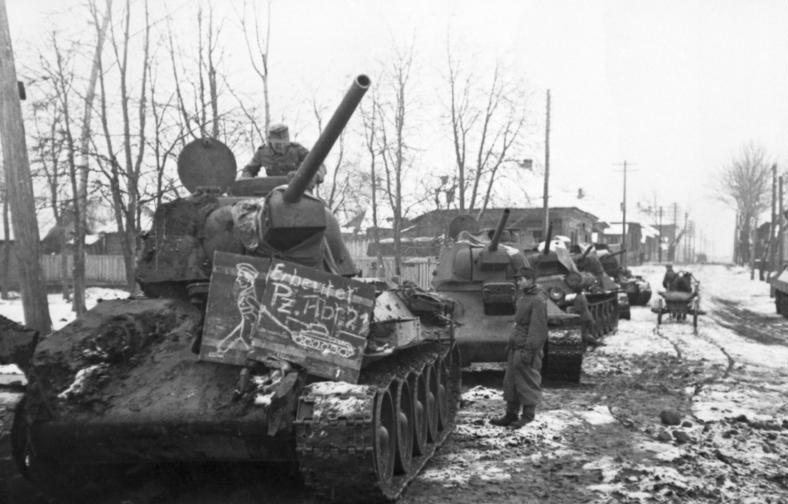
En janvier 1944, les forces allemandes équipent un bataillon de chars russes T-34 pris à l'ennemi : le panneau sur le premier char indique ironiquement Erbeutet Pz.Abt. 21.

Disposant d'un puissant moteur Diesel (dont le carburant est peu inflammable, contrairement à l'essence) d'un blindage incliné, d'une silhouette basse, de chenilles larges adaptées à la boue de l'intersaison russe (la raspoutitsa) , d'une excellente suspension type "Christie" et d'un canon performant, le T34 construit en grande série dans des usines russes de l'ouest précipitamment déménagées en Sibérie en 1942, fut une très désagréable surprise pour les tankistes allemands. Qui plus est, sa rusticité était adaptée aux très dures conditions climatiques de la guerre en Russie.
Les soviétiques innovèrent également en matière d'aviation tactique en créant un avion blindé (le cockpit était protégé par le dessous avec une sorte de baignoire de tôle d'acier pesant pas moins d'une tonne) équipé d'un puissant canon antichar, l' Illyouchine IL2 dit Stormovik , redoutablement efficace contre les blindés allemands et dont Staline a dit  qu'il était "aussi indispensable à l'armée rouge que le pain qu'elle mange ou l'air qu'elle respire".

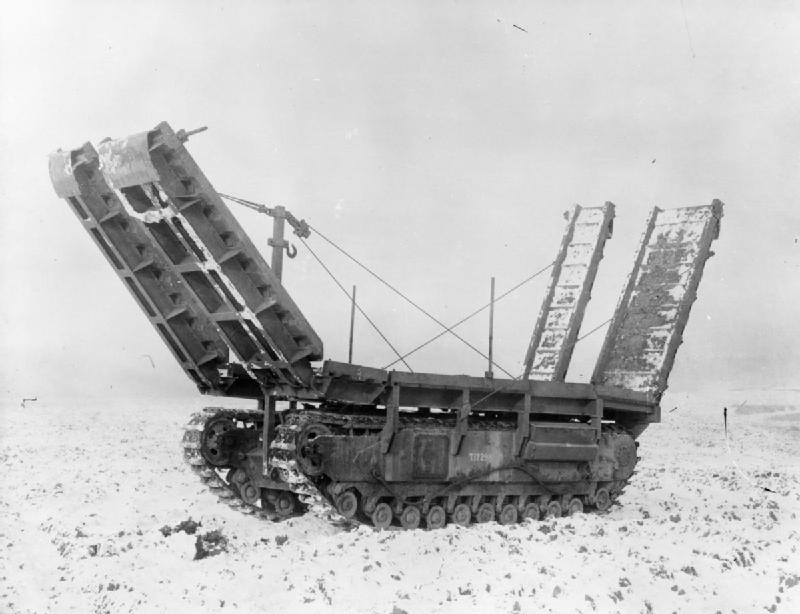
Char Ark de la série des Hobart's Funnies

À cette époque la plupart des chars furent équipés de radios (tous les chars américains et allemands, certains chars soviétiques).
Les radios sur les chars britanniques étaient de qualité inégale mais améliorèrent tout de même énormément le commandement des unités. Les châssis des chars furent adaptés à un large éventail de tâches militaires, comme le déminage et le génie militaire à l'instar des chars de Percy Hobart, spécialement conçus pour le débarquement allié en Normandie. Ces véhicules spécialisés sont plus connus sous le nom de Hobart's Funnies.
Toutes les principales puissances combattantes ont également développé des armes spécialisées anti-chars : lance-roquettes, artillerie, chasseur de chars, et chars d'assaut (véhicules blindés portant des canons de gros calibres). Les canons d’assaut allemands et soviétiques, plus simples et meilleur marché que des chars, ont eu les calibres les plus lourds de tous les véhicules de guerre, alors que les chasseurs de chars américains et britanniques ne différaient guère des chars classiques:
Le Nashorn Sd.Kfz 164 8,8 cm PaK 43/1 fut développé par L'armée allemande en tant que solution intermédiaire en 1942 et était armé du puissant canon anti-char de 88 mm. Bien que légèrement blindé et présentant une silhouette élevée, il resta en service jusqu’à la fin de la guerre et démontra qu’il était un assez bon chasseur de chars. Son obus sous-calibré pourvu d'un cœur au carbure de tungstène, Pzgr. 40/43, était capable de pénétrer 190 mm de blindage d’acier à un angle de 30° à une distance d’impact de 1 000 m. Les qualités exceptionnelles du canon permettaient au Nashorn d’engager les chars ennemis alors qu’il se trouvait hors de leur portée.

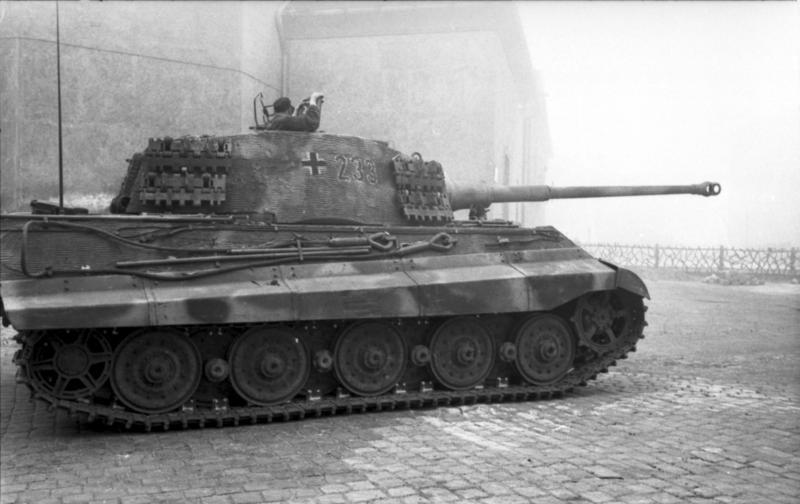
Panzer VI Tiger II ou Königstiger à Budapest en 1944

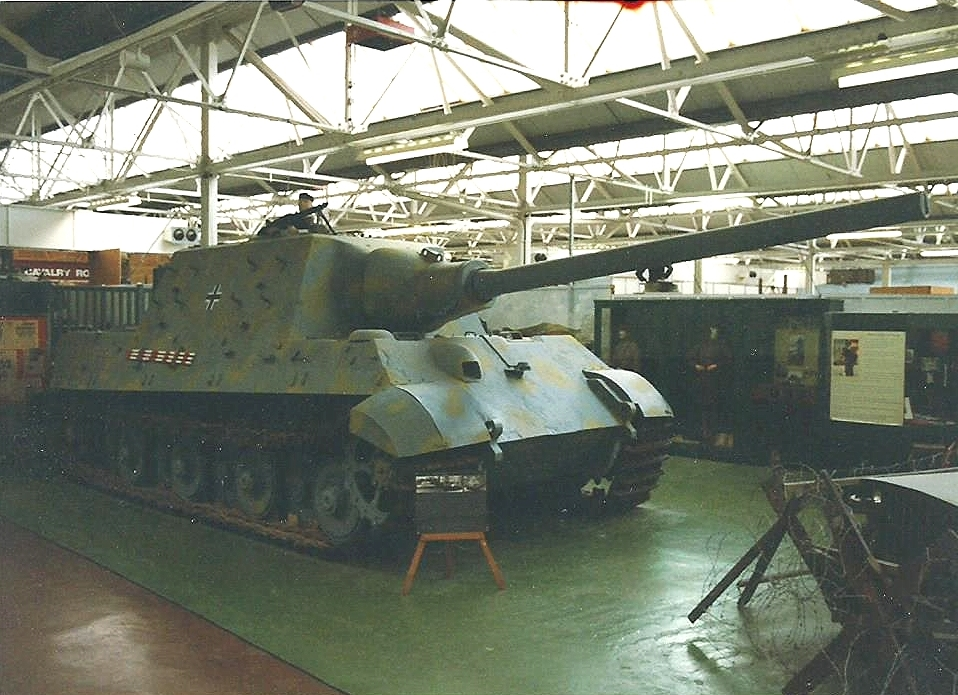
Panzerjager VI Ausf B Jagdtiger

Le Panzerkampfwagen VI, surnommé de façon officieuse Königstiger (« tigre royal », nom allemand du tigre du Bengale), est un char d'assaut super-lourd allemand produit à 492 exemplaires entre novembre 1943 et mars 1945. Il devait remplacer le Tigre I à partir de février 1944 au sein des bataillons de chars lourds de l'armée de terre (Heer) et de la Waffen SS. Mieux armé et mieux protégé que son prédécesseur, il amplifie cependant ses défauts (poids, complexité, manque de puissance, fiabilité). En effet, s'il est équipé d'un canon de 88 mm plus puissant et doté d'un blindage incliné très épais qui lui assure une protection supérieure, il est encore plus lourd que lui (70 tonnes contre 57), tout en étant équipé du même moteur. Le même moteur équipe également le char Panther qui ne pèse que 45 tonnes. Son rapport poids-puissance est donc moindre : il est lent et peu mobile et il ne peut franchir tous les ponts. De plus, il est extrêmement gourmand en carburant (500 l/100 km sur route et 700 l/100 km en tout terrain). Le Tigre II peut affronter les blindés alliés les plus puissants, et notamment le IS-2 de l'Armée rouge mais il n'est produit qu'en faibles quantités. Enfin, son manque de mobilité et de fiabilité réduisent fortement son impact opérationnel, notamment parce que, du fait de son poids, la plupart des pannes ou immobilisations en territoire ennemi ou lors d'une retraite obligent les équipages à détruire leur char même quand il est réparable. Son châssis a servi de base pour le Jagdtiger, un chasseur de char doté d'un redoutable canon 12,8-cm-Flak 40 mais produit à seulement 88 exemplaires entre février 1944 à mai 1945.

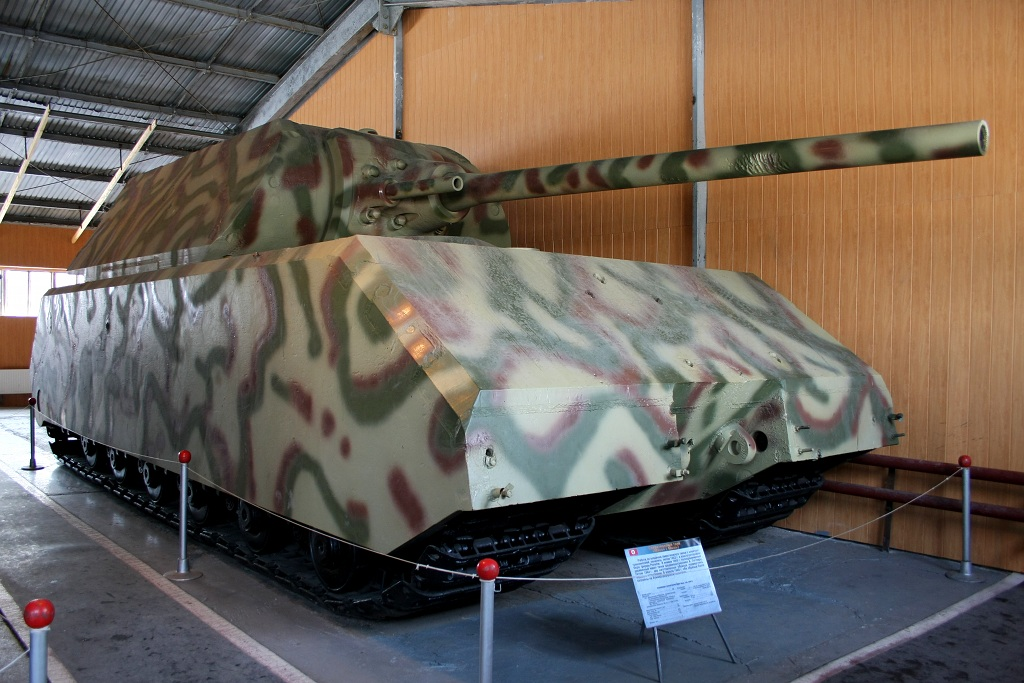
Panzerkampfwagen VIII "Maus", le char le plus lourd jamais développé jusqu'au stade de prototype. Masse au combat 188 tonnes

En novembre 1941, le Waffenamt, le service chargé du développement des armes de l’armée allemande, avait rédigé des spécifications pour un char de 70 t, dont le développement fut confié à Krupp en février 1942, donnant naissance au projet Panzerkampfwagen VII "Löwe". Hitler fut impressionné par ce projet et confia dès mars 1942 à la même entreprise le soin de développer un char de 100 t avant le printemps 1943. Dans un premier temps, les ingénieurs de Krupp proposèrent un projet de 90 t, mais Hitler se montra intraitable : il était convaincu que les Soviétiques allaient bientôt mettre en service des chars plus lourds que ce qu’ils avaient eu jusqu’alors et qu’un char de 100 t était indispensable pour les contrer. À la fin du mois de mars 1942, Porsche reçut également, en concurrence donc avec Krupp, un contrat pour le développement d’un char de 100 t, et les plans de ce véhicule, baptisé Mauschen (« petite souris ») furent approuvés en juin. Un premier châssis y arriva le 26 septembre 1943 et fut terminé à la fin de l’année puis envoyé sous le nom de « Mammut » au terrain d’essai de Böblingen en janvier 1944. L’assemblage final du second véhicule désormais nommé "Maus" eut lieu directement à Böblingen en juin 1944. Tout travail sur le projet fut arrêté le 19 novembre 1944 et les deux véhicules furent envoyés à Kummersdorf pour y être stockés. À l’approche de l’Armée rouge en avril 1945, les Allemands détruisirent les Panzerkampfwagen VIII "Maus" à l’explosif avant de se replier. Les Soviétiques récupèrent les restes qu’ils expédièrent au terrain d’essai de Koubinka. Un "Maus" est désormais exposé au musée des Blindés de Koubinka.

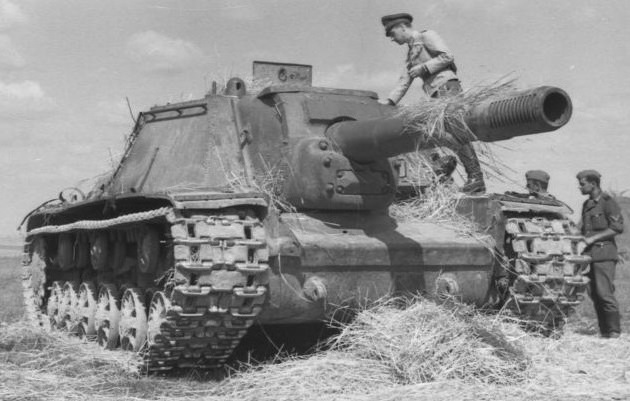
SU-152 capturé par les allemands

Le SU-152 est un obusier de 152 mm soviétique automoteur lourd monté sur une adaptation de châssis du char lourd KV-1S. Le premier modèle est réalisé le 17 janvier 1943, d'après les projets de Joseph Kotine, et il connaît son baptême du feu lors de la bataille de Koursk. Il est surnommé « Tueur de fauves » en raison de sa capacité à détruire les chars « Tigre I » et « Panther » allemands.
Le chasseurs de chars M10, connu également accompagné de son surnom M10 Wolverine (le nom officiel américain du M10 était « affût automoteur M10 - 3 pouces »), est un chasseur de chars américain construit à partir de 1942. Son canon de 76,2 mm valait largement celui du Panzer IV G, mais se révéla trop faible contre le blindage des chars allemands plus lourds. Livré aux Britanniques et adaptés par eux, le M10 prit le nom d'Achilles.

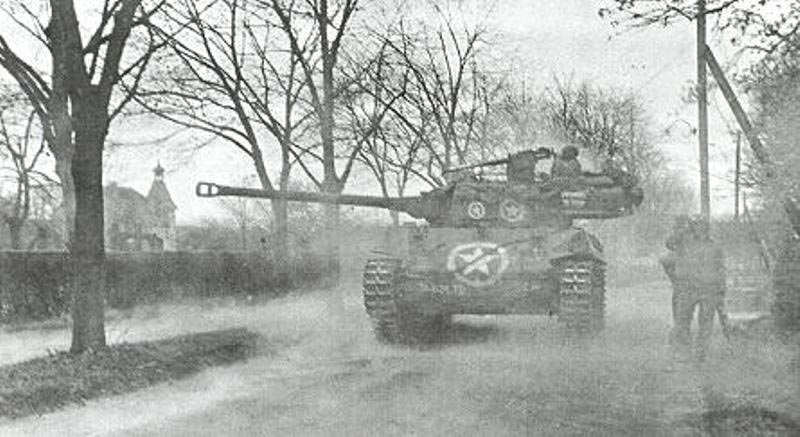
M18 Hellcat en Allemagne

Le M18 Hellcat ou 76 mm Gun Motor Carriage M18 était un chasseur de chars développé par les États-Unis équipé du Canon de 76 mm M1. Apparu sur les champs de bataille en 143, il fut l’engin chenillé le plus rapide de ce conflit.
Les tourelles étaient désormais considérées comme l'emplacement le plus efficace pour le canon principal. Afin de détruire des objectifs blindés, le char avait besoin d'un canon unique et puissant, à la différence de certains modèles d'avant-guerre (comme le T-35 soviétique). Ces vieux modèles répartissaient leur puissance de feu sur plusieurs tourelles, avec un armement de faible calibre, ou dans d'autres cas avec un seul canon fixe. La plupart des chars gardèrent au moins une mitrailleuse.

## Guerre froide
Après la guerre, les principaux chars mis en service sont davantage comparables – sur la plan du poids – au Panther allemand qui a servi de référence pour la plupart des chars de l'après-guerre: (Centurion britannique, M46, M47 américains) ou même plus légers pour les chars soviétiques (T-54, T-55). Ils sont armés d’un canon de calibre égal ou supérieur à celui du Tigre II (90 à 105 mm) mais restent considérés comme des chars moyens. Le char lourd, lui, n'est plus une priorité car, comme le constate la majorité des états-majors, s'il procure un gain d'efficacité de 20 à 30% par rapport au char moyen, il coûte deux fois plus cher. Les différents programmes de chars lourds sont soit abandonnés après une production limitée (IS-3, IS-4 puis T-10 soviétiques, M-103 américain ou  Conqueror britannique) soit annulés comme l'AMX-50 français .
Les différents concepts de char (char moyen, char lourd, char de rupture, char d'infanterie ou de cavalerie, etc.) fusionnent après la guerre sous l'appellation de Char de bataille principal (Main Battle Tank) . Il faudra attendre les années 1970 pour que le poids de ces tanks atteigne à nouveau ou dépasse celui du Tigre II, mais avec des motorisations deux fois plus puissantes.

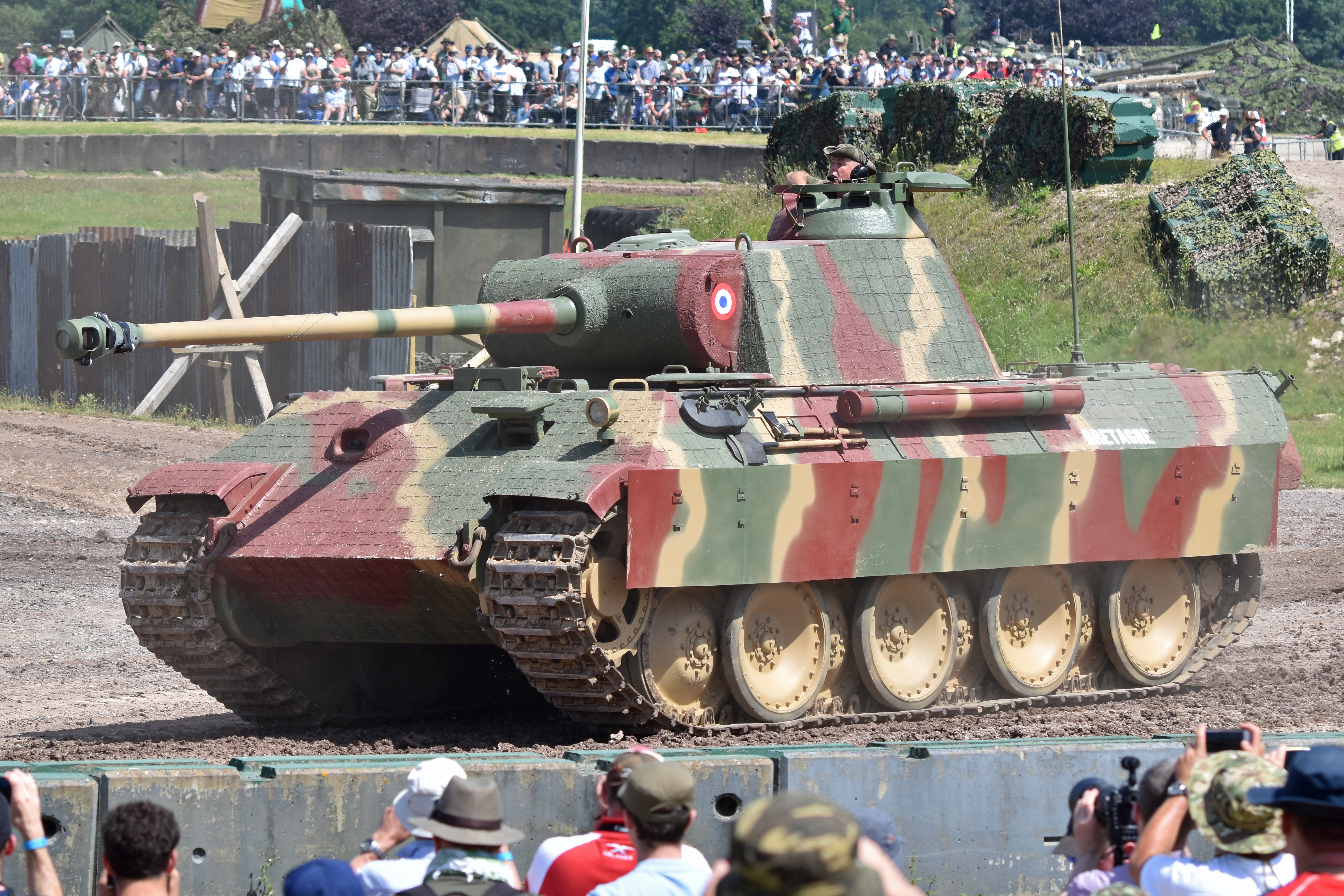
Panther Ausf.A “BRETAGNE”

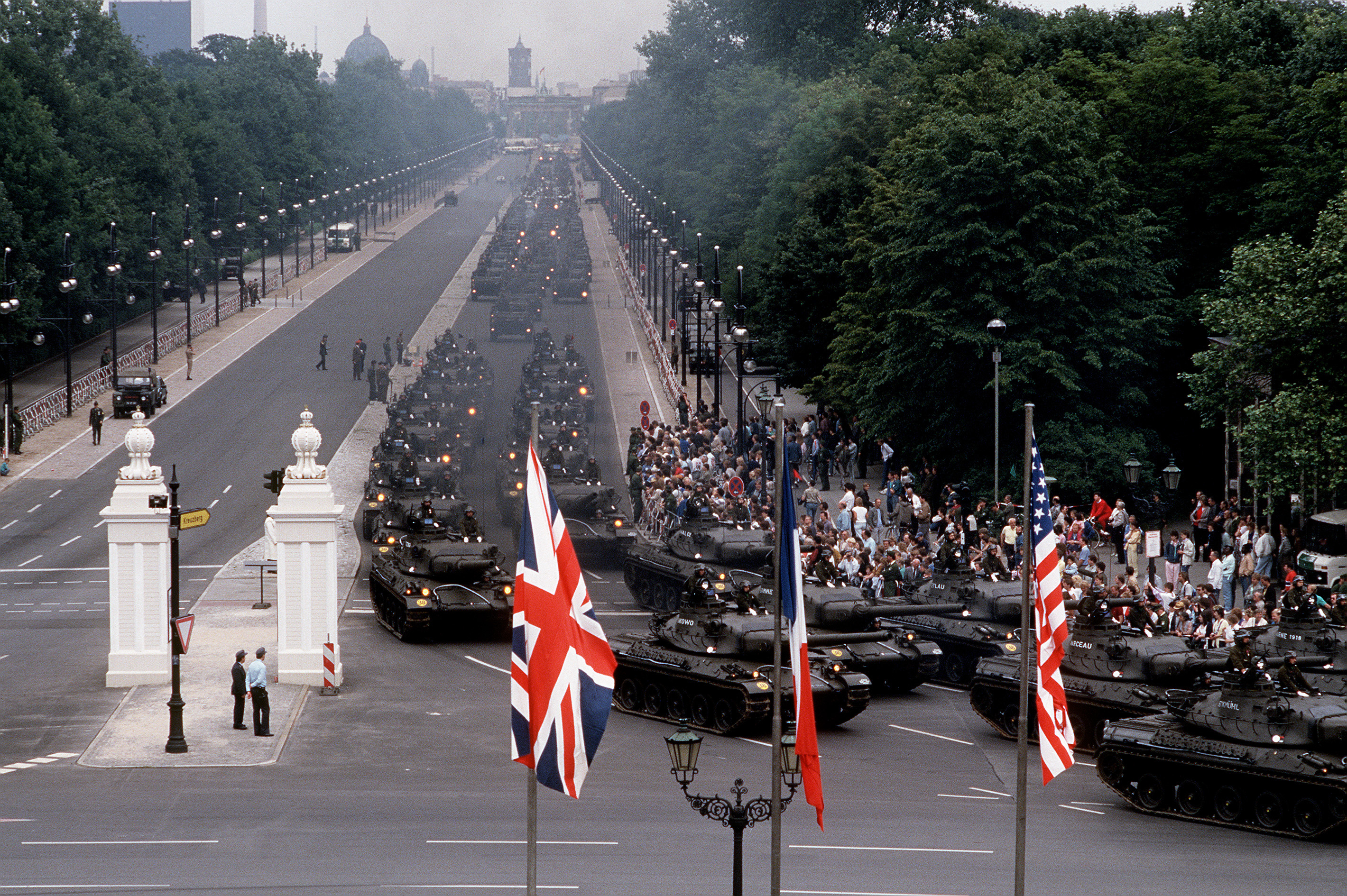
Parade du 11e régiment de chasseurs le 11 juin 1988 lors de la journée des forces alliées à Berlin-Ouest. Au premier plan, des AMX-30B suivis de VAB.

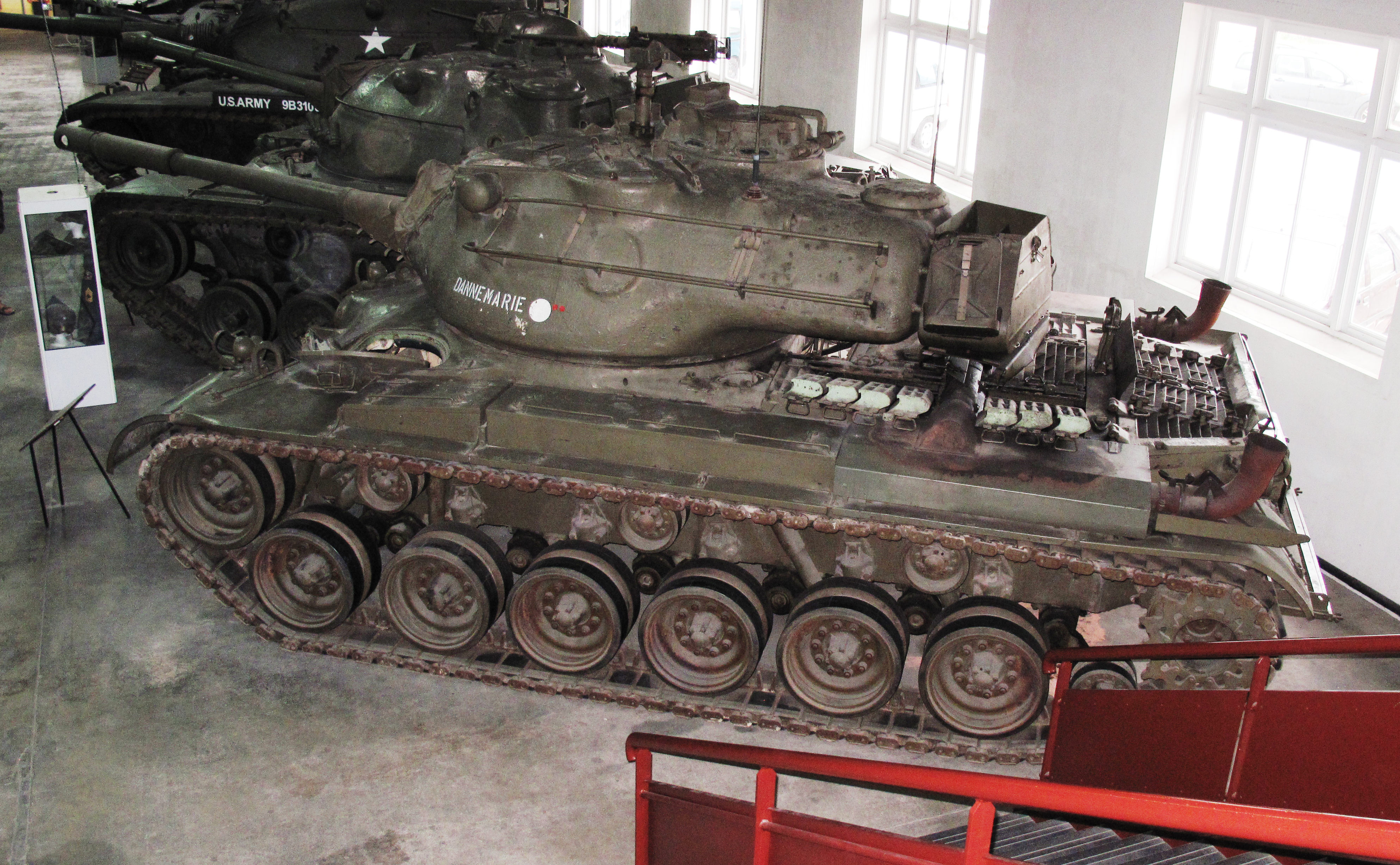
M47 Patton de l'armée fraçaise

Au sortir de la Seconde Guerre mondiale, les forces blindées françaises se retrouvent en majorité avec du matériel d'origine américaine et britannique et se rééquipent avec du matériel disparate, allant de véhicules français d'avant 1940 à quelques dizaines de chars allemands Tiger I et Panther récupérés. Le char M4 Sherman reste le principal char de combat de l’armée de terre avec 1 254 unités reçues après guerre. Il reste en ligne jusqu'en 1960 après nombre de modifications.
Le char M47 Patton remplace le M4 Sherman (dans ses nombreuses versions et variantes) dans les régiments de chars de combat à partir de 1953. Livré à 856 exemplaires, il reste en service jusqu'en 1970.
Les faibles performances de son canon de 90 mm ont conduit à la constitution d'un escadron de « chasseurs de chars » AMX-13 armés de missiles Nord SS.11 dans chaque régiment de chars de bataille.

### Doctrines

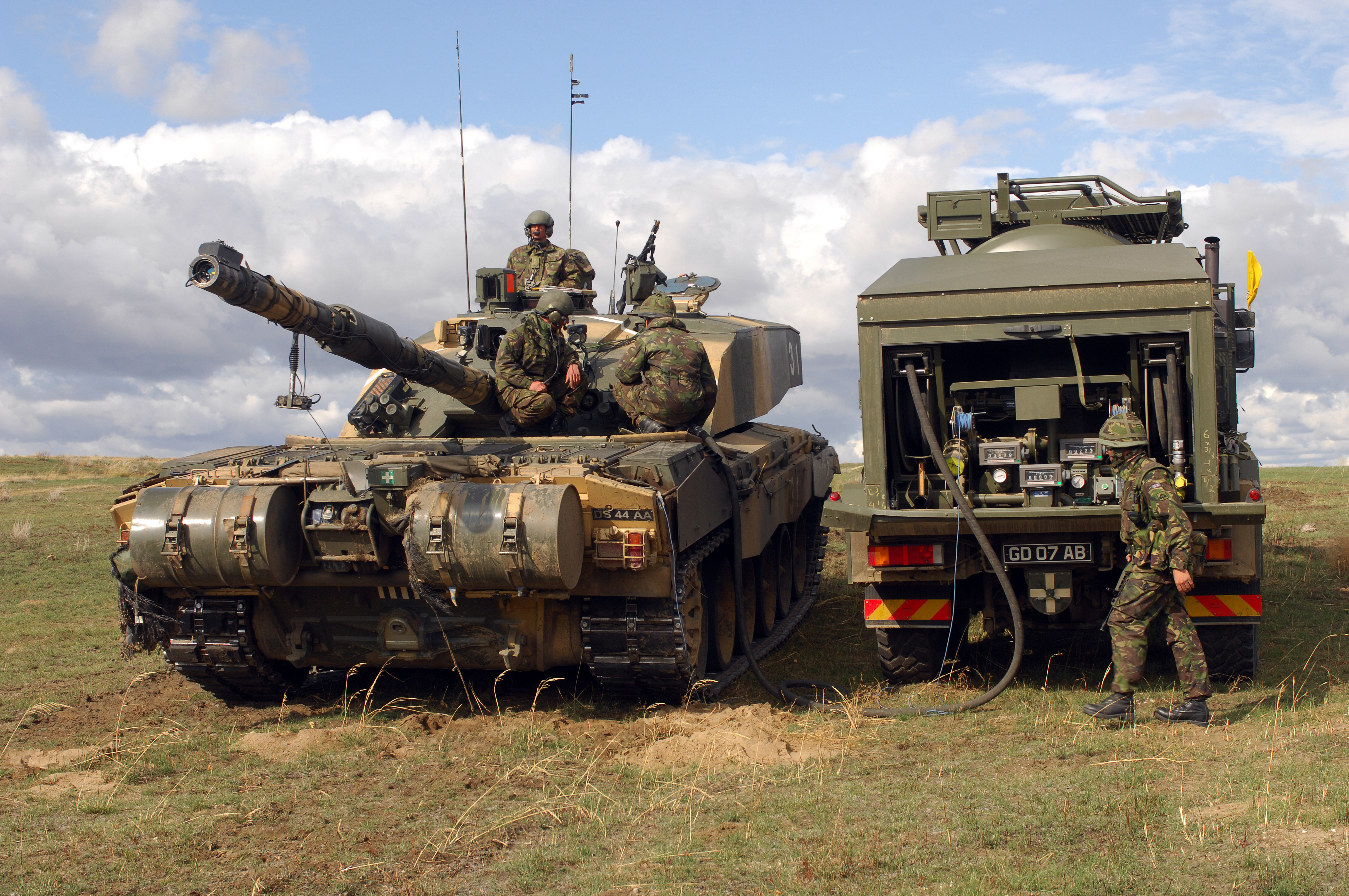
Ravitaillement d'un Challenger 2 britannique depuis un camion-citerne.

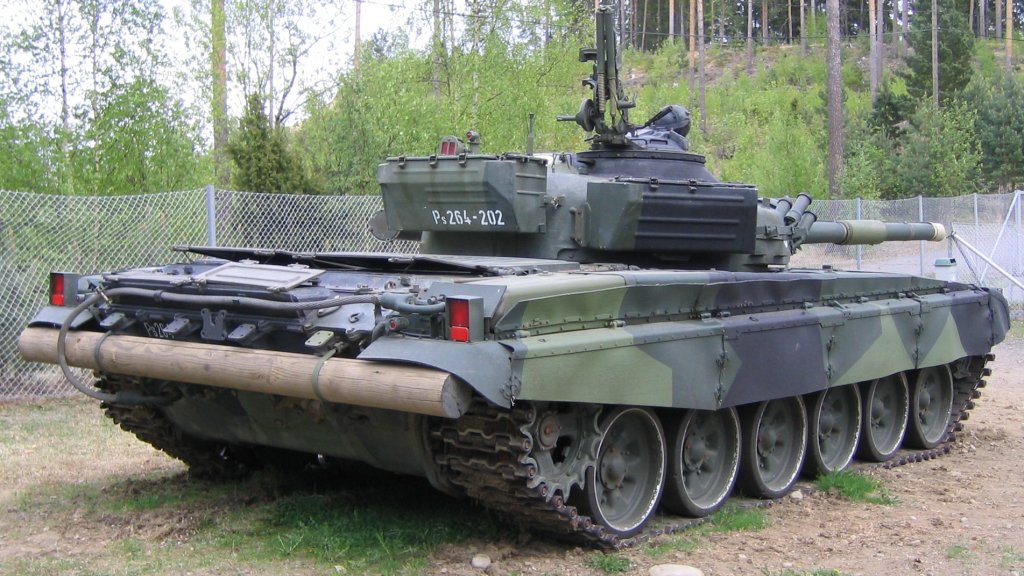
T-72 finlandais, char d'origine soviétique très répandu dans le monde depuis la guerre froide

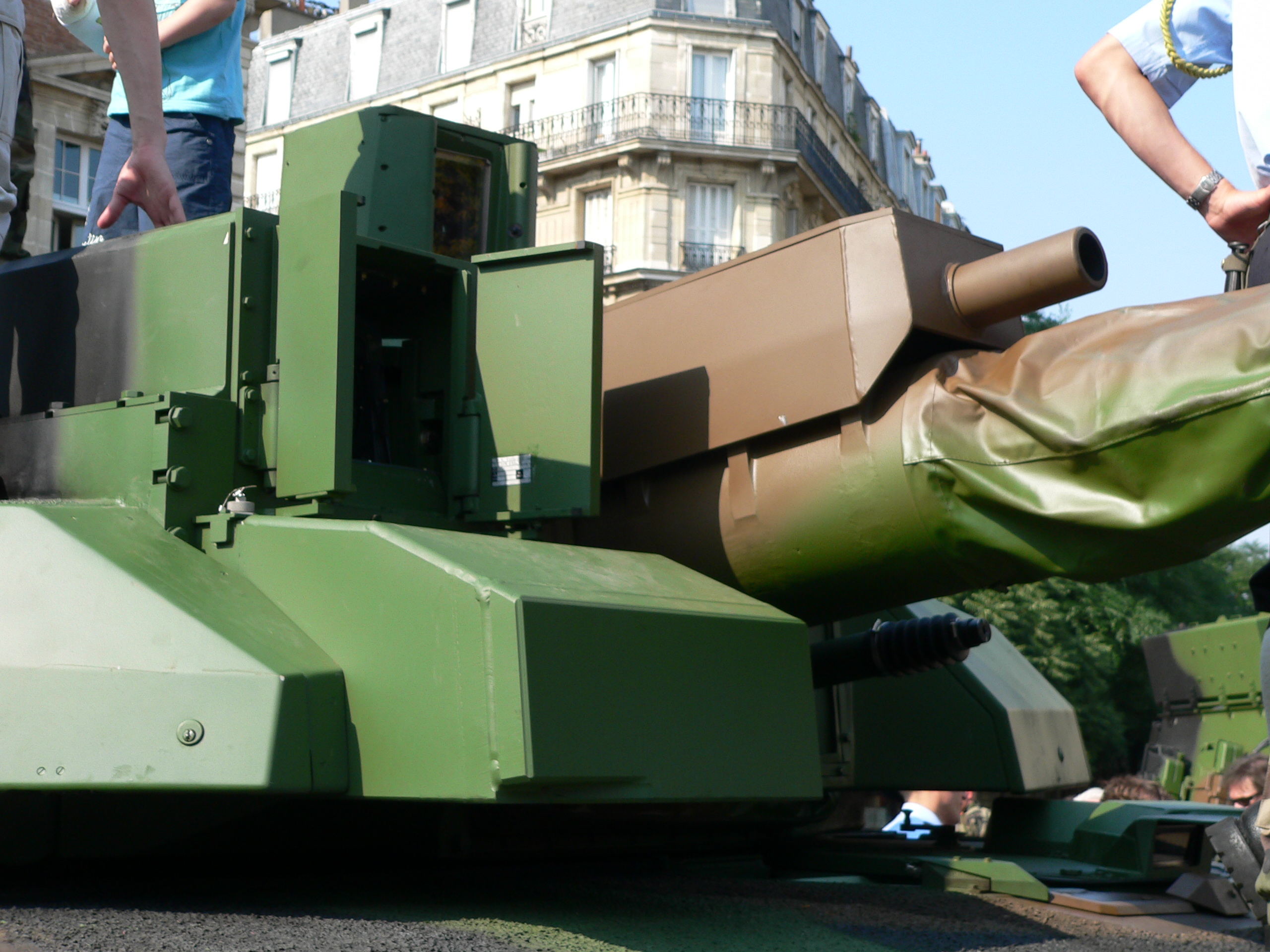
Base du canon et système optique d'un char Leclerc

Durant la guerre froide, les forces de l’OTAN et du Pacte de Varsovie mettent en place d'importantes forces en vu d'un potentiel conflit armé.
Les chars du Pacte de Varsovie sont des chars tels que les T-64, T-72 et T-80 ou des véhicules blindés tels que les PT-76, BMP-2 et MT-LB.
L'OTAN aligne des chars tels que les Leopard 1, Leopard 2, AMX-30, Chieftain, Challenger 1, M60 Patton et M1 Abrams ou des véhicules blindés tels que les M113, Marder, AMX-10 P et M2/M3 Bradley.

### Autres théâtres d'opération
Au Moyen-Orient et en Afrique du Nord, les guerres israélo-arabes et les guerres du golfe ont vu se déployer des milliers de blindés dans des batailles qui peuvent être comparées avec celles de la Seconde Guerre mondiale. L'armée israélienne avait entre 2 000 et 3 000 chars, l’Irak plus de 4 000, l’Égypte et la Syrie autour de 3 000. Au début du XXIe siècle, cette région est la plus militarisée de la planète.

### Fin de la Guerre froide
La fin de la guerre froide, le coût de plus en plus élevé des nouvelles générations de chars et leur mise en œuvre, la nécessité d’avoir des forces plus flexibles et projetables plus rapidement fait que le parc de chars diminue de façon brutale en Europe et en Amérique du Nord. Les puissances européennes comme le Royaume-Uni, la France, l’Italie ou l’Espagne se reposent aujourd’hui sur un parc de moins de 400 chars modernes tandis que des pays comme la Belgique ont décidé de s’en passer au profit de blindés-canons à roues plus légers, mais les expériences des opérations militaires récentes démontrent toujours le besoin d'engins très protégés et ayant une grande puissance de feu.

## Post-Guerre froide

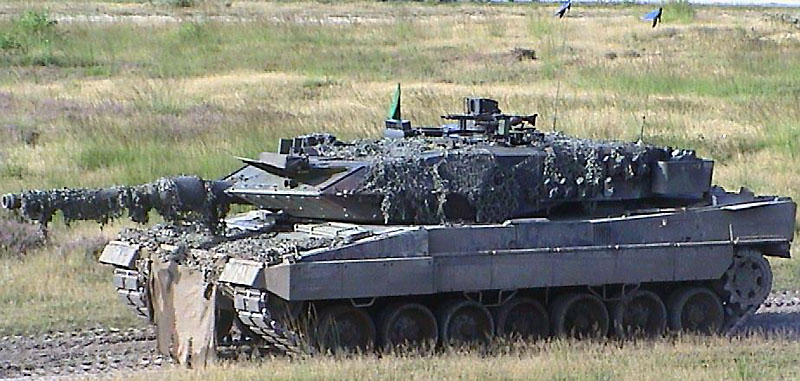
Léopard 2A5 de l'armée allemande

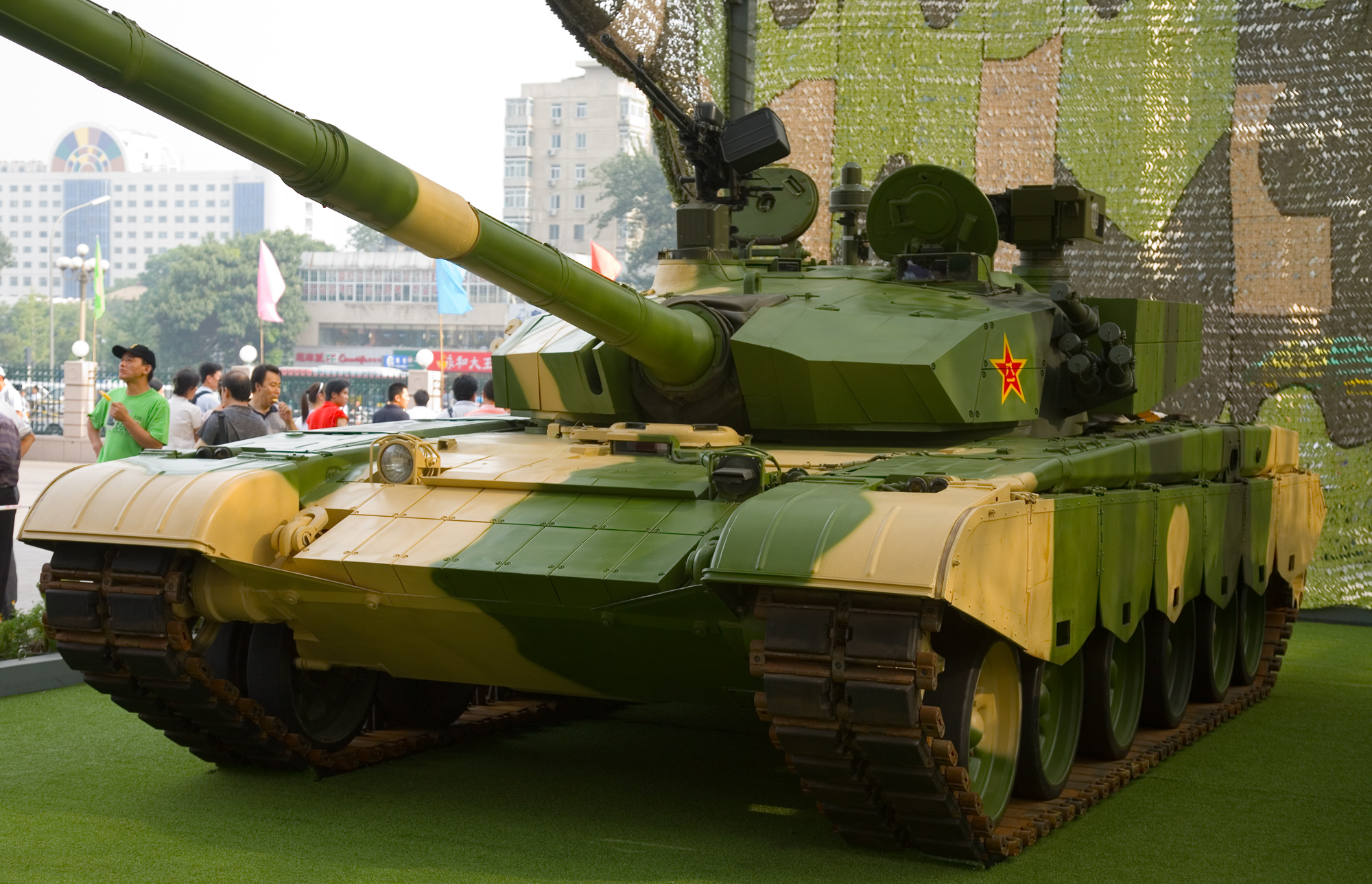
Un Type 99 de l'armée populaire de libération en 2007. L'industrie de l'armement de la république populaire de Chine fait des matériels de plus en plus sophistiqué depuis les années 1990.

La fin de la guerre froide en 1991 conduit les différents pays à diminuer leur contingent de chars.
Cette période a également mis fin aux blocs de superpuissance, et les industries militaires de la Russie et de l'Ukraine luttent maintenant pour vendre leurs chars à l'étranger. L'Inde et le Pakistan ont amélioré de vieux chars et ont acheté de nouveaux T-84 et T-90 des anciens États soviétiques. Tous les deux ont démontré que les prototypes que ces pays développent ne sont pas utilisés pour leur usage personnel, mais sont conçus exclusivement pour concurrencer les dernières offres des occidentaux sur le marché.

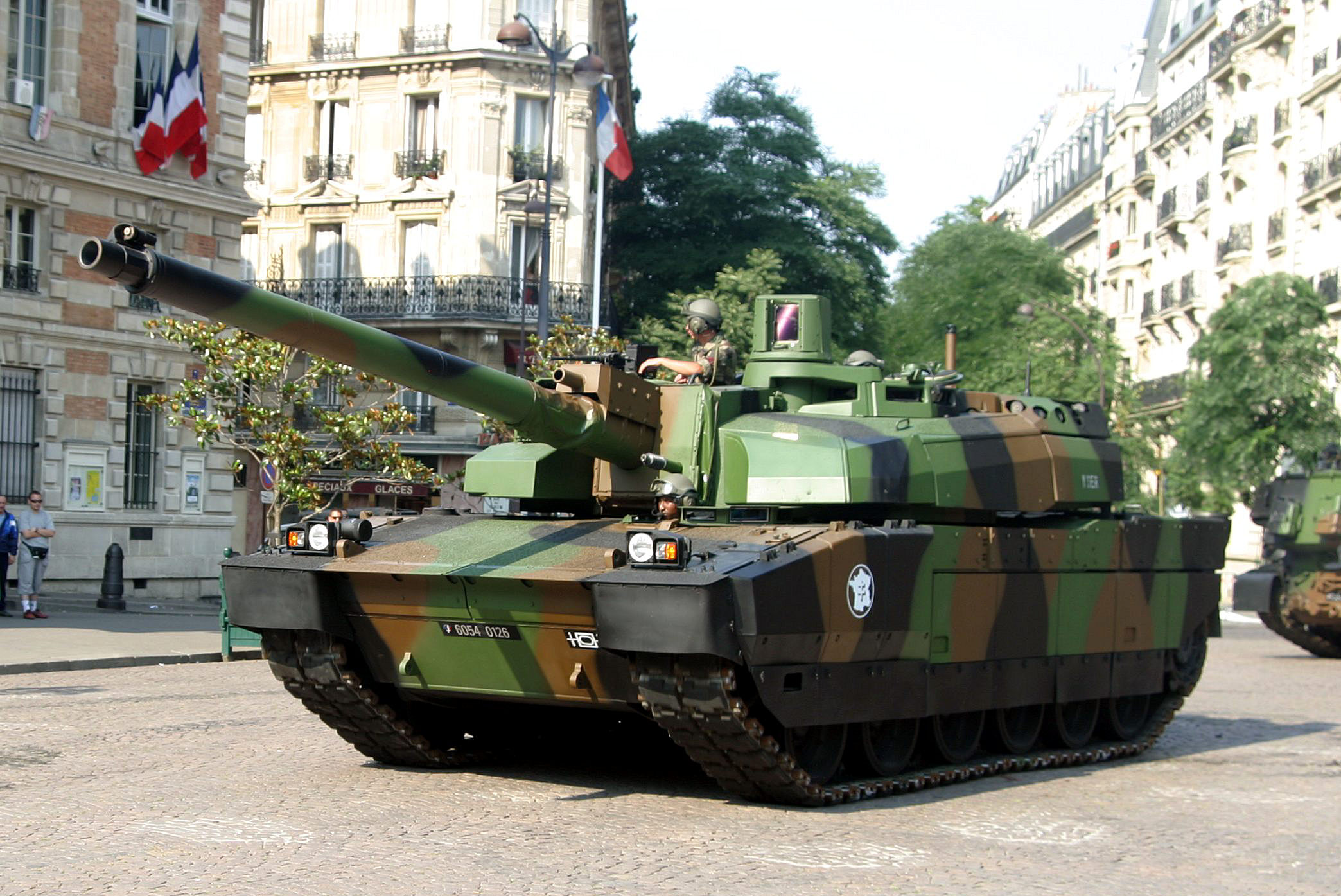
Char Leclerc français en 2006

L'Ukraine a développé le T-84-120 Oplot, qui peut tirer des munitions type OTAN 120 millimètres et de missiles guidés anti-char (ATGM : Anti-tank guided missile) via le canon principal. Elle a développé une nouvelle version avec autochargeur, mais imite les conceptions occidentales avec un compartiment blindé des munitions pour optimiser les chances de survie de l'équipage.
En Russie, Le char Chiorny Oriol (« aigle noir ») est basé sur une coque T-80 rallongée. Une première maquette, montrée pour la première fois à la VTTV-Omsk-97 : deuxième exposition internationale des armements en 1997, semble avoir un blindage nettement plus lourd, et une séparation moderne complètement nouvelle de la tourelle équipage et des munitions. Le prototype a un canon de 125 millimètres, mais serait capable de porter un nouveau 152 millimètres. On pense que la Russie développe l'Obiekt 775, parfois appelés T-95, avec une tourelle télécommandée, pour ses besoins personnels.

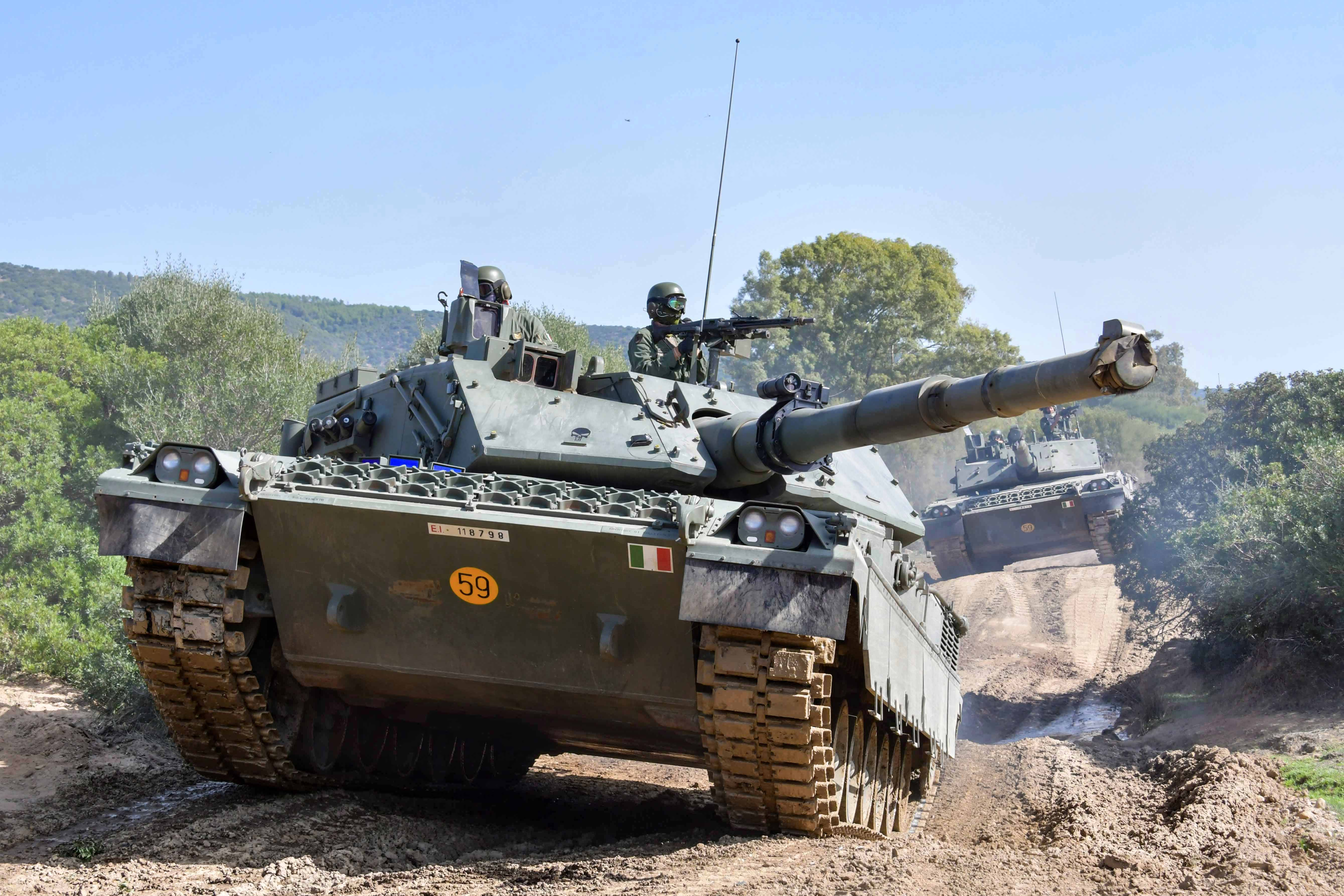
C1 Ariete de l'armée Italienne à Cap Teulada, Sardaigne en Octobre 2022

En Italie, le C1 Ariete était le dernier char moyen à être mis en opération, avec les livraisons de 1995 à 2002. Le char a presque la même taille que le tout premier char conçu, le Mark I : tous les deux font 2,5 m de haut, le Mark I a une coque de quelque 9,90 m de long là où l'Ariete dispos d'une coque de 7,6 m pour une longueur totale de 9,52 m avec le canon. Cependant, l'Ariete pèse le double (54 tonnes contre 25,4) et peut se déplacer dix fois plus vite (60 km/h contre 6 km/h).
Un certain nombre d'armées ont pensé éliminer complètement les chars, revenant à un mélange de canons automoteurs antichar et de véhicules de combat d'infanterie, mais il y a en général beaucoup de réticence, car toutes les grandes puissances les maintiennent toujours en nombre, dans les forces actives ou dans les réserves prêtes au combat. Il n'y a de plus aucune alternative prouvée, et les chars ont plutôt eu de bons résultats dans des conflits récents. Le coût élevé qu'engendrent la possession et la maintenance de chars à la pointe de la technologique réduit par contre énormément le parc d'engins qu'une armée peut mettre en ligne. Par exemple, l'arme blindée et cavalerie française doit se contenter de 200 chars Leclerc dans les années 2010, contre plus de 1 200 chars AMX-30 dans les années 1980.

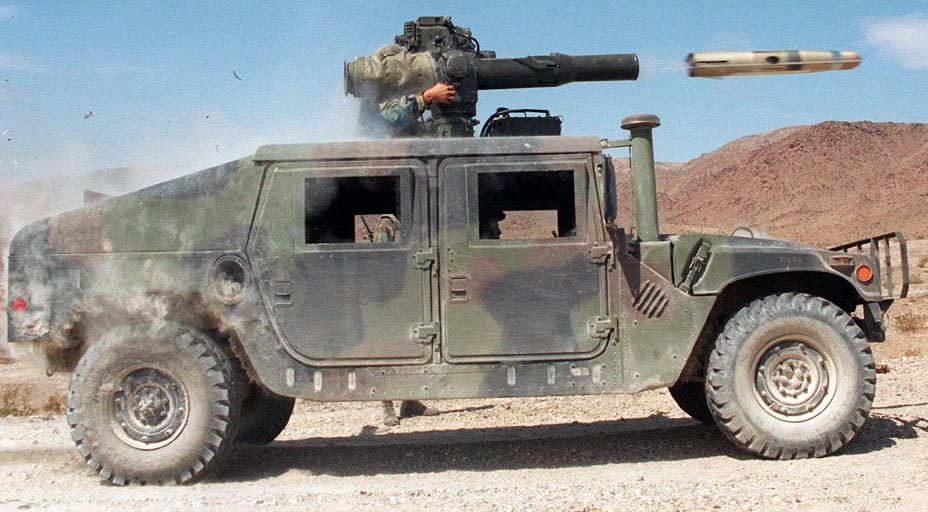
Humvee lançant un missile antichar filoguidé TOW

Le char continue à être vulnérable à beaucoup de genres d'armes antichar et exige plus de logistique que des véhicules plus légers, mais c'est le cas depuis toujours. Dans le combat du feu direct ils offrent une combinaison inégalée de survie et de puissance de feu plus élevées que les autres systèmes. Le fait que cette combinaison soit utile proportionnellement à leur coût est matière à discussion, car il existe également des systèmes, les véhicules de combat d'infanterie dont la réponse antichar très efficace lorsqu'ils sont équipés de missiles.
Une des principales sources d'évolution pour les chars au XXIe siècle seront probablement les systèmes de protection actifs. Jusqu'aux années 1990, l'armure (réactive ou passive) était la seule mesure efficace contre les attaques antichar. Les systèmes de protection actifs les plus récents (y compris les TROPHY et Iron Fist israéliens ou l'Arena russe) offrent une haute survivabilité même contre des décharges de RPG et des missiles. Si ce genre de systèmes évolue toujours plus et est intégré par défaut dans le char contemporain et les flottes blindées de véhicule, l'équation armure-antichar changera complètement ; donc, les chars du XXIe siècle connaîtraient une renaissance totale en termes de possibilités opérationnelles.

Présentation du Système de protection active Arena russe : 1. Silos de l'Arena, 2. Radar, 3. Munition protectrice, 4. Missile anti-char approchant, 5. Phase de recherche.

L'autre facteur important d'évolution est la raréfaction de la disponibilité en gazole dans un avenir proche, avec peut-être à la clé un changement de motorisation.
Les États-Unis qui ont mis en ligne environ 7 000 M1 Abrams prévoient de ne garder que 2 400 M1 modernisés en 2014 jusqu'au années 2050,,. Dans les années 2000, on envisageait de les remplacer à l’horizon 2020-2025 par plusieurs véhicules plus légers de la gamme des 15-25 tonnes, des drones et des robots de combat issus du Future Combat System, mais la réalité des opérations militaires à fortement baissé l'objectif initial

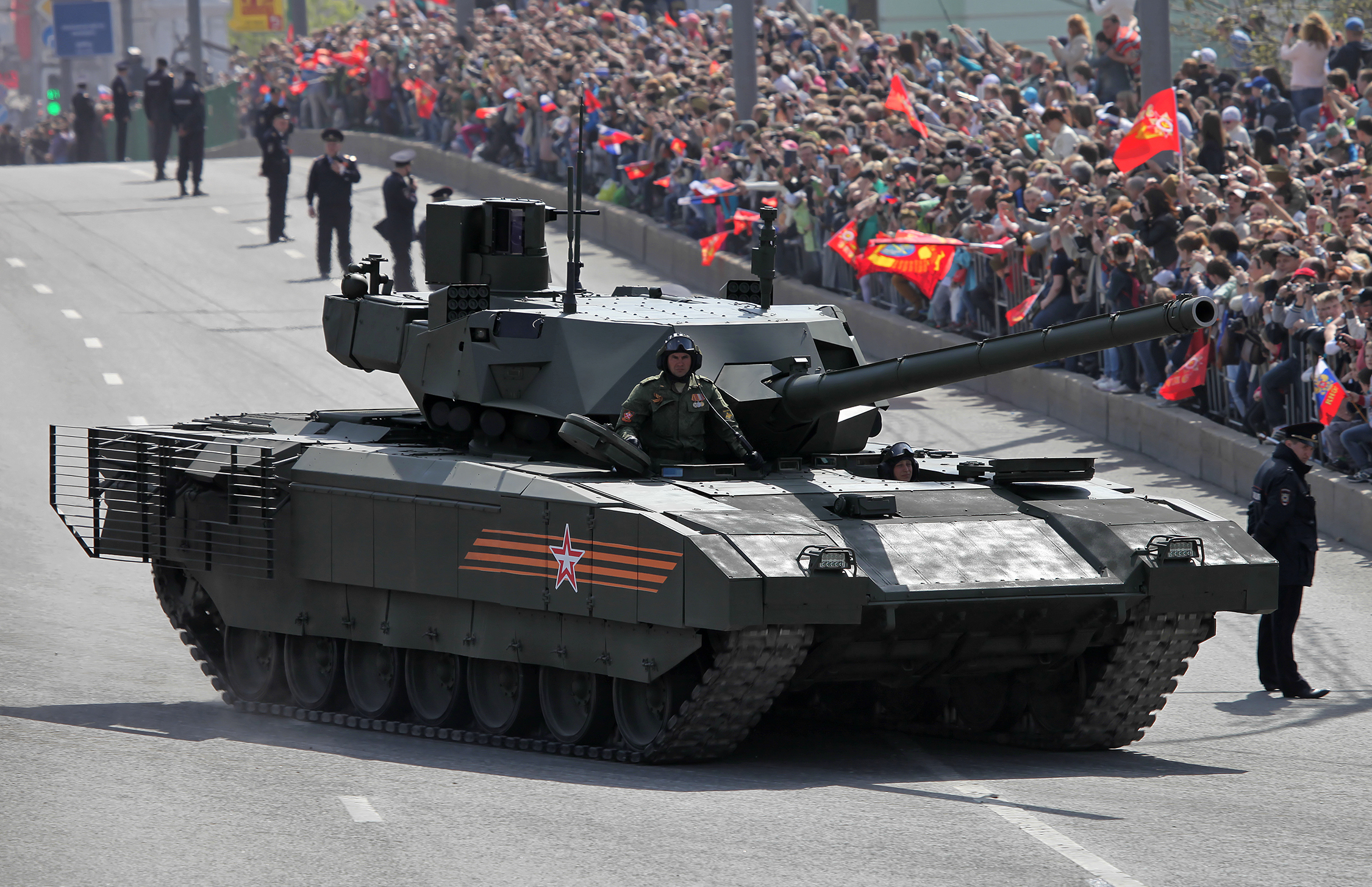
T-14 "Armata" le 9 mai 2015 à Moscou

La Russie, pour sa part, continue de développer des chars plus économiques à l’achat que les modèles occidentaux et les exporte largement. Dans les années 2015, après plusieurs prototypes, on dévoile le T-14 Armata en rupture avec les modèles de l’ère soviétique devrait être commandé a quelques centaines d'unités dans les années 2020'

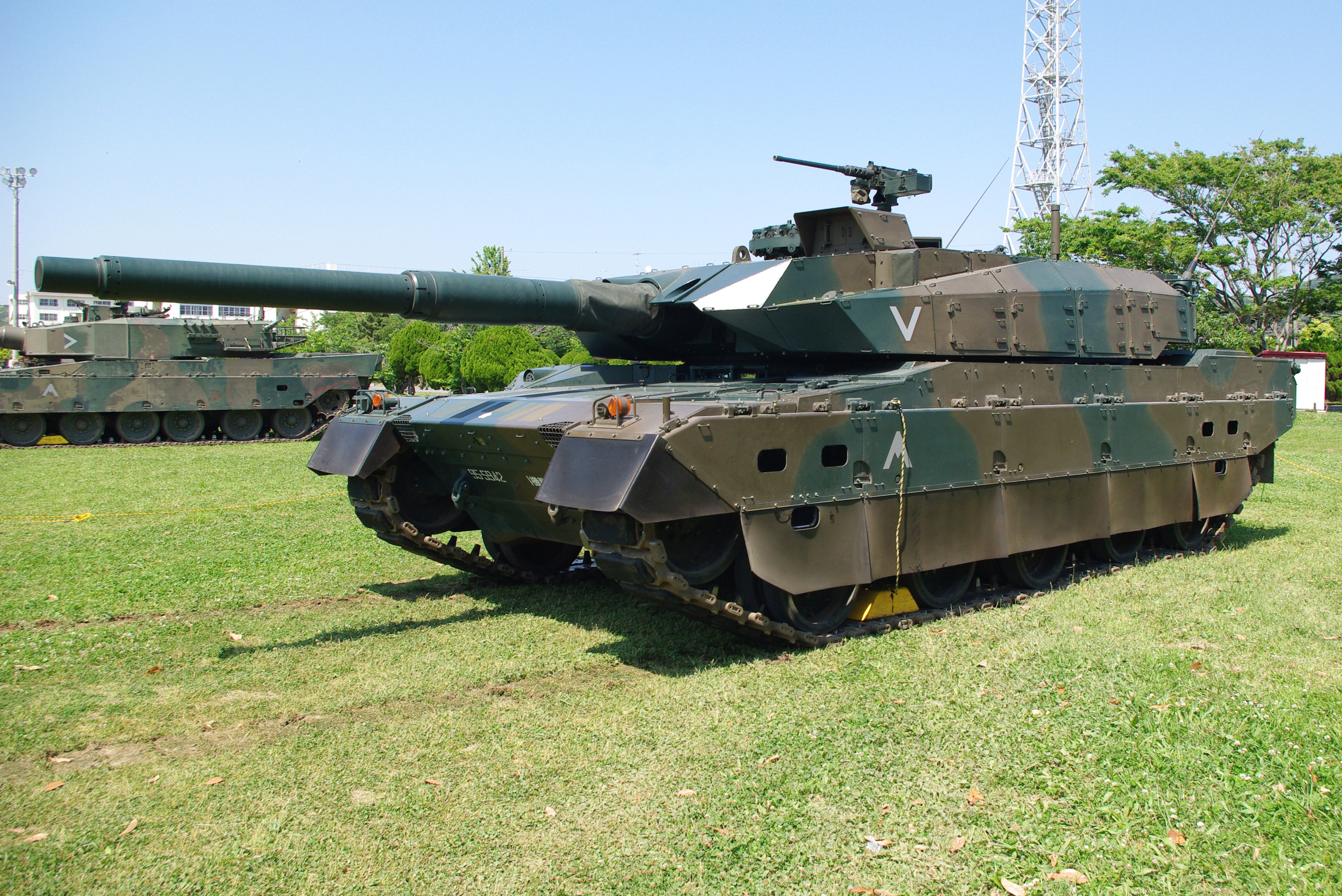
Char de combat Type 10 de le Force terrestre d'autodéfense japonaise

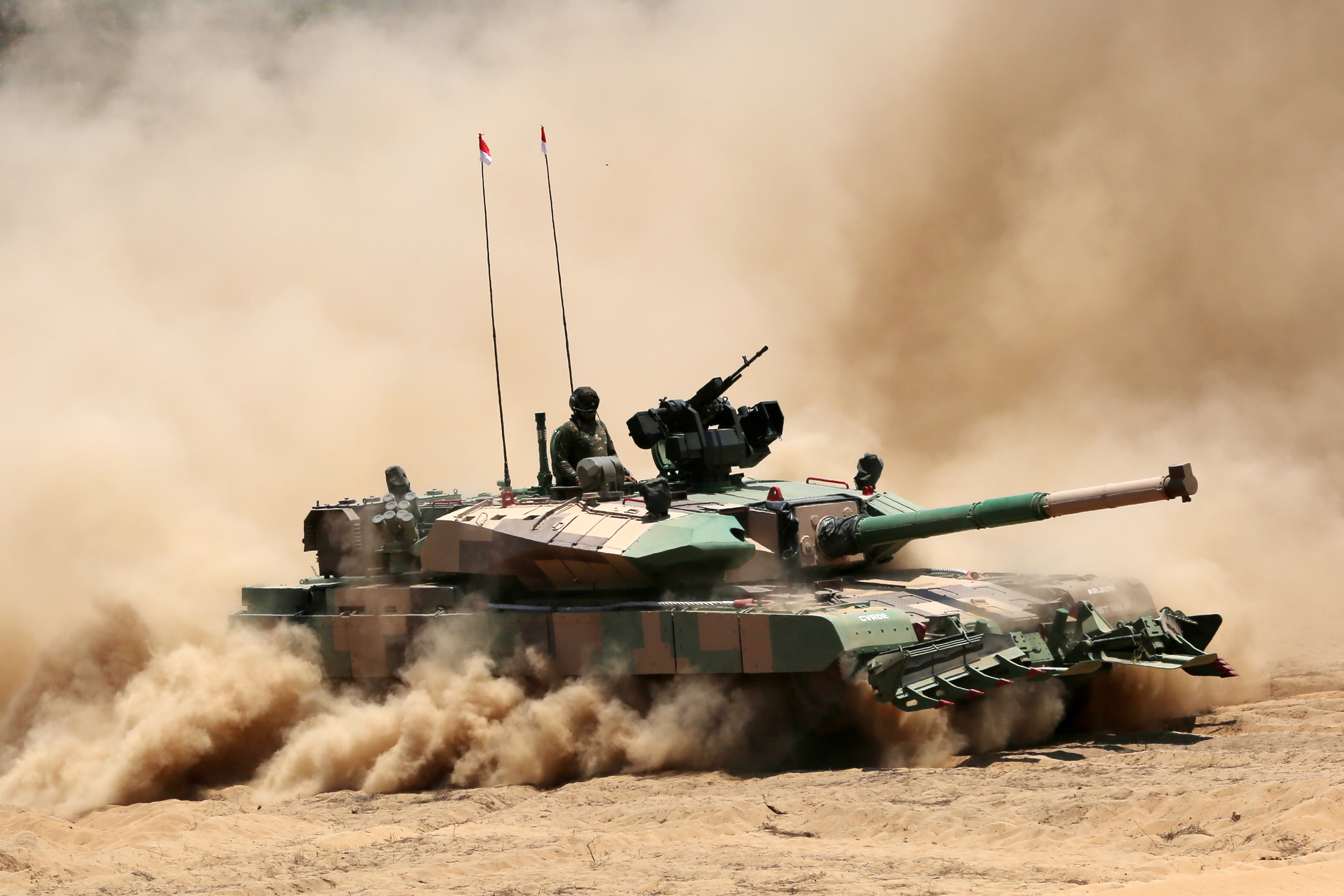
Arjun MK1A indien

Plusieurs grandes puissances asiatiques conçoivent des chars de combat :
- Le Japon ayant construit quelques modèles de chars légers durant la Seconde Guerre mondiale a, depuis les années 1960, produit des propres modèles de chars exclusivement pour l'armée japonaise, le Type 90 produit depuis les années 1990 est aussi performant que le Léopard 2 mais est aussi le char le plus cher du monde avec son successeur, le Type 10.
- La république populaire de Chine a, depuis sa fondation, produit des modèles sous licence de chars soviétiques et actuellement sa production en est encore inspirée.
- La Corée du Sud produit depuis les années 1980 ses propres modèles inspiré du char M-1 américain, le K1 et le K2 Black Panther.
- L'Inde a concu son propre char, l'Arjun. Le modèle original Mk. 1 est entré en service en 2004 dans l'armée indienne. L'Arjun Mk. 1A : version revalorisée du Mk. I fait face à des retards de livraison en 2024[130].

Le nombre total de chars opérationnels en 2002 serait de 106 000.
| 8 %  | États-Unis                      |
| 15 % | autres membres de l’OTAN        |
| 13 % | Russie                          |
| 8 %  | République populaire de Chine   |
| 18 % | reste de l’Asie                 |
| 22 % | Moyen-Orient et Afrique du Nord |
| 16 % | reste du monde                  |

Leur nombre en Europe et en Amérique du Nord est en très forte baisse depuis.

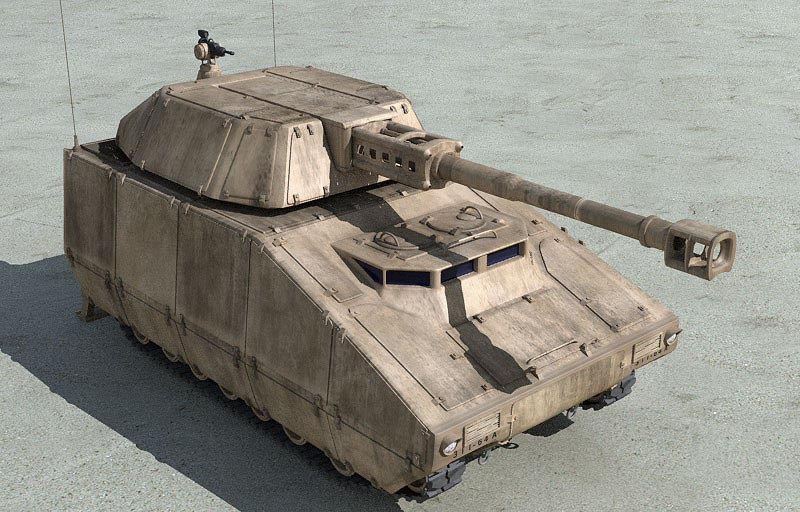
Projet abandonné d'obusier automoteur XM1203 NLOS-C de 155 mm 38 calibres du programme Future Combat System ; le char de combat XM1202 (Mounted Combat System)) avait un châssis commun avec le NLOS-C, et un canon léger de 120 mm.

## Évolution de la performance des chars
| Période                   | Première Guerre mondiale | Entre deux guerres | Seconde Guerre mondiale | Années 1980             | Années 1990             |
| ------------------------- | ------------------------ | ------------------ | ----------------------- | ----------------------- | ----------------------- |
| Type                      | FT-17 Renault            | Panzer IV A        | T-34                    | Léopard 2               | Char Leclerc            |
| Puissance du moteur       | 18 ch                    | 250 ch             | 520 ch                  | 1 500 ch                | 1 500 ch                |
| Vitesse tout terrain      | 6 km/h                   | 10 km/h            | 30 km/h                 | 45 km/h                 | 55 km/h                 |
| Vitesse sur route         | 8 km/h                   | 20 km/h            | 55 km/h                 | 72 km/h                 | 80 km/h                 |
| Canon                     | 37 mm                    | 75 mm              | 85 mm                   | 120 mm                  | 120 mm                  |
| Portée efficace           | 800 m                    | 2 000 m            | 2 000 m                 | 3 000 m                 | 4 000 m (tir à 40 km/h) |
| Vitesse initiale des obus | 350 m/s                  | 450 m/s            | 700 m/s                 | 1 650 m/s (obus flèche) | 1 790 m/s (obus flèche) |
| Masse au combat           | 6,7 t                    | 18 t               | 30,9 t                  | 55 t                    | 56 t                    |